# Le Bernin
Pour les articles homonymes, voir Bernini (homonymie).
Gian Lorenzo Bernini, dit le Bernin ou Cavalier Bernin (en italien : Cavaliere Bernini), né le 7 décembre 1598 à Naples et mort le 28 novembre 1680 à Rome, est un sculpteur, architecte et un peintre italien du baroque. Artiste éminent, il fut surnommé le « second Michel-Ange ».
Son abondante production typiquement baroque se caractérise par la recherche du mouvement, la torsion des formes, l'impression spectaculaire allant jusqu'à l'illusion. Elle le place de son vivant comme figure de proue de l'art contemporain à Rome.
En outre d'être sculpteur, il était peintre (surtout de petites toiles à l'huile) et homme de théâtre : il écrivait, mettait en scène et jouait des pièces de théâtre (surtout des satires du Carnaval), pour lesquelles il concevait des décors et des machineries. Il a également réalisé des dessins pour une grande variété d'objets d'art décoratifs, notamment des lampes, des tables, des miroirs et même des carrosses.
En tant qu'architecte et urbaniste, il a conçu des bâtiments profanes, des églises, des chapelles et des places publiques, ainsi que des œuvres massives mêlant à la fois architecture et sculpture, notamment des fontaines publiques et des monuments funéraires élaborés et toute une série de structures temporaires en stuc et en bois pour les funérailles et les fêtes. Sa grande polyvalence technique, son inventivité compositionnelle sans limites et son habileté à manipuler le marbre lui ont permis d'être considéré comme un digne successeur de Michel-Ange, surpassant de loin les autres sculpteurs de sa génération. Son talent s'étendait au-delà des limites de la sculpture pour s'intéresser au cadre dans lequel elle serait située ; sa capacité à synthétiser la sculpture, la peinture et l'architecture en un tout conceptuel et visuel cohérent a été qualifiée par l'historien de l'art Irving Lavin d'« unité des arts visuels ».
Son talent précoce attire l'attention du pape Paul V. Favori des papes, il devient l'architecte de la place Saint-Pierre. Il fut employé sans interruption par les pontifes : Grégoire XV le nomma chevalier ; Urbain VIII le combla de richesses ; plutôt en disgrâce sous le pontificat d'Innocent X, il n'en conçut pas moins la fontaine des Quatre-Fleuves de la Piazza Navona. On lui doit le baldaquin aux colonnes torsadées du maître-autel et le dessin de la majestueuse colonnade et des statues qui encerclent la place devant la basilique Saint-Pierre. Ses fontaines monumentales, offrant à la vue de tous le déchaînement des forces vives du baroque, exerceront une grande influence sur l'urbanisme romain et sur l'organisation des places publiques dans les autres capitales européennes. Charles Ier d'Angleterre lui fit faire sa statue.

## Biographie

### Jeunesse

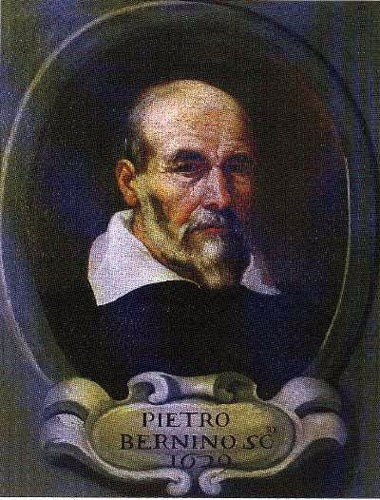
Portrait de Pietro Bernini.

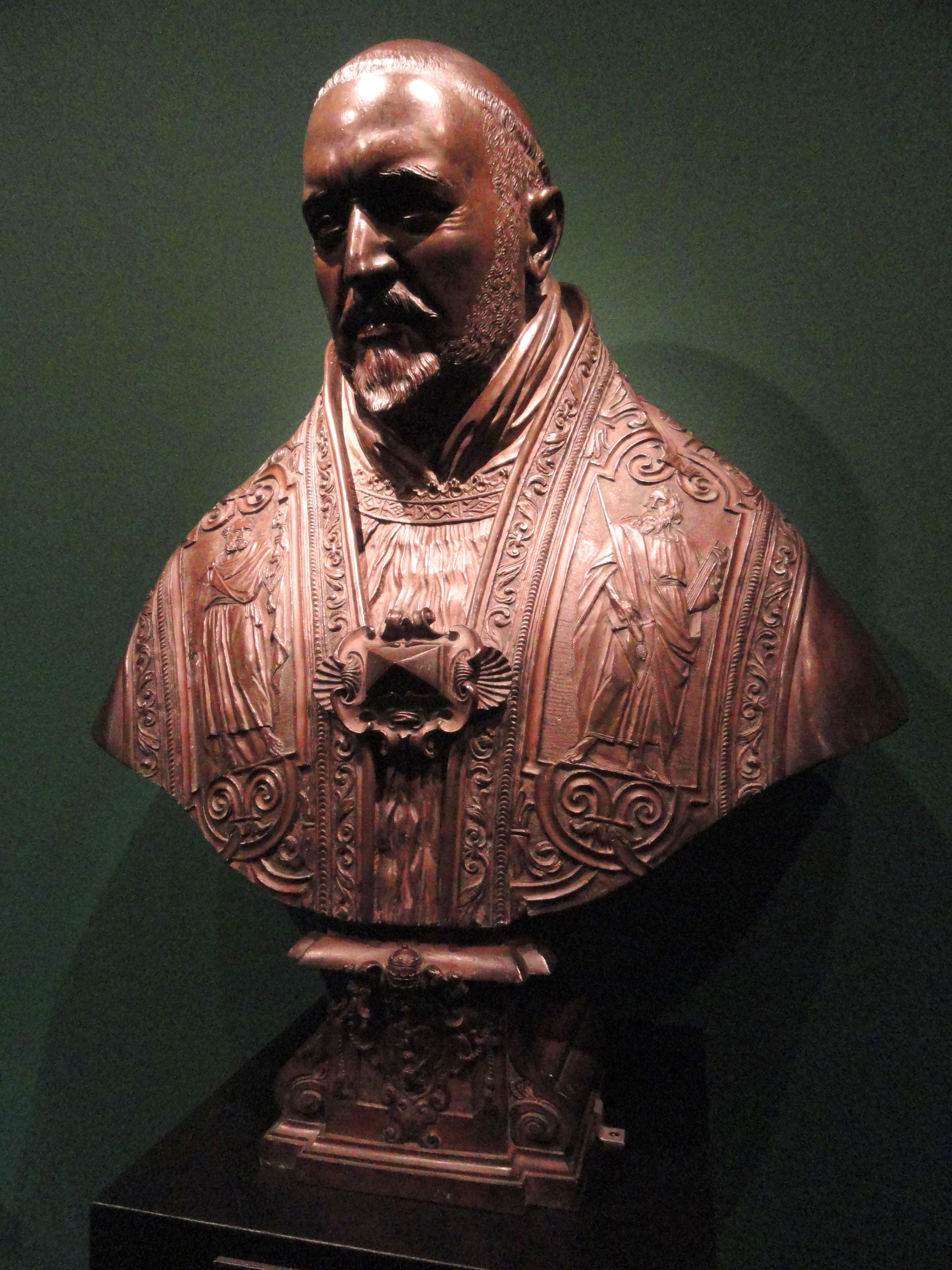
Buste de Paul V (1621-1622).

Le Bernin nait le 7 décembre 1598 à Naples d'Angelica Galante, une Napolitaine, et de Pietro Bernini, sculpteur maniériste tardif napolitain originaire de Florence, actif à Caprarola, en Calabre et à Naples. Il est le sixième de leurs treize enfants,.
Le jeune Gian Lorenzo passe les premières années de son enfance à Naples, où son père Pietro s’est installé sur l’invitation du vice-roi pour travailler à la chartreuse Saint-Martin de Naples ; il accompagne sur père sur le chantier et le regarde fasciné pendant qu'il travaille le marbre.
Le couple se rend à Rome en 1605 où Pietro travaille pour le compte du cardinal Scipione Borghese, ce qui est pour lui l'occasion de faire montre du talent précoce de son fils qui travaille auprès de lui. Le pape Paul V, après avoir attesté pour la première fois le talent du jeune Bernini, déclare : « Cet enfant sera le Michel-Ange de son époque », répétant plus tard cette prophétie au cardinal Maffeo Barberini (le futur pape Urbain VIII) comme le rapporte Domenico Bernini dans sa biographie de son père.
En 1606, son père reçoit une commission papale pour contribuer à un relief en marbre dans la chapelle Pauline de la basilique Sainte-Marie-Majeure et déménage alors de Naples à Rome, emmenant toute sa famille avec lui et poursuivant sérieusement la formation de son fils.
Pietro Bernini travaille sur les chantiers de Paul V Borghèse, achevant en particulier ce qui est reconnu comme son chef-d'œuvre, l'Assomption de la Vierge du baptistère de Sainte-Marie-Majeure et la chapelle Pauline de la basilique destinée à accueillir la tombe de Paul V, et sur ceux de Clément VII pour lequel il réalise un Couronnement de Clément VII (1611). Un nombre important de peintres, sculpteurs et décorateurs, y sont savamment coordonnés par l’architecte Flaminio Ponzio. L’astucieuse direction de Ponzio offre au jeune Gian Lorenzo des idées concrètes sur l’organisation d’un chantier collectif et sur l’importance d’un travail d’équipe efficace, à considérer comme un projet unitaire avec sont fusionnées des œuvres architectoniques, picturales, sculpturales dans un ensemble de marbres polychromes, et non comme la somme d’interventions individuelles autonomes. Il bénéficie aussi très jeune de l'expérience de son père, en particulier en ce qui concerne l'organisation du travail collectif sur un chantier.
La Rome des débuts du XVIIe siècle est une ville qui vit un renouveau artistique phénoménal, avec en particulier l'introduction de la révolution naturaliste en peinture introduite par le Caravage et l'influence baroque initiée dans les Flandres par Pierre Paul Rubens, et où le talent ne demande qu'à être reconnu.
Sous le patronage du cardinal Scipion Borghèse, alors membre de la famille papale régnante, le jeune Bernini commence à être reconnu comme sculpteur de talent. Ses premières œuvres sont des pièces décoratives destinées à orner le jardin de la villa Borghèse, Priape et Flore (1615-1616) (aujourd'hui au Metropolitan Museum of Art, New York). Plusieurs œuvres datant d'environ 1615-1620, sont, selon le consensus général des historiens, le fruit d'une collaboration entre le père et le fils, comme le Faune émoustillé par des Amours (vers 1615, Metropolitan Museum of Art), le Putto au dragon (vers 1616-17, J. Paul Getty Museum, Los Angeles), un groupe décoratif des Quatre Saisons commandé par le cardinal Pietro Aldobrandini, neveu du pape Clément VIII pour le jardin de sa villa romaine dont les traits sensuels et réalistes des festons de fruits dénotent l'influence des œuvres caravagiennes présentes dans la collection du cardinal et auxquelles le Bernin n'a pas pu échapper (vers 1620, collection privée) et le Buste du Sauveur récemment découvert (1615-16, New York, collection privée),.
Parmi les œuvres les plus anciennes et les mieux documentées du Bernin, on trouve sa collaboration à la commande de son père en février 1618, du cardinal Maffeo Barberini pour créer quatre putti en marbre pour la chapelle de la famille Barberini dans l'église Sant'Andrea della Valle, le contrat stipulant que son fils Gian Lorenzo aiderait à l'exécution des statues. Une lettre de Maffeo Barberini à Rome à son frère Carlo à Florence datant également de 1618, mentionne qu'il (Maffeo) pense demander au jeune Gian Lorenzo de terminer l'une des statues laissées incomplètes par Michel-Ange, alors en possession du petit-neveu de Michel-Ange et que Maffeo espère acheter, une attestation de la grande habileté que le jeune Bernin est déjà censé posséder.
Les premières créations indubitablement de la main du Bernin sont le buste de Giovanni Battista Santoni conservé en la basilique Sainte-Praxède de Rome et les allégories de l’Âme damnée et l’Âme sauvée (1619, Palais d'Espagne (Rome)), deux petits bustes en marbre qui ont peut-être été influencés par un ensemble d'estampes de Pieter de Jode l'Ancien ou de Karel van Mallery, mais qui ont en fait été catalogués sans ambiguïté dans l'inventaire de leur premier propriétaire documenté, Fernando de Botinete y Acevedo, comme représentant une nymphe et un satyre, un duo couramment associé dans la sculpture antique (ils n'ont pas été commandés par Scipione Borghese ni ne lui ont jamais appartenu, ni, comme le prétendent à tort la plupart des historines, au clerc espagnol Pedro Foix Montoya),
Quelque temps après l'arrivée de la famille Bernini à Rome, la nouvelle du grand talent du jeune Gian Lorenzo se répand dans toute la ville et attire bientôt l'attention du cardinal Scipione Caffarelli-Borghese, neveu du pape régnant, Paul V, qui parle du génie du jeune garçon à son oncle. Le Bernin est donc présenté au pape, curieux de voir si les rumeurs sur le talent de Gian Lorenzo sont véridiques. Le garçon improvise un croquis de saint Paul pour le pape émerveillé, qui marque le début de l'attention de celui-ci sur ce jeune talent.
À l'âge de vingt-deux ans, Bernin est considéré comme suffisamment talentueux pour se voir confier une commande pour un portrait papal, le Buste de Paul V, aujourd'hui conservé au J. Paul Getty Museum.
Il collabore avec le sculpteur toscan Francesco Mochi, avant de l'écarter. Il étudie Michel-Ange, qui lui inspire sa passion pour l'expression des sentiments et la composition dynamique du groupe sculpté (le « contrapposto »), ainsi que le classicisme du Caravage, et s'intéresse à la sculpture hellénistique.
Dans sa première phase stylistique, on dénote une influence nette de la sculpture hellénistique dans des œuvres qui imitent à la perfection le style antique comme le révèlent le Saint-Sébastien du musée Thyssen-Bornemisza à Madrid et un Saint Laurent sur le gril dans la collection Contini Bonacossi à Florence.

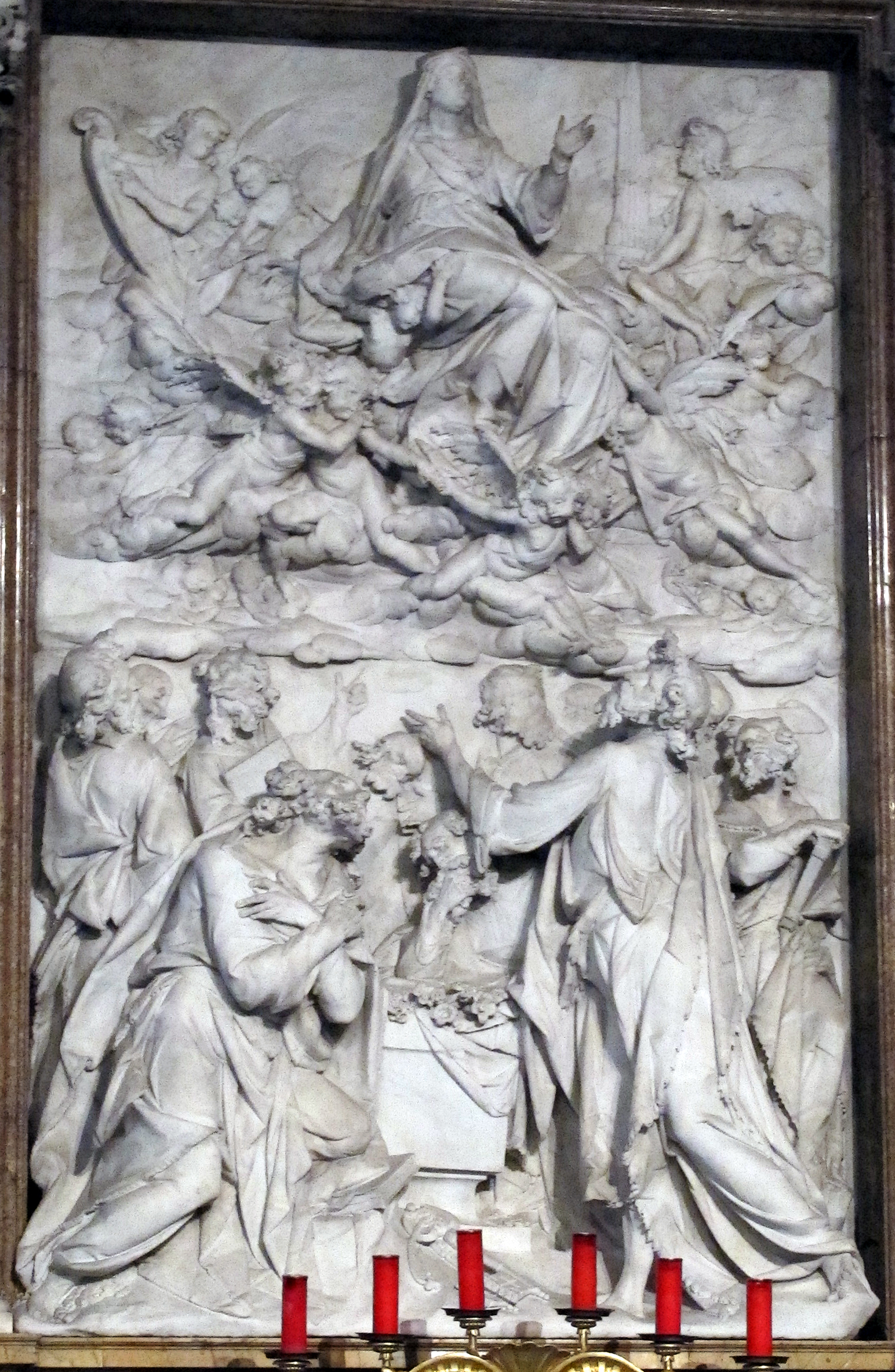
Pietro Bernini, Assomption de la Vierge, baptistère de Sainte-Marie-Majeure.
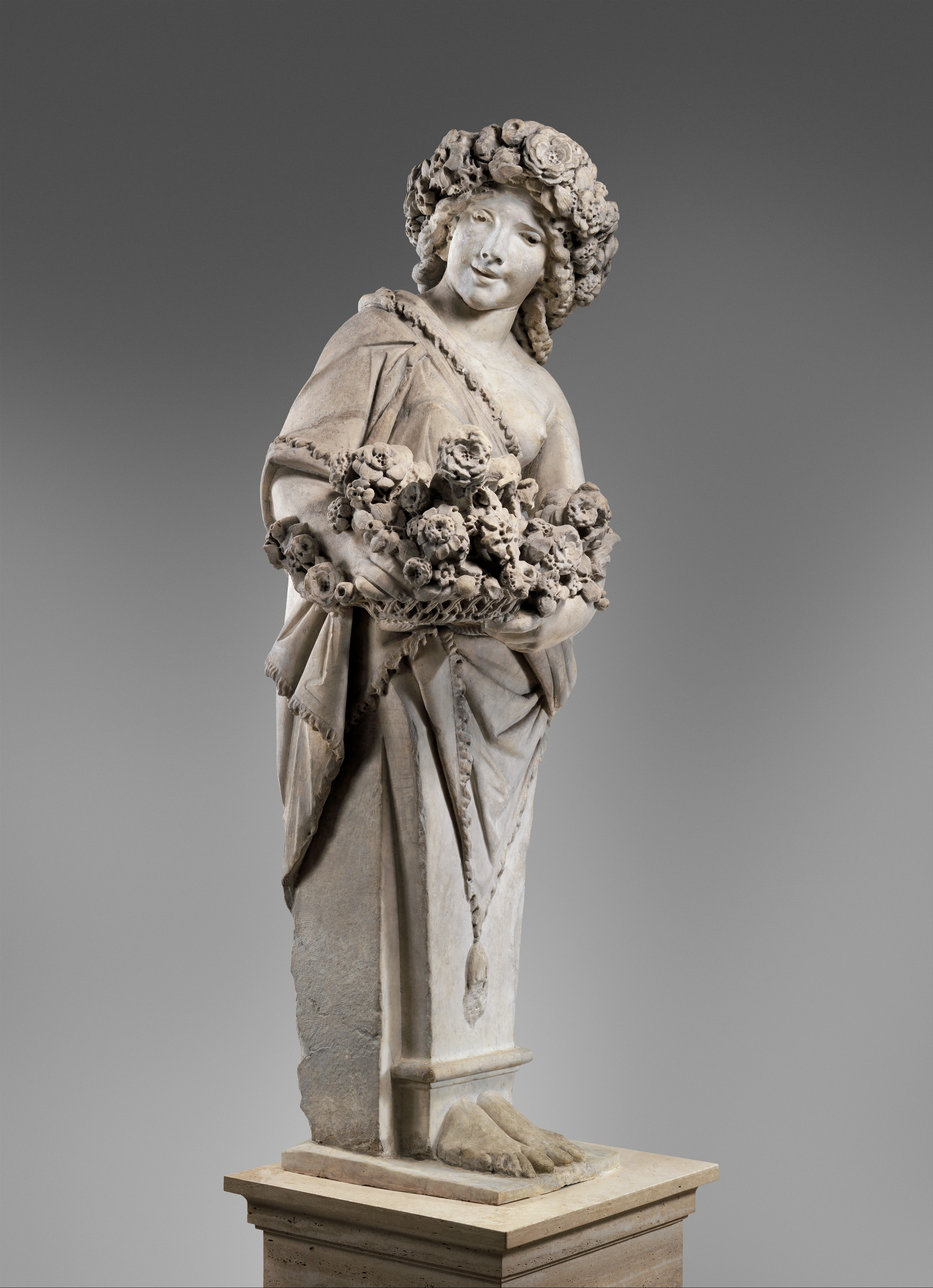
Pietro et Gianlorenzo Bernini, Flore, 1616-1617, New York, MET.
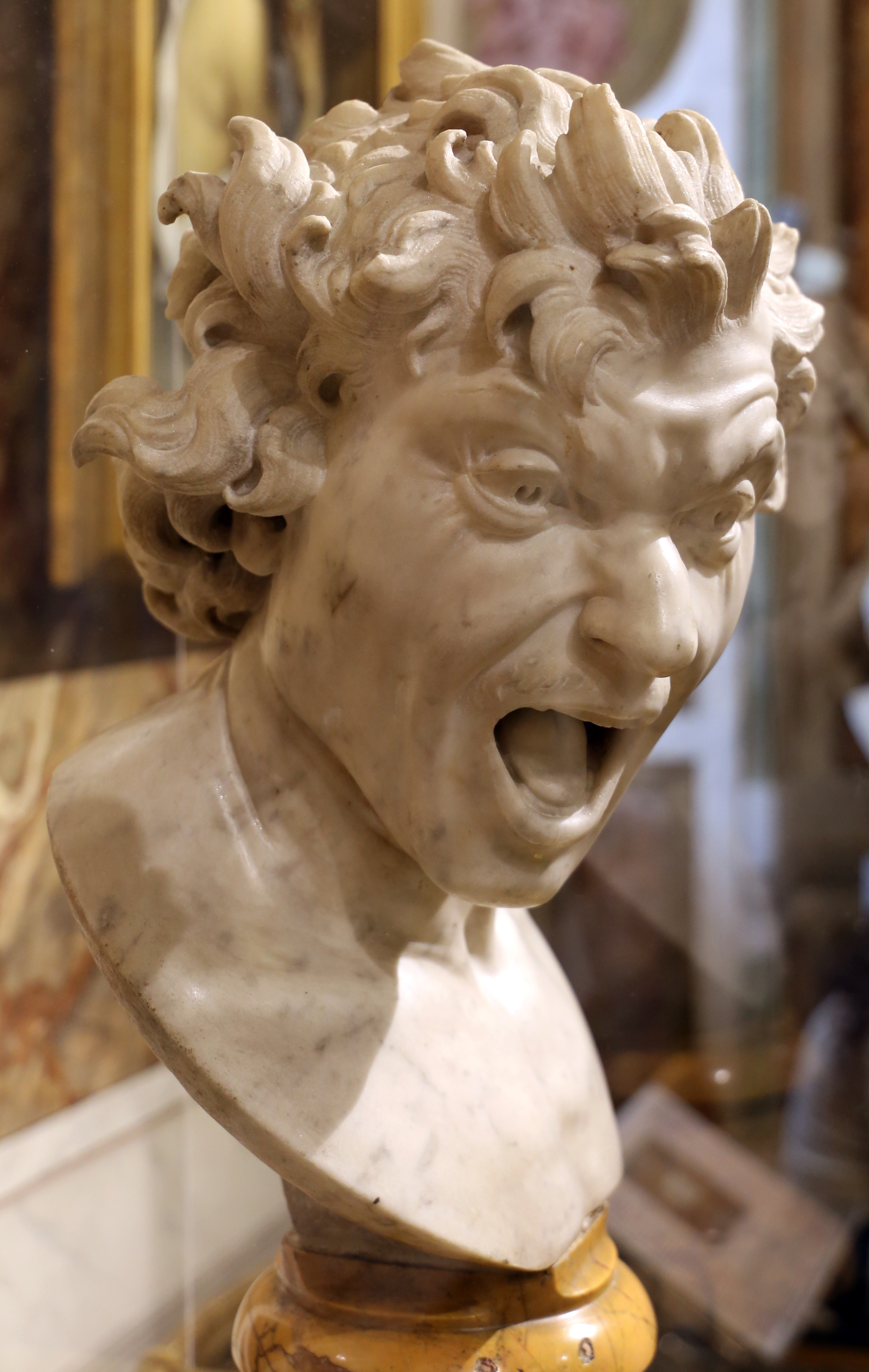
Âme damnée, v. 1619, Rome, Palais d'Espagne.
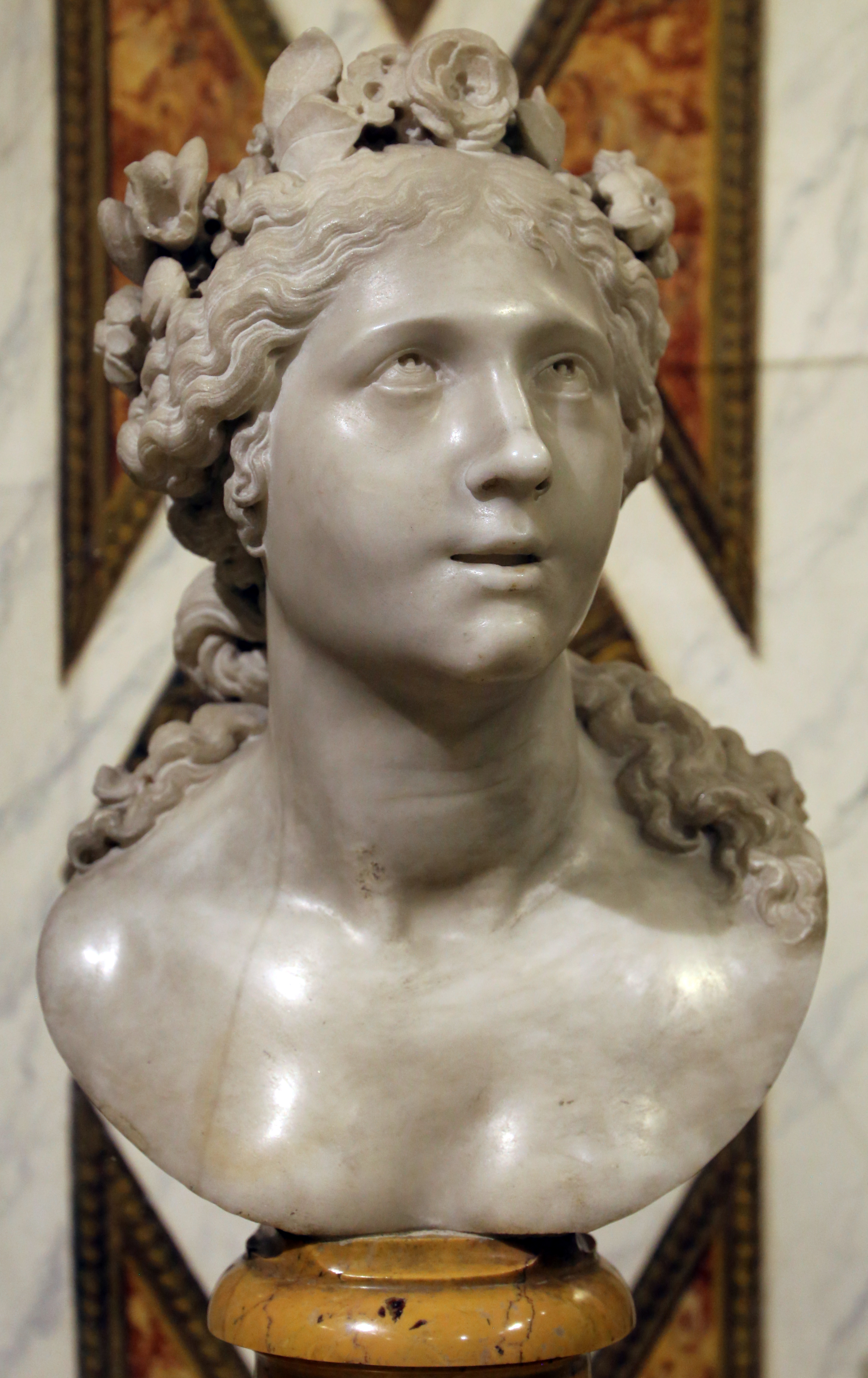
Âme sauvée, v. 1619, Rome, Palais d'Espagne.
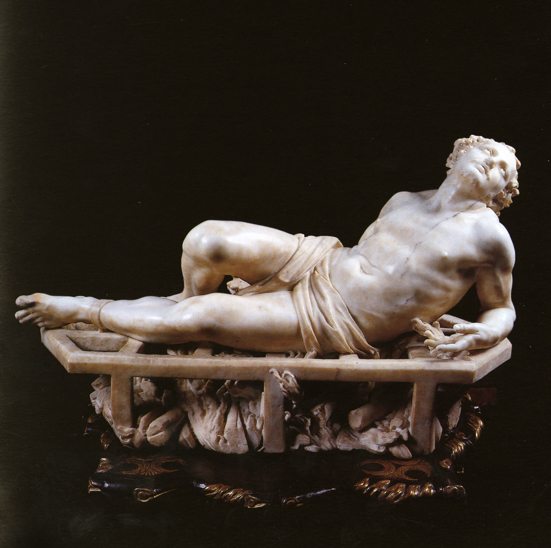
Saint Laurent sur le gril, 1617, collection Contini Bonacossi, Florence.

### Contexte historique
Une fois à Rome, Bernin quitte rarement ses murs, sauf, contre son gré, pour un séjour de cinq mois à Paris au service du roi Louis XIV et de brefs voyages dans les villes voisines, dont Civitavecchia, Tivoli et Castel Gandolfo), principalement pour des raisons professionnelles. Rome est la ville du Bernin : « Tu es fait pour Rome, lui disait le pape Urbain VIII, et Rome pour toi. » C'est dans ce monde de la Rome du XVIIe siècle et du pouvoir politico-religieux international qui y réside que le Bernin crée ses plus grandes œuvres, qui sont donc souvent caractérisées comme des expressions parfaites de l'esprit de l'Église catholique de la Contre-Réforme, affirmée, triomphante, mais sur la défensive. Certes, Le Bernin est un homme de son temps et profondément religieux (du moins plus tard dans sa vie), mais lui et sa production artistique ne doivent pas être réduits simplement à des instruments de la papauté et de ses programmes politico-doctrinaux, une impression qui est parfois communiquée dans les ouvrages des trois plus éminents historiens berninois de la génération précédente, Rudolf Wittkower, Howard Hibbard et Irving Lavin. Comme le soutient la récente monographie révisionniste de Tomaso Montanari, La libertà di Bernini, et l'illustre la biographie anti-hagiographique de Franco Mormando, Bernini : His Life and His Rome, Bernin et sa vision artistique ont conservé un certain degré de liberté par rapport à la mentalité et aux mœurs du catholicisme romain de la Contre-Réforme.

### Patronage de Scipione Borghese
Sous le patronage du très riche et très puissant cardinal Scipione Borghese, qui devient son plus important commanditaire après avoir été le protecteur romain de Rubens, le jeune Bernini devient rapidement célèbre en tant que sculpteur,. Parmi ses premières œuvres pour le cardinal, alors qu'il est assistant dans l'atelier de son père, il y aurait de petites contributions à des pièces décoratives pour le jardin de la Villa Borghèse, comme peut-être L'Allégorie de l'Automne (anciennement dans la collection Hester Diamond à New York). Une autre petite œuvre d'ornement de jardin (à la Galerie Borghèse depuis le vivant du Bernin), La Chèvre Amalthée avec Jupiter enfant et un faune, a été de 1926 à 2022 généralement considérée par les chercheurs comme la première œuvre entièrement exécutée par le jeune Bernin lui-même, malgré le fait qu'elle ne soit jamais mentionnée dans aucune des sources contemporaines, à l'exception d'une référence tardive (1675) comme une œuvre du Bernin par Joachim von Sandrart, un visiteur allemand à Rome, une attribution qui n'a reçu aucun crédit avant le XXe siècle : le Catalogue général officiel 2022 (vol. 1, Sculture moderne, cat. 41) de la Galerie Borghèse, édité par Anna Coliva, ancienne directrice de la galerie, supprime formellement l'attribution au Bernin, sur la base de motifs à la fois stylistiques, techniques et historiques.
En 1619, le jeune Bernin est chargé de réparer et d'achever une célèbre œuvre de l'Antiquité, l'Hermaphrodite endormi appartenant au cardinal Scipione Borghese (Galerie Borghese, Rome) et plus tard, vers 1622, de restaurer le soi-disant Arès Ludovisi (musée national romain, Rome).
La réputation du Bernin est cependant définitivement établie par quatre chefs-d'œuvre, exécutés entre 1619 et 1625, tous aujourd'hui exposés à la Galerie Borghèse à Rome. Pour l'historien de l'art Rudolf Wittkower, ces quatre œuvres, trois sujets mythologiques et un biblique correspondant aux centres d'intérêt antiquisants de leur commanditaire, le cardinal Scipion Borghèse, Énée, Anchise et Ascagne (1619), L'Enlèvement de Proserpine (1621-1622), Apollon et Daphné (1622-1625) et David (1623-1624), « inaugurèrent une nouvelle ère dans l'histoire de la sculpture européenne ». Ce point de vue est repris par d'autres chercheurs, comme Howard Hibbard, qui proclame que, dans tout le XVIIe siècle, « il n'y eut aucun sculpteur ou architecte comparable au Bernin ».
En adaptant la grandeur classique de la sculpture de la Renaissance et l'énergie dynamique de la période maniériste, Le Bernin forge une nouvelle conception de la sculpture religieuse et historique, typiquement baroque, puissamment imprégnée de réalisme dramatique, suscitant l'émotion et des compositions dynamiques et théâtrales. Les premiers groupes de sculptures et portraits du Bernin manifestent « une maîtrise de la forme humaine en mouvement et une sophistication technique rivalisée uniquement par les plus grands sculpteurs de l'Antiquité classique ». De plus, le Bernin possède la capacité de représenter des récits très dramatiques avec des personnages montrant des états psychologiques intenses, mais aussi d'organiser des œuvres sculpturales à grande échelle qui transmettent une grandeur magnifique.

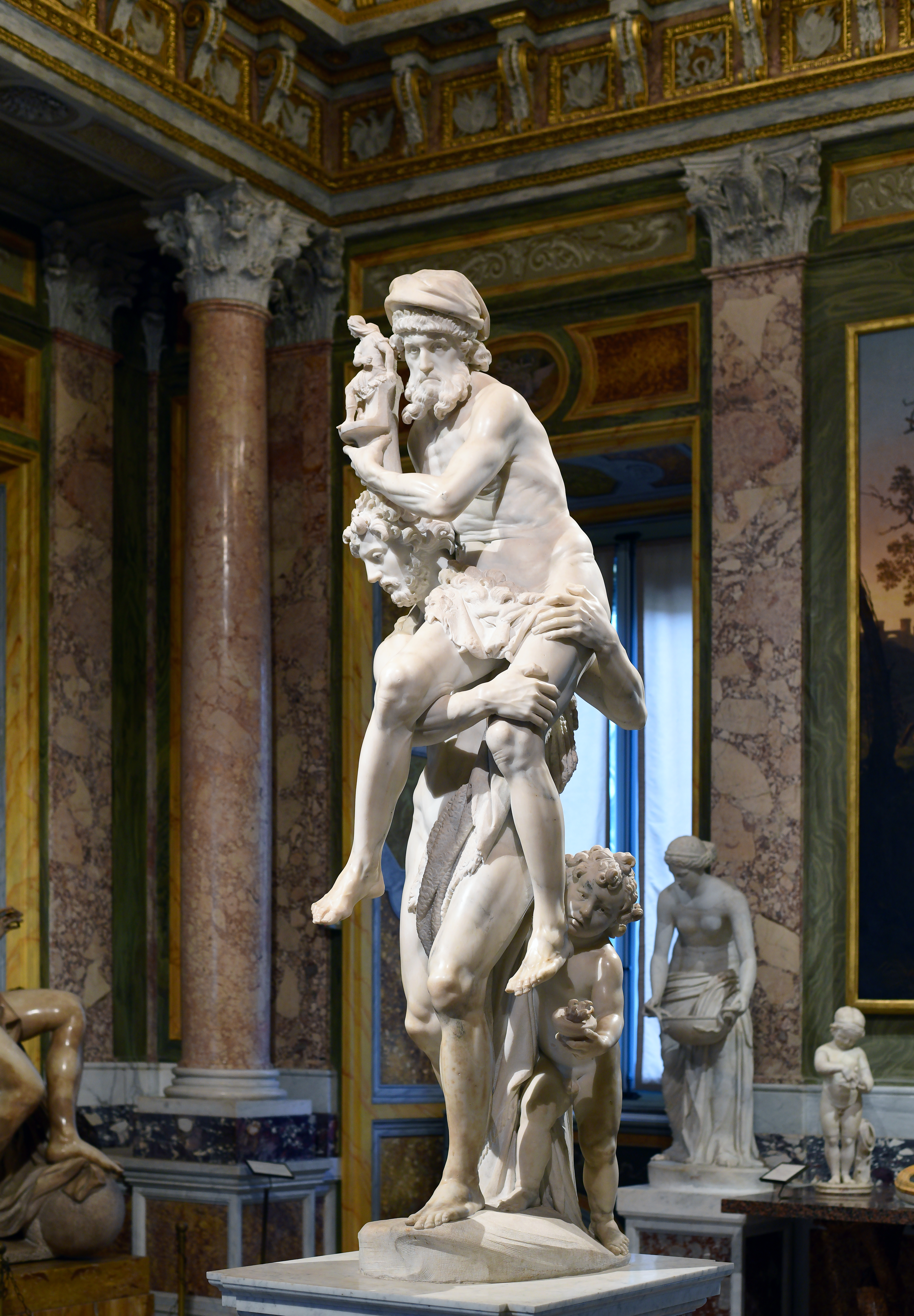
Énée, Anchise et Ascagne (1619).
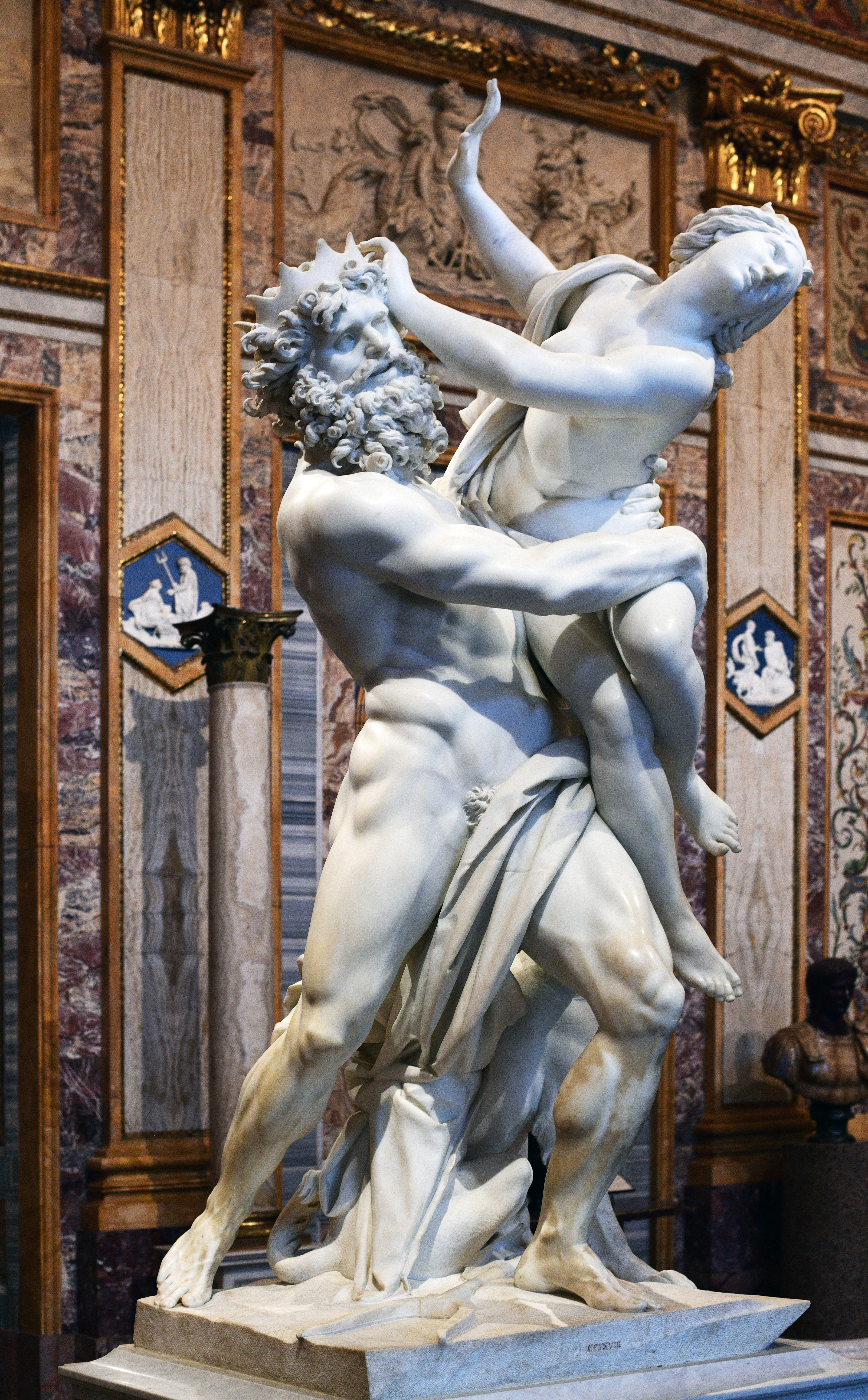
L'Enlèvement de Proserpine (1621–1622).
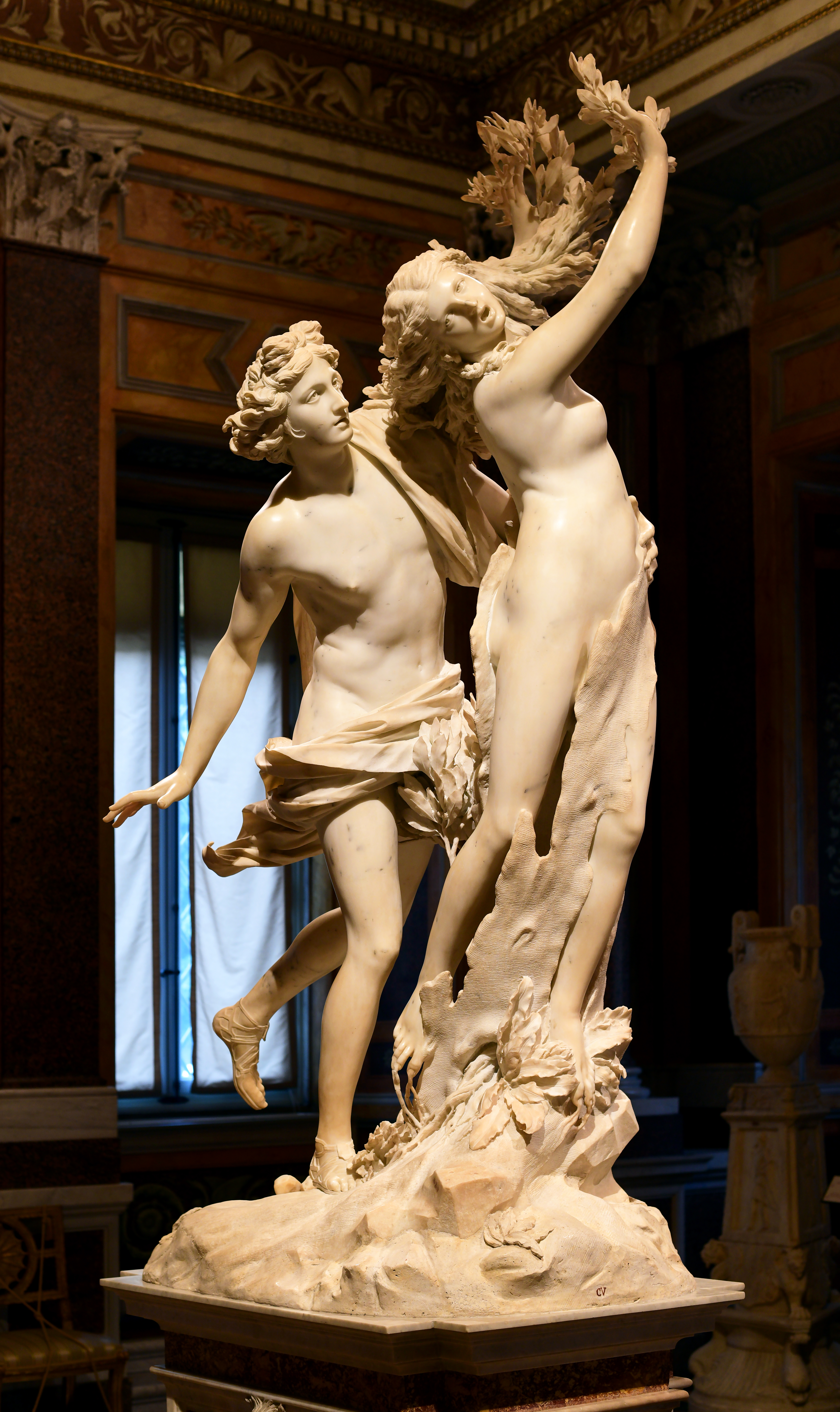
Apollon et Daphné (1622–1625).
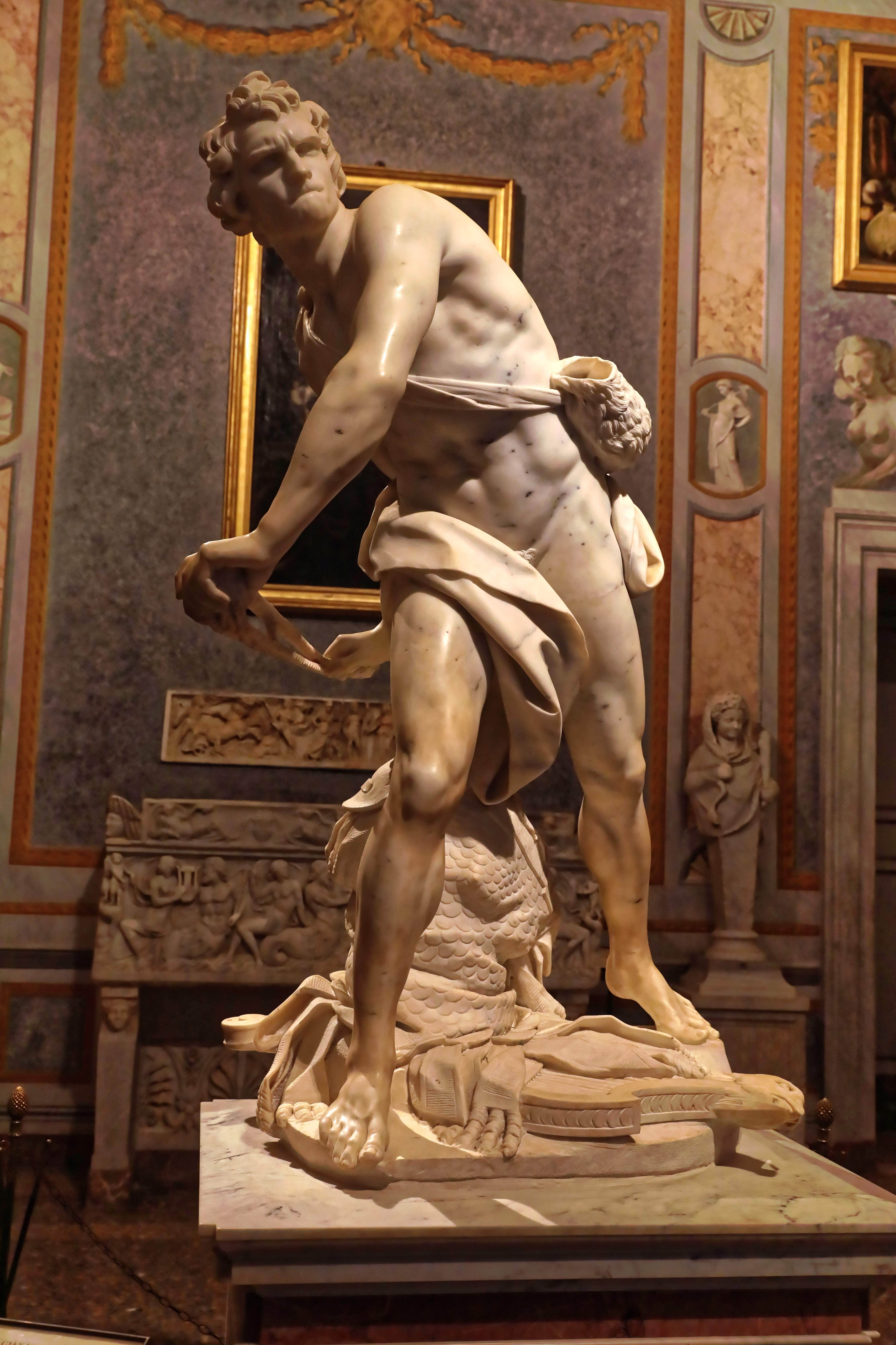
David (1623–1624).

Contrairement aux sculptures réalisées par ses prédécesseurs, ces sculptures se concentrent sur des points spécifiques de tension narrative dans les histoires qu'elles tentent de raconter : Énée et sa famille fuyant Troie en feu ; l'instant où Pluton saisit enfin Perséphone traquée ; le moment précis où Apollon voit sa bien-aimée Daphné commencer sa transformation en arbre. Ce sont des moments transitoires mais dramatiques, puissants dans chaque histoire. Le David du Bernin en est un autre exemple : le David immobile et idéalisé de Michel-Ange montre le sujet tenant une pierre dans une main et une fronde dans l'autre, contemplant la bataille ; des versions tout aussi statiques d'autres artistes de la Renaissance, dont celle de Donatello, montrent le sujet dans son triomphe après la bataille avec Goliath ; Le Bernin illustre David lors de son combat avec le géant, alors qu'il tord son corps pour se catapulter vers Goliath. Pour mettre en valeur ces moments et s'assurer qu'ils soient appréciés par le spectateur, Le Bernin conçoit les sculptures avec un point de vue spécifique à l'esprit, bien qu'il les ait sculptées entièrement en ronde-bosse. À l'origine, les statues étaient installées contre les murs dans la Villa Borghese afin que la première vision des spectateurs soit le moment dramatique du récit,.
L'Énée et Anchise ne se démarque pas encore totalement de l'influence paternelle maniériste et est sans doute influencé par une fresque de Raphaël dans la chambre de L'Incendie de Borgo au Vatican où, fuyant l'incendie de Rome, un homme mûr porte son père sur ses épaules, suivi de son fils. D'un point de vue allégorique, l'œuvre représente les trois âges de la vie, où Anchise porte sur ses épaules une statue des dieux Lares, étant lui-même porté par son fils Énée alors qu'Ascagne les suit en soutenant le feu sacré, les trois (et la statue des ancêtres portée par Anchise) créant une représentation spatiale d'un arbre généalogique. D'un point de vue psychologique, il n'est pas innocent que le Bernin choisisse ce thème (un fils dans la force de l'âge portant son père affaibli sur ses épaules) alors qu'il atteint la majorité.
Le L'Enlèvement de Proserpine est un sujet tiré des Métamorphoses (Ovide), quand Pluton enlève Proserpine. Il est offert au cardinal Ludovico Ludovisi, neveu du pape Grégoire XV et secrétaire d’État ; il reviendra par la suite dans les collections de la galerie Borghèse. Sa composition en spirale est faite pour accentuer le dynamisme dramatique et est soulignée par le mouvement des cheveux et des drapés. L'empreinte des doigts du dieu des enfers dans les chairs de Proserpine est réaliste et participe aussi de l'effet dramatique du rapt.
Avec son David, le Bernin, âgé d'à peine vingt-cinq ans, se mesure avec l'icône insurpassable de la Renaissance italienne, le David de Michel-Ange, l'un comme l'autre symbolisent à la perfection l'art de leur temps : autant l'œuvre michelangelesque est posée, digne, racée, élégante, autant le Bernin parvient à réunir tous les éléments de l'art baroque, en représentant David sur le point de lancer son projectile à l'aide de sa fronde, le torse tourné, le visage grimaçant d'effort : l'énergie, le mouvement, le dynamisme. On peut dire que David est le symbole de la Rome de la Contre-Réforme, d'une église prête à affronter ses adversaires alors que celui de Michel-Ange représente à la perfection la Florence de la Renaissance, fière cité jalouse de son indépendance. À moins qu'il ne s'agisse du geste du Bernin lui-même, défiant Goliath-Michel-Ange ?
Le sujet d’Apollon et Daphné est une fois de plus tiré des Métamorphoses d'Ovide : la nymphe Daphné, victime des ardeurs du dieu Apollon, supplie son père de lui venir en aide ; Pénée transforme alors sa fille en laurier. Le Bernin capture ce moment précis, opérant par-là une mise en abyme puisque dans une scène pleine de vie et de pathos, il immobilise dans le marbre la jeune nymphe qui se fige dans une écorce protectrice et s'enracine dans la terre, soulignant la tension dramatique, l'impression de mouvement donnée par une construction en spirale est typique de l'art baroque en général et une marque de fabrique du Bernin en particulier. Avec cette œuvre, Le Bernin atteint un summum esthétique.
Le résultat d’une telle approche est d’investir les sculptures d’une plus grande énergie psychologique. Le spectateur peut plus facilement évaluer l'état d'esprit des personnages et comprendre ainsi l'histoire plus vaste qui se joue avec la bouche grande ouverte de Daphné, saisie de peur et d'étonnement, David se mordant la lèvre dans un effort de concentration déterminé, ou Proserpine luttant désespérément pour se libérer. La façon dont Bernini dépeint ses tresses se défaisant révèle sa détresse émotionnelle. En plus de représenter un réalisme psychologique, Le Bernin se soucie de représenter les détails physiques. Les cheveux ébouriffés de Pluton, la chair souple de Proserpine ou la forêt de feuilles commençant à envelopper Daphné indiquent l'exactitude et le plaisir du Bernin à représenter des textures complexes du monde réel sous forme de marbre,.

### Artiste papal: pontificat d'Urbain VIII Barberini

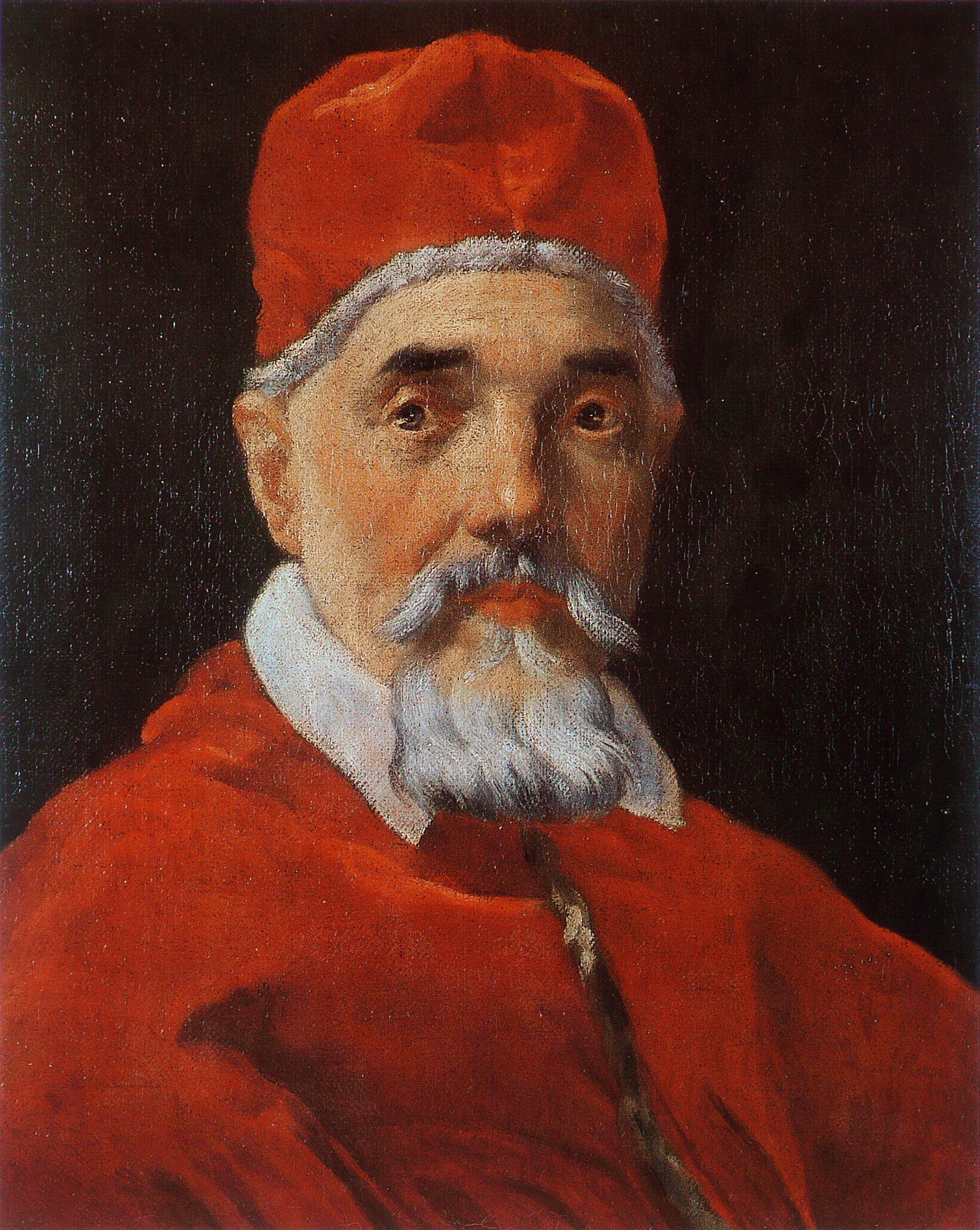
Urbain VIII par Le Bernin.

En 1621, le pape Paul V Borghèse est remplacé sur le trône de Saint-Pierre par un autre admirateur du Bernin, le cardinal Alessandro Ludovisi, qui devient le pape Grégoire XV : bien que son règne soit très court (il meurt en 1623), le pape Grégoire lui commande des portraits de lui-même (en marbre et en bronze). Le pontife lui confère également le grade honorifique de « Chevalier », la distinction la plus convoitée de l'époque, titre avec lequel l'artiste est habituellement désigné pendant le reste de sa vie.
En 1623, son ami et ancien protecteur, le cardinal Maffeo Barberini, monte sur le trône pontifical sous le nom d'Urbain VIII. Dès lors et jusqu'à la mort d'Urbain en 1644, Bernini bénéficie d'un patronage quasi monopolistique de la part du pape et de la famille Barberini. Le nouveau pape Urbain aurait déclaré : « C'est une grande fortune pour vous, ô Cavalier, de voir le cardinal Maffeo Barberini fait pape, mais notre fortune est encore plus grande d'avoir le chevalier Bernini vivant dans notre pontificat. ». Bien qu'il n'ait pas autant de succès pendant le règne (1644-1655) d'Innocent X, sous son successeur, Alexandre VII, de 1655 à 1667, Le Bernin de nouveau domine la scène artistique et continue pendant le pontificat suivant à être tenu en haute estime par Clément IX pendant son court règne (1667-1669).
Le Bernin jouit de la familiarité du pape Urbain VIII non seulement pour ses racines toscanes, son père étant natif de Sesto (Urbain VIII, en effet, préfère les Florentins, de sorte que Gian Lorenzo en arrive même à se désigner comme « Cav.re Gio. Lorenzo Bernini Napoletano o Fiorentino come egli vuole » - « Cav.re Gio. Lorenzo Bernini Napoletano ou Fiorentino comme on veut »), mais surtout pour ses qualités artistiques, qui lui permettent de commencer une longue période d’hégémonie artistique sur Rome, à la fois en tant qu’exécuteur et en tant qu’entrepreneur.
Les reconnaissances officielles se multiplient pour Le Bernin : il est nommé conservateur de la collection d'art pontificale ; le 24 août 1623, il est chargé des fonctions de commissaire et de contrôleur des conduits des fontaines de Piazza Navona ; le 1er octobre il est nommé directeur de la fonderie pontificale du château Saint-Ange, et le 7 octobre il est nommé surintendant de l'aqueduc de l’Acqua Felice,. À la mort de son père Pietro, en août 1629, Le Bernin, d’une part perd une importante figure de référence et d’autre part, hérite du poste d’architecte de l’Acqua Vergine. Pour cette raison, il participe à la construction de plusieurs fontaines à Rome, au point de s’autoproclamer « ami des eaux ». Ces postes lui fournissent l'occasion de démontrer ses compétences polyvalentes dans toute la ville. Malgré la vive protestation des maîtres architectes plus âgés et plus expérimentés, il est nommé, sans pratiquement aucune formation architecturale, « architecte de Saint-Pierre » en 1629, à la mort de Carlo Maderno. Dès lors, l’œuvre et la vision artistique du Bernin seront placées au cœur symbolique de Rome.
Le Bernin trouve en Urbain VIII le mécène idéal : Urbain mène une politique de « grands travaux » pour graver dans la pierre la volonté de reconquête de l'Église comme force triomphant du paganisme grâce aux missions et du protestantisme par la Contre-Réforme ; une architecture spectaculaire, une esthétique communicante, persuasive et festive, voire fastueuse, en seront les vecteurs. Sous son patronage, les horizons du Bernin s'élargissent rapidement et largement : il ne réalise pas seulement des sculptures pour des résidences privées, mais joue le rôle artistique et d'ingénierie le plus important sur la scène urbaine, en tant que sculpteur, architecte et urbaniste.
Urbain VIII reconnait en lui l’artiste idéal pour réaliser ses projets urbanistiques et architecturaux et pour donner forme et expression à la volonté de l’Eglise de se représenter comme force triomphante, à travers des œuvres spectaculaires, avec un caractère communicatif, persuasif et commémoratif. Imitant les papes de la Renaissance, avec Le Bernin, il ambitionne de livrer à l’histoire un nouveau Michel-Ange : en effet, depuis le pape Jules II, le monde artistique romain n’avait pas assisté à un mécénat aussi grand et éclairé.
Le chantier du palais Barberini lui est confié, vers 1630, en collaboration avec Francesco Borromini qui deviendra son grand rival par la suite. La Fontaine du Triton (Rome), qu'il achève en 1643, est la première d'une longue série de réalisations de « mobilier urbain ». La Fontaine des Abeilles immortalise peu après les trois abeilles symbole de la famille Barberini.

#### Travaux dans la basilique Saint-Pierre

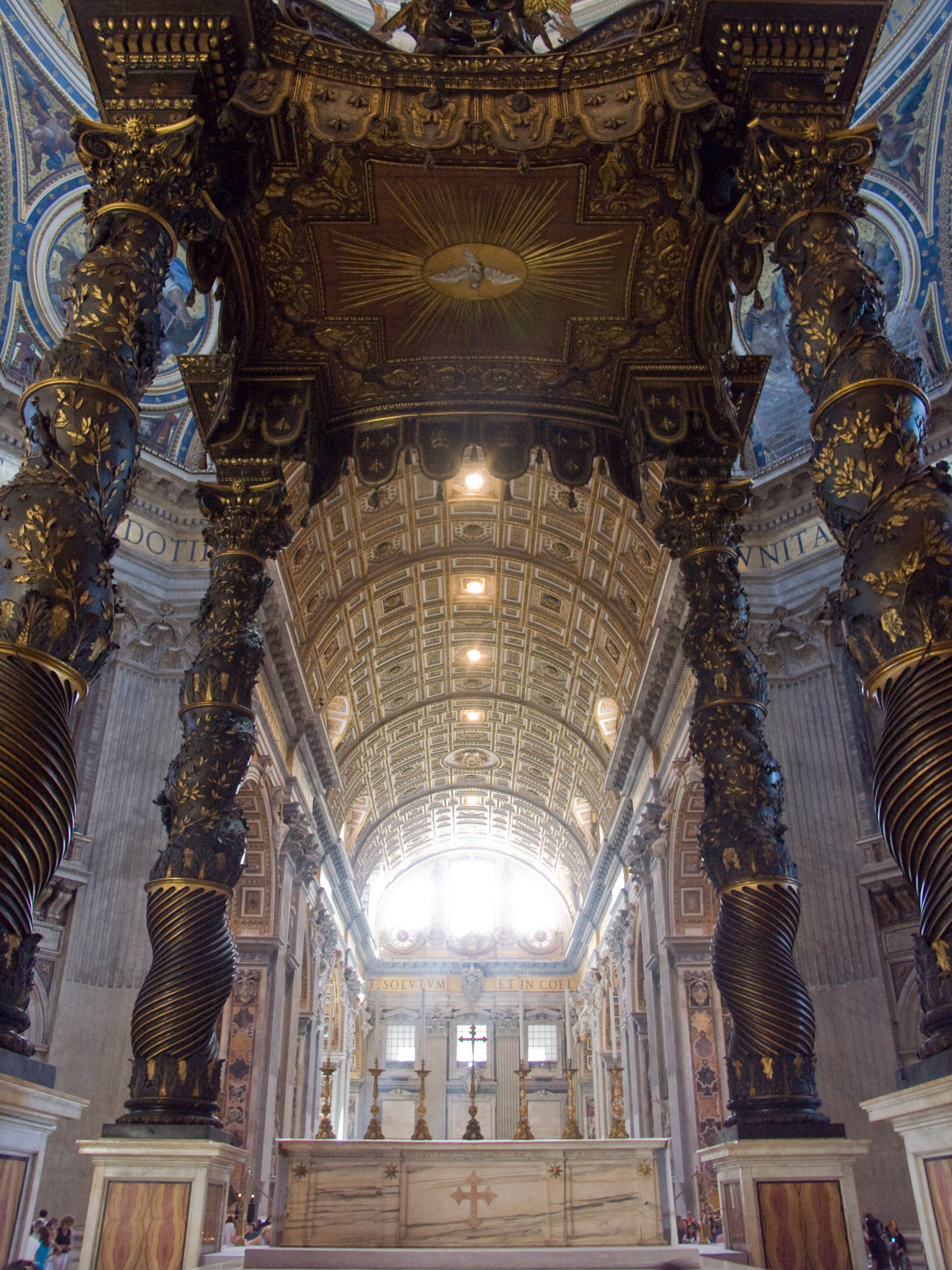
Baldaquin dans le chœur de la basilique Saint-Pierre de Rome.

La prééminence artistique du Bernin sous Urbain VIII (et plus tard sous Alexandre VII) lui permet d'obtenir les commandes les plus importantes de la Rome de son époque, à savoir les divers projets d'embellissement massif de la basilique Saint-Pierre nouvellement achevée sous Paul V avec l'ajout de la nef et de la façade de Maderno, et finalement reconsacrée par Urbain VIII le 18 novembre 1626, après 100 ans d'études et de construction. À l'intérieur de la basilique, Le Bernin est responsable du baldaquin, de la décoration des quatre piliers sous la coupole, de la Chaire de saint Pierre dans l'abside, du Tombeau de la comtesse Mathilde de Toscane, de la chapelle du Saint-Sacrement dans la nef droite et de la décoration (sol, murs et arcs) de la nouvelle nef.
En 1624, le pape décide de l'édification d'un baldaquin de bronze au-dessus de l'autel. Celui-ci devient immédiatement la pièce maîtresse visuelle de la basilique. La construction s'étend de 1624 à 1633. Conçu comme un immense baldaquin en bronze doré en spirale au-dessus de la tombe de saint Pierre, la création à quatre colonnes du Bernin atteint près 30 mètres et coûte environ 200 000 scudi (environ 8 millions de dollars américains dans la monnaie du début du XXIe siècle). « Tout simplement », écrit un historien de l’art, « rien de tel n’avait jamais été vu auparavant ». Pour ce faire, on utilise le bronze du Panthéon (Rome) ce qui fera dire : Quod non fecerunt Barbari fecerunt Barberini (« Ce que les Barbares n'ont pas fait, les Barberini l'ont fait »). Le génie théâtral du Bernin s'exprime pleinement dans ce dais, dont les colonnes torses qui le soutiennent rappellent le trône et le Temple de Salomon, iconographie (jamais innocente) liant Rome à Jérusalem, soulignant la continuité sinon la légitimité, voire le primat, du Vatican sur le judaïsme. La modénature du monument souligne également l'importance des Barberini (des abeilles y font en référence aux armes de la famille papale) et la sûreté de leur goût (avec le laurier, symbole d'Apollon et des arts).

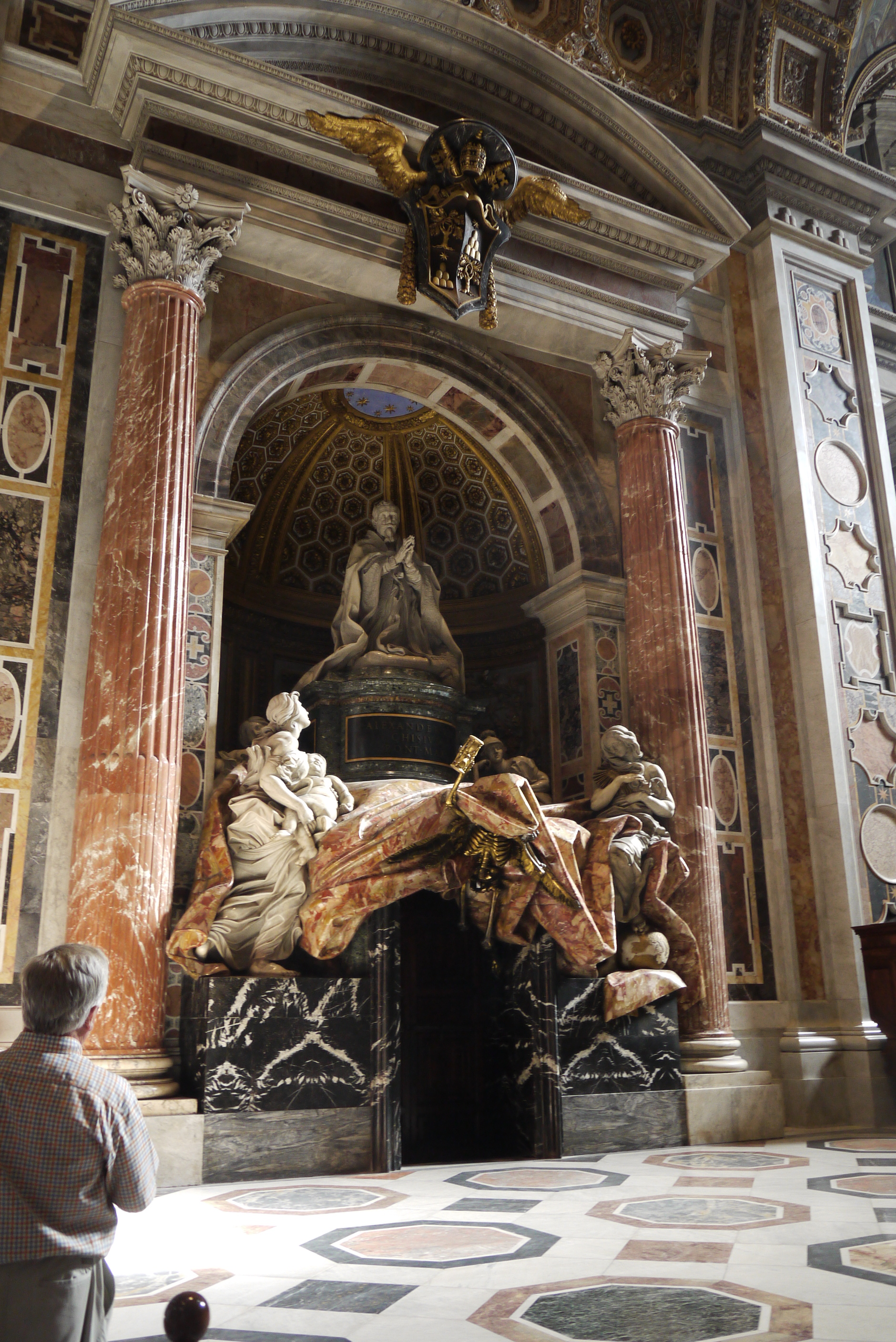
Tombeau du pape Alexandre VII.

Peu de temps après l'achèvement du baldaquin, le Bernin entreprend l'embellissement à grande échelle des quatre piliers massifs à la croisée de la basilique (c'est-à-dire les structures soutenant la coupole), avec notamment quatre statues colossales et théâtralement dramatiques. Parmi ces dernières se trouve le majestueux Saint Longinus exécuté par le Bernin lui-même (les trois autres sont dues à d'autres sculpteurs contemporains, François Duquesnoy, Francesco Mochi et le disciple du Bernin, Andrea Bolgi).
Le Bernin commence également à travailler sur le tombeau d'Urbain VIII, achevé seulement après sa mort en 1644 et placé en face de celui de Paul III, l'initiateur de la Contre-Réforme qu'Urbain VIII pensait avoir achevée, l'un d'une longue et éminente série de tombeaux et de monuments funéraires pour lesquels le Bernin est célèbre, un genre traditionnel sur lequel son influence a laissé une marque durable, souvent copié par des artistes ultérieurs. C'est l'occasion pour l'artiste de se mesurer avec Michel-Ange qui avait réalisé le tombeau de Jules II, comme il l'a déjà fait avec son David. La statuaire représente le pape bénissant de la main, la Justice et la Charité à ses côtés, avec la Mort, sous forme d'un squelette aux pieds du Saint-Père, qui écrit son épitaphe ; l'idée iconographique novatrice est que la Mort elle-même est soumise au pouvoir du pape. Le dernier et le plus original des monuments funéraires du Bernin, le Tombeau du pape Alexandre VII représente, selon Erwin Panofsky, le summum de l'art funéraire européen, dont l'inventivité créatrice ne put être surpassée par les artistes ultérieurs.

#### Sculptures
Malgré son engagement intense dans les grands travaux d'architecture publique, Le Bernin peut encore se consacrer à la sculpture, notamment des portraits en marbre, mais aussi de grandes statues comme la Santa Bibiana grandeur nature (1624, église Santa Bibiana, Rome), représentée en posture d'extase et qui s'intègre en une scénographie toute baroque aux fresques de Pierre de Cortone. Par la suite, il utilisera souvent l'effet théâtral des draperies, des jeux de marbres, de l'intégration de la peinture, de la dramatisation de la scène, par un clair-obscur. Les portraits du Bernin montrent sa capacité toujours croissante à capturer les caractéristiques personnelles tout à fait distinctives de ses modèles, ainsi que sa capacité à obtenir dans le marbre blanc froid des effets presque picturaux, qui rendent avec un réalisme convaincant les différentes surfaces impliquées : chair humaine, cheveux, tissu de différents types, métal, etc.. Dans ce genre, il réalise des portraits extraordinairement vivants, avec les expressions des visages, les gestes dynamiques des corps et les poses dramatiques qui restituent à l’œuvre une individualité psychologique propre, en nette opposition avec les bustes sévères et serrés qui circulent à l’époque : « [il faut] faire qu’un marbre blanc prenne la ressemblance d’une personne, qu’elle soit couleur, esprit, et vie », aurait dit trente ans plus tard.
Ces portraits comprennent un certain nombre de bustes d'Urbain VIII, le buste de Francesco Barberini et surtout, les deux bustes de Scipione Borghese, le deuxième étant rapidement réalisé par l'artiste après qu'un défaut a été trouvé dans le marbre du premier. La nature transitoire de l'expression du visage de Scipione est souvent soulignée par les historiens de l'art, comme emblématique du souci baroque de représenter un mouvement fugace dans des œuvres d'art statiques. Pour Rudolf Wittkower, « le spectateur sent qu'en un clin d'œil, non seulement l'expression et l'attitude peuvent changer, mais aussi les plis du manteau disposé au hasard ».
À partir de la fin des années 1630, désormais connu en Europe comme l'un des portraitistes en marbre les plus accomplis, Le Bernin commence également à recevoir des commandes royales de l'extérieur de Rome pour des sujets tels que le cardinal Richelieu, François Ier d'Este le puissant duc de Modène, Charles Ier (roi d'Angleterre) et son épouse, la reine Henriette-Marie de France. Le Buste de Charles Ier est réalisé à Rome à partir d'un triple portrait (huile sur toile) exécuté par Antoine van Dyck, qui est conservé aujourd'hui dans la Royal Collection. Le Buste de Charles Ier fut perdu dans l'incendie du palais de Whitehall en 1698 (son dessin est connu grâce à des copies et des dessins contemporains) et celui d'Henriette-Marie n'est pas entrepris en raison du déclenchement de la Première révolution anglaise,.
Les œuvres étrangères à la glorification des Barberini sont peu nombreuses : si l’exécution des bustes de Charles Ier et du cardinal de Richelieu est autorisée seulement pour des raisons d’opportunité politique, un interdit papal l'empêche d'achever le buste de Thomas Baker et des raisons analogues empêchent la finalisation de la version originale du buste de Giordano Orsini. Le seul travail privé qui échappe à la censure pontificale est le buste représentant Costanza Bonarelli, sa maîtresse cachée.

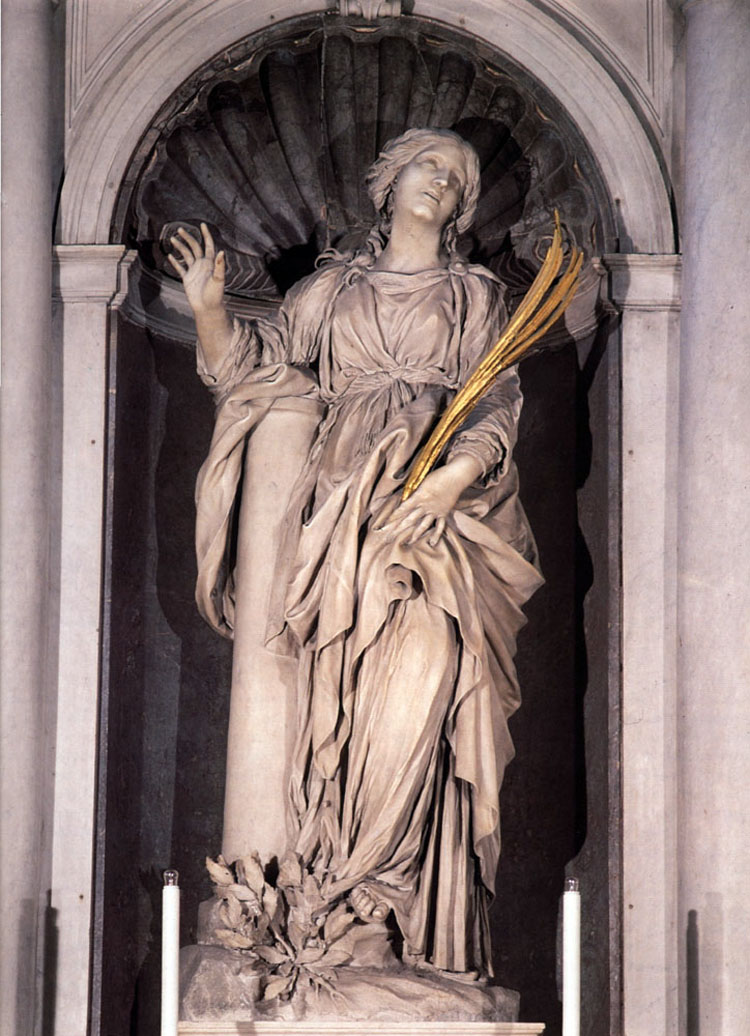
Santa Bibiana.
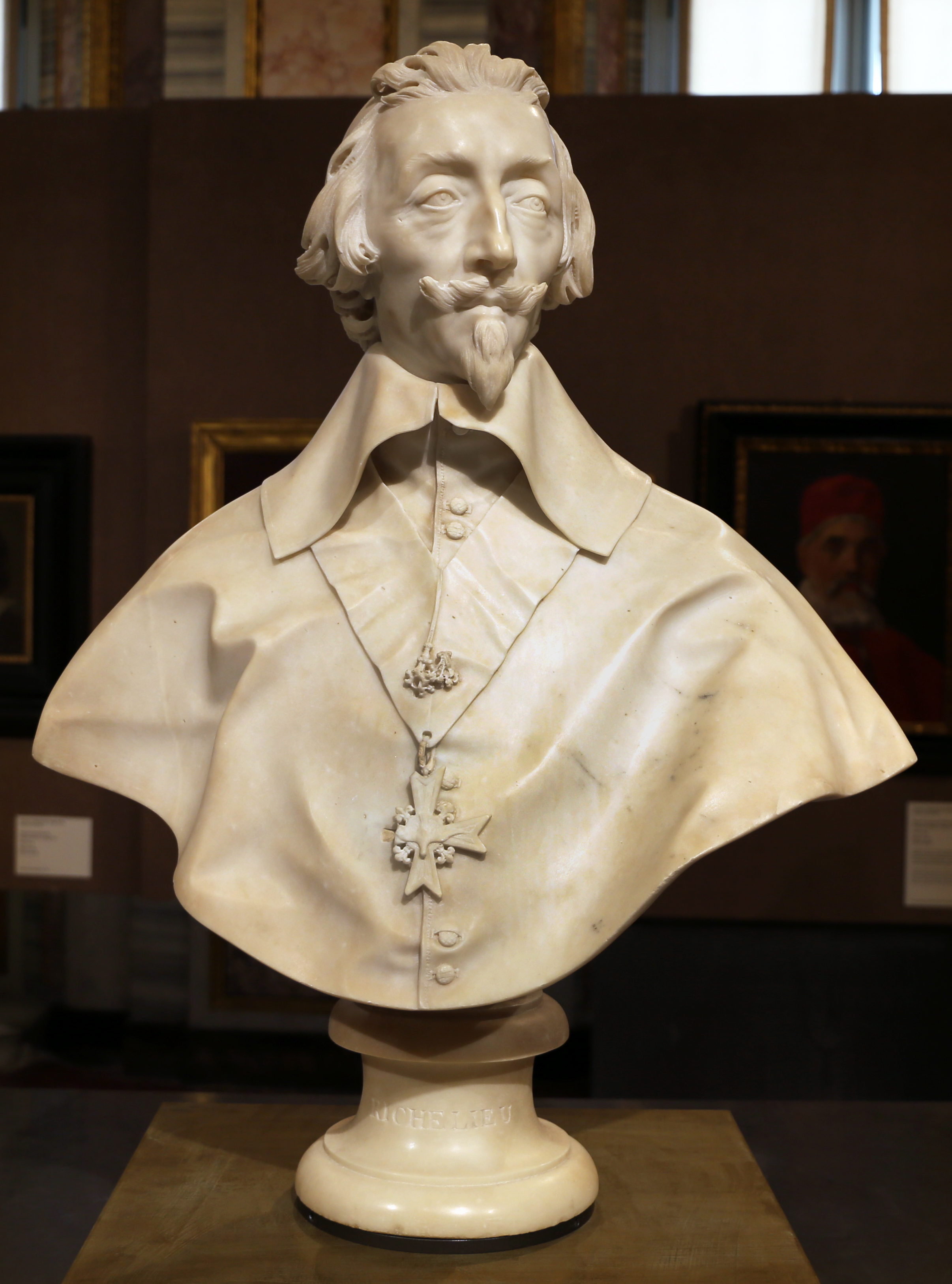
Buste du cardinal de richelieu, 1640-41, musée du Louvre.

##### Bustes de Costanza Bonarelli et de Méduse
L'année 1638 est marquée par un scandale. Le Bernin, qui est encore célibataire, a noué une relation intime avec Costanza Bonarelli, femme du sculpteur Matteo Bonarelli, entré dans son équipe en 1636. Il ne fait pas mystère de cette situation et immortalise sa maîtresse à ses côtés dans un tableau maintenant perdu, ainsi que dans un buste qui la présente en négligé, en train d'entrouvrir les lèvres comme si elle était surprise, inhabituel dans sa nature plus personnelle et intime. Des accroche-cœur ornent son abondante chevelure à la hauteur des tempes. Selon plusieurs experts, Costanza pourrait avoir servi de modèle pour la figure de la Charité sur le tombeau d'Urbain VIII que Le Bernin sculpte durant cette période,. En mars 1638, découvrant que son frère Luigi, qui est son bras droit dans son atelier, a lui aussi une relation avec Costanza, il entre dans une colère folle, le poursuit à travers la ville et tente de le tuer à coups de barre de fer, mettant presque fin à sa vie. Pour punir sa maîtresse infidèle, il envoie un serviteur chez Constance, où il lui taillade le visage à plusieurs reprises avec un rasoir. Le serviteur est plus tard emprisonné ainsi que Costanza elle-même pour adultère. Le Bernin est disculpé par le pape, même s'il a commis un crime en ordonnant le coup de couteau,,. Le Bernin se marie peu après, le 15 mai 1639, avec Caterina Tezio, réputée être la plus jolie femme de Rome. Il semblerait que le Buste de Costanza Bonarelli soit le premier portrait en marbre d'une femme non aristocratique par un artiste majeur de l'histoire européenne.
Charles Avery et Irving Lavin ont noté les ressemblances entre le buste de Costanza Bonarelli et celui de Méduse. Il semble que ce dernier aurait été réalisé quelques années après le scandale, alors que le sculpteur s'était assagi et voulait faire acte de repentance,.

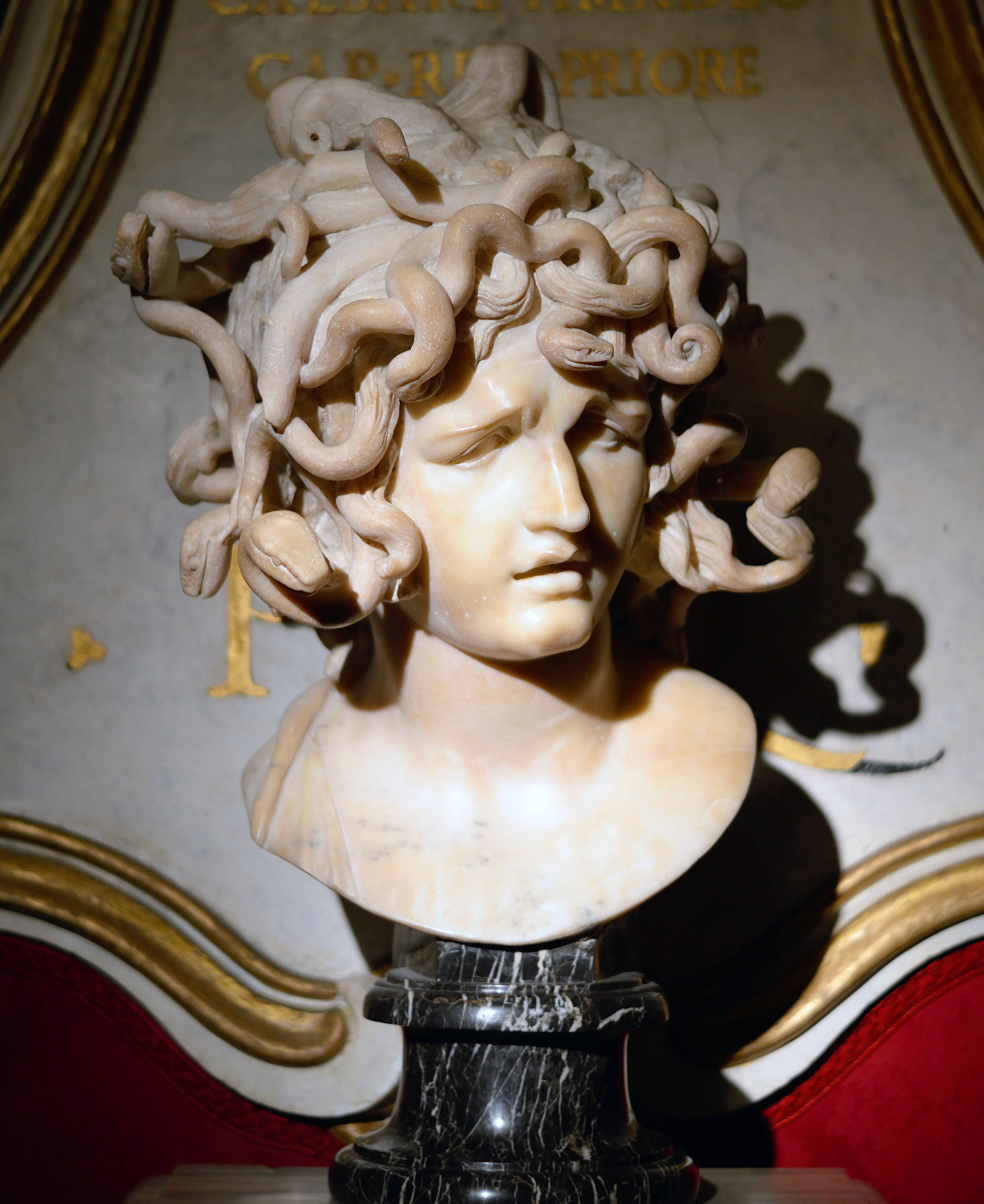
Buste de Méduse, musées du Capitole.
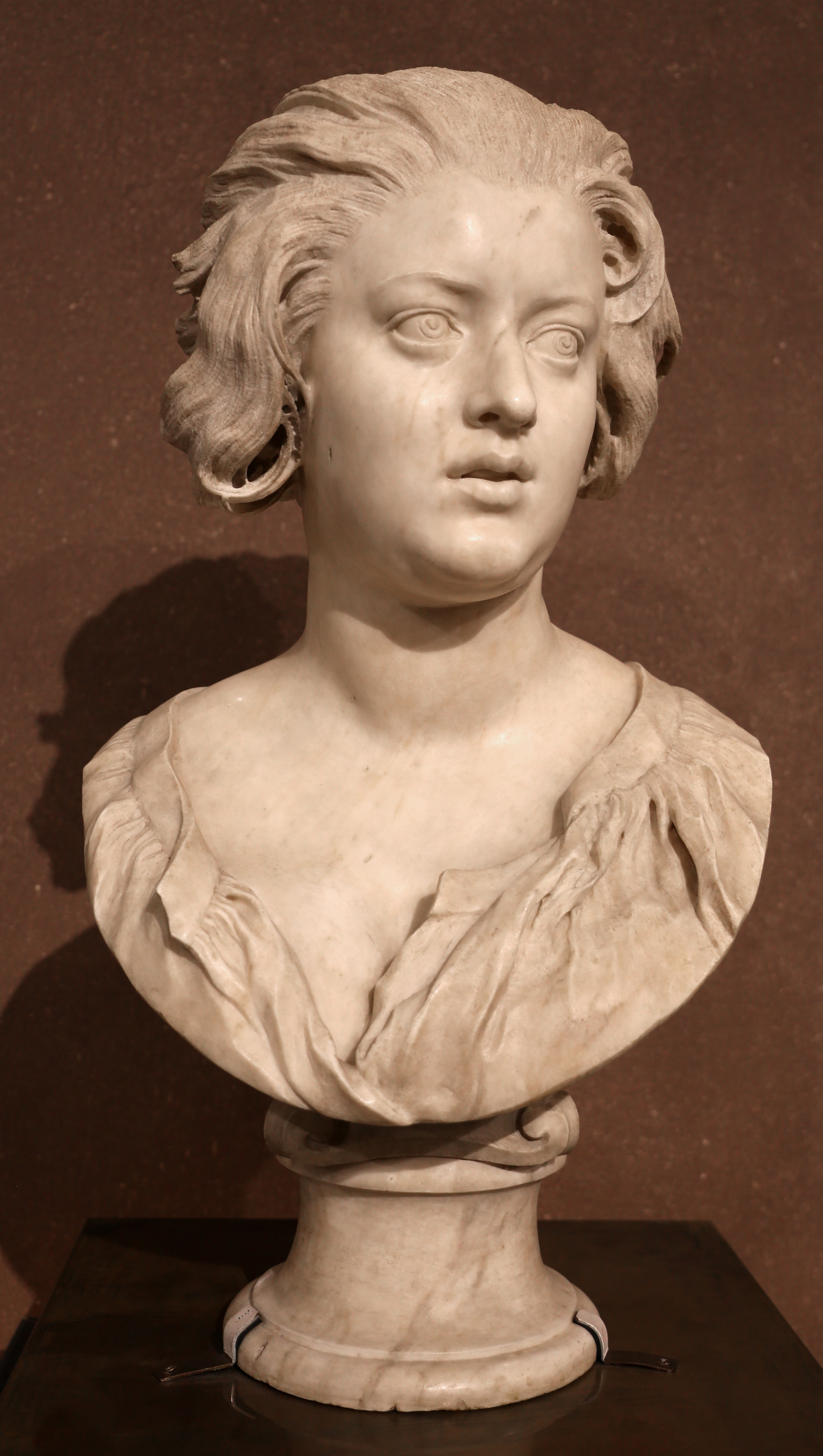
Buste de Costanza Bonarelli, 1636-37, Florence, musée national du Bargello.

### Pontificat d'Innocent X Pamphili

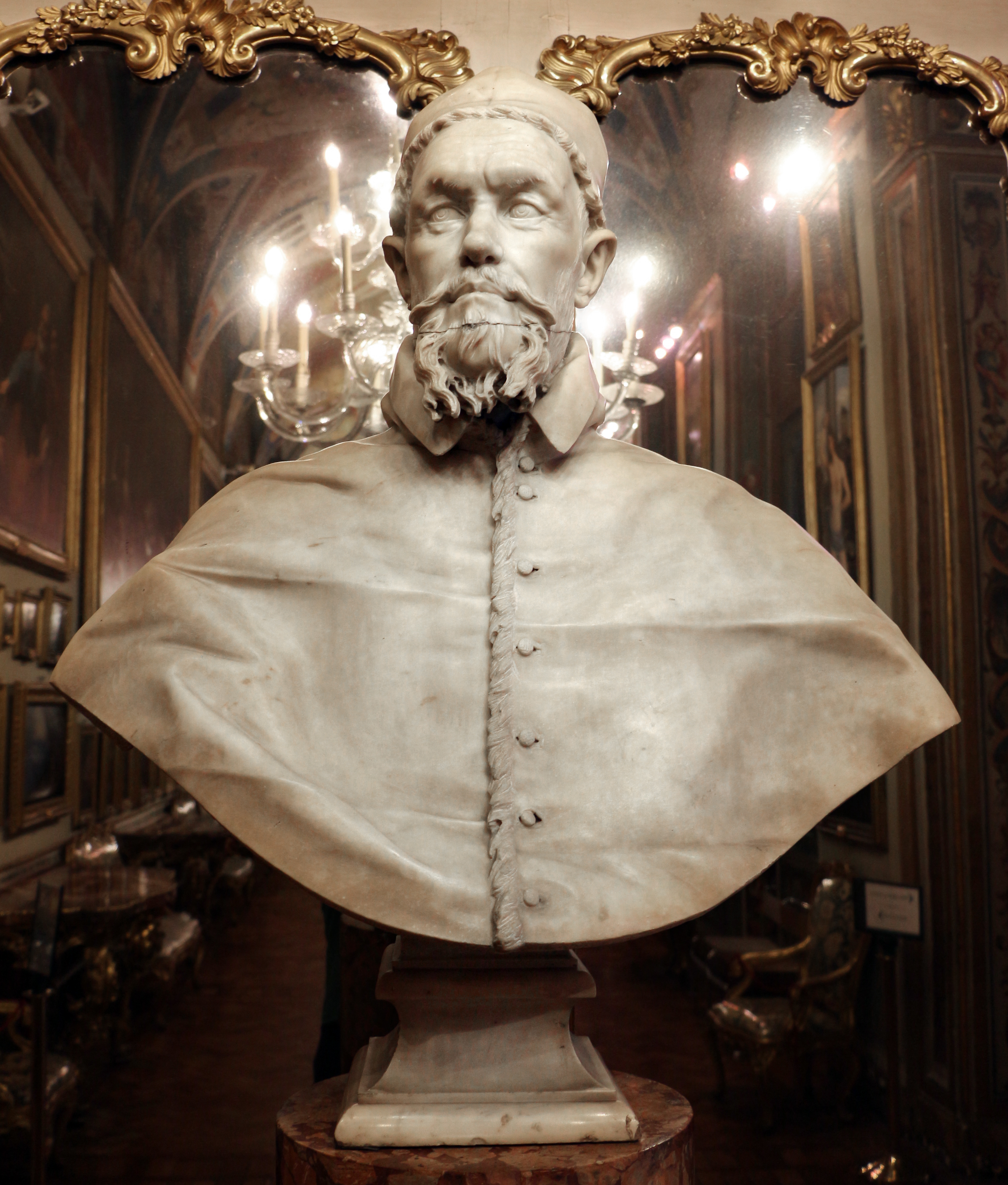
Buste du pape Innocent X, première version, Galerie Doria-Pamphilj, Rome.

En 1644, avec la mort du pape Urbain, auquel Le Bernin est si intimement lié, et l'accession au pouvoir du farouche ennemi des Barberini, le pape Innocent X Pamphilj, la carrière du Bernin subit une éclipse majeure et sans précédent, qui dure quatre ans. Les Barberini, tombés en disgrâce, émigrent en France à cause de l’hostilité de la nouvelle cour ; de nombreuses personnes en profitent et essaient de nuire à la réputation du Bernin par des calomnies et des critiques malveillantes. Innocent X est un pape austère ou aux ambitions artistiques limitées par la crise des finances du Saint-Siège à la fin de la guerre de Trente Ans et après la signature des traités de Westphalie). C'est aussi l'année de la démolition des clochers de la basilique Saint-Pierre que Le Bernin a conçus et supervisés entièrement, pour des raisons de statique. Ses concurrents en profitent pour faire valoir leur place, Borromini obtient le chantier de la basilique Saint-Jean-de-Latran, Carlo Rainaldi construit le Palais Pamphilj et commence la construction de l'église Sant'Agnese in Agone sur la Piazza Navona.

#### Affaire des clochers de la basilique Saint-Pierre
La tristement célèbre affaire des clochers est le plus grand échec de la carrière de l'artiste, tant sur le plan professionnel que financier. En 1636, désireux de terminer enfin l'extérieur de Saint-Pierre, le pape Urbain VIII lui ordonne de concevoir et de construire les deux clochers prévus depuis longtemps pour sa façade : les fondations des deux tours ont déjà été conçues et construites (à savoir, les dernières travées à chaque extrémité de la façade) par Carlo Maderno (architecte de la nef et de la façade) des décennies plus tôt. Une fois la première tour terminée en 1641, des fissures commencent à apparaître sur la façade mais, curieusement, les travaux continuent néanmoins sur la deuxième tour et le premier étage est achevé. Malgré la présence des fissures, les travaux ne s'arrêtent qu'en juillet 1642, une fois le trésor pontifical épuisé par les désastreuses guerre de Castro. Sachant que Le Bernin ne peut plus compter sur la protection d'un pape qui lui est acquis, ses ennemis (en particulier Francesco Borromini) crient victoire au sujet des fissures, prédisant un désastre pour toute la basilique, en rejetant entièrement la faute sur lui. Les investigations ultérieures révèleront que la cause des fissures est due aux fondations défectueuses de Maderno et non à la conception élaborée par Le Bernin, une exonération confirmée ensuite par l'enquête minutieuse menée en 1680 sous le pape Innocent XI,.

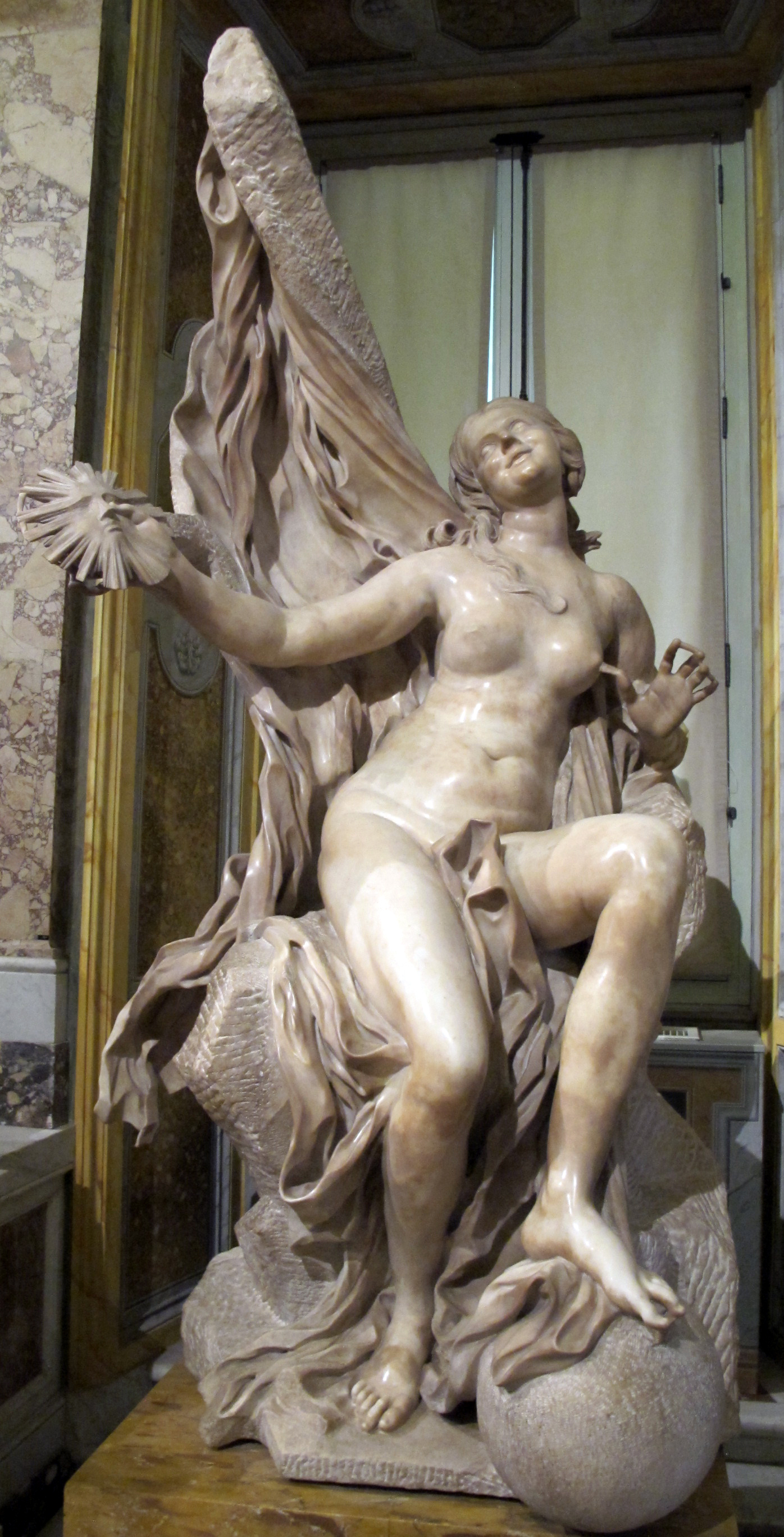
La Vérité, 1645-1652, Galerie Borghèse, Rome.

Néanmoins, les adversaires du Bernin à Rome réussissent à nuire gravement à la réputation de l'artiste et à persuader le pape Innocent d'ordonner en février 1646, la démolition complète des deux tours, au grand dam du Bernin et à son détriment financier sous la forme d'une amende substantielle pour l'échec des travaux. Après un des rares échecs de sa carrière, Le Bernin se replie sur lui-même : selon son fils, Domenico, sa statue inachevée ultérieure de 1647, La Vérité, est destinée à être son commentaire auto-consolateur sur cette affaire, exprimant sa foi que finalement le Temps révélerait la Vérité vrai et l'exonérerait complètement, comme cela s'est effectivement produit.
Le Bernin, couvert d’injures et d’accusations infâmes de tous côtés, voit pour la première (et unique) fois sa carrière en danger : une blessure d’orgueil s’ouvre alors qui ne sera jamais guérie.

#### Travaux dans la basilique Saint-Pierre
Bien qu'il ne reçoive aucune commission personnelle d'Innocent ou de la famille Pamphilj dans les premières années de la nouvelle papauté, le Bernin n'a pas perdu les anciennes fonctions qui lui avaient été accordées par les papes précédents. Innocent X le maintient dans tous les rôles officiels que lui avait confiés Urbain, y compris le plus prestigieux, celui d'architecte de Saint-Pierre. Sous la direction et le projet du Bernin, les travaux de décoration de la nef massive de Saint-Pierre, récemment achevée mais encore entièrement dépourvue d'ornements, se poursuivent, avec l'ajout d'un sol en marbre multicolore élaboré, de revêtements en marbre sur les murs et les pilastres, et de dizaines de statues et reliefs en stuc. Ce n'est pas sans raison que le pape Alexandre VII a dit un jour en plaisantant : « Si l'on enlevait à Saint-Pierre tout ce qui a été fait par le chevalier Bernin, ce temple serait dénudé ». En effet, compte tenu de toutes ses nombreuses et diverses œuvres dans la basilique au cours de plusieurs décennies, c'est au Bernin que revient la plus grande part de responsabilité pour l'apparence esthétique finale et durable et l'impact émotionnel de Saint-Pierre. Le Bernin est également autorisé à continuer à travailler sur la tombe d'Urbain VIII, malgré l'antipathie d'Innocent pour les Barberini.

#### Résurgence

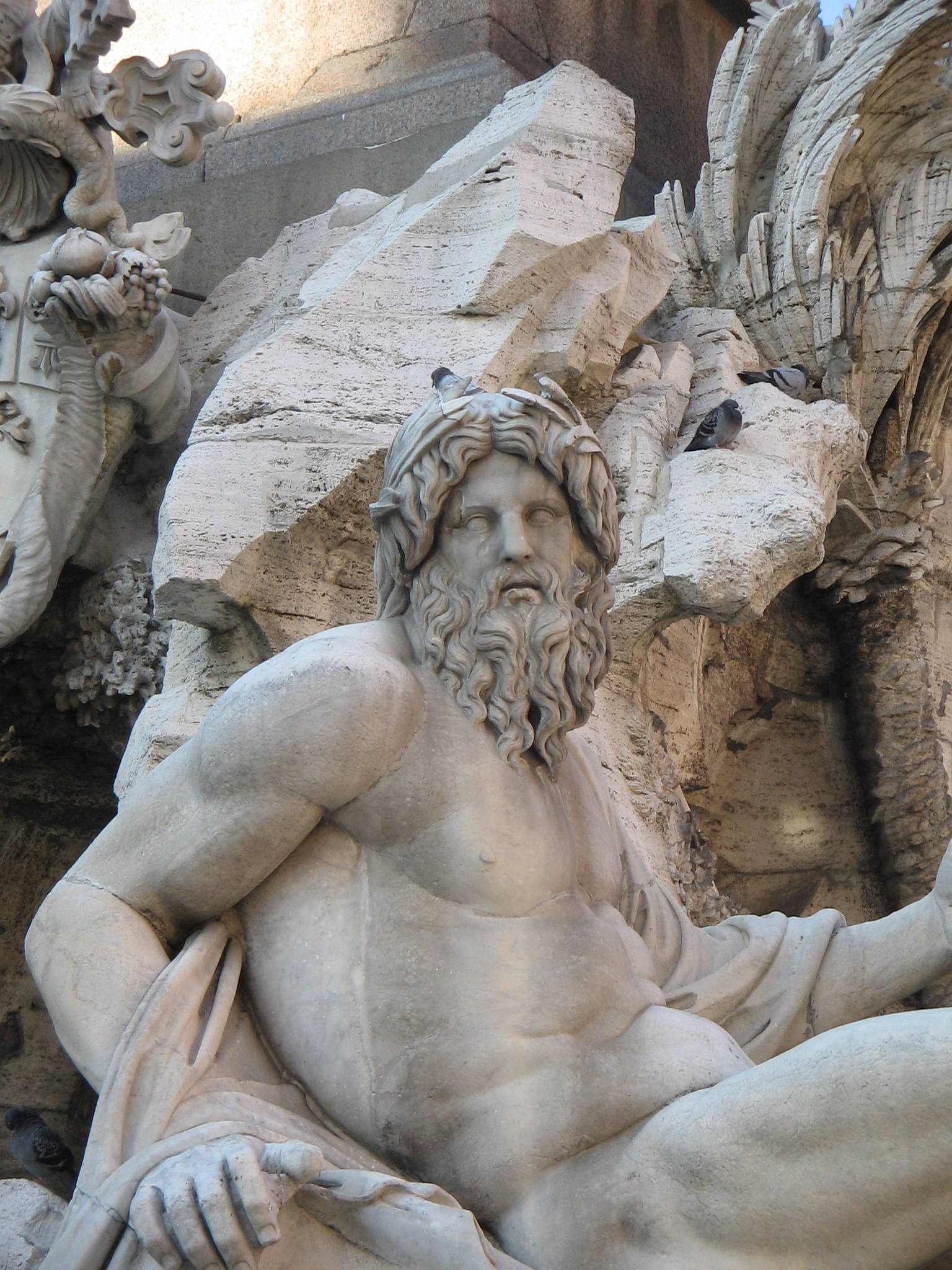
Fontaine des Quatre-Fleuves, détail.

Le Bernin n'est pas en disgrâce, mais cela y ressemble presque. Quelques mois après avoir achevé le tombeau d'Urbain, en 1648, il remporte la commande de Pamphilj pour la prestigieuse Fontaine des Quatre-Fleuves sur la Piazza Navona, marquant la fin de sa disgrâce et le début d'un autre chapitre glorieux de sa vie, grâce à des manœuvres furtives avec la complicité de la belle-sœur du pape, Donna Olimpia Maidalchini, et l'habile médiation du prince Niccolò Ludovisi. La solution du rocher qui déverse l’eau dans le bassin et qui soutient en même temps l’ancien obélisque, retrouvé près du Cirque de Maxence, et le concept des « quatre fleuves » (le Nil, le Gange, le Danube et le Río de la Plata), représentant les quatre continents connus à l’époque, suscitent l’enthousiasme général.
S'il y avait eu des doutes sur la position du Bernin comme artiste prééminent de Rome, ceux-ci sont définitivement dissipés par le succès sans réserve de la magnifique et techniquement ingénieuse Fontaine des Quatre Fleuves, qui met en valeur un lourd obélisque antique placé sur un vide créé par une formation rocheuse ressemblant à une grotte placée au centre d'un océan de créatures marines exotiques. Le Bernin continue à recevoir des commandes du pape Innocent X et d'autres membres éminents du clergé et de l'aristocratie de Rome, ainsi que de mécènes de haut rang hors de Rome, comme François Ier d'Este. Se remettant rapidement de l'humiliation des clochers, sa créativité sans limite continue comme avant. Il conçoit de nouveaux types de monuments funéraires, comme, dans la basilique de la Minerve, le médaillon apparemment flottant, planant dans l'air pour ainsi dire, pour la religieuse décédée Maria Raggi, tandis que les chapelles qu'il conçoit, comme la chapelle Raimondi dans l'église San Pietro in Montorio, illustrent comment il utilise l'éclairage caché pour aider à suggérer une intervention divine dans les récits qu'il représente et pour ajouter un « projecteur » dramatiquement théâtral pour mettre en valeur le centre d'intérêt principal de l'espace.

#### Théâtralisation de la foi:L'Extase de sainte Thérèse

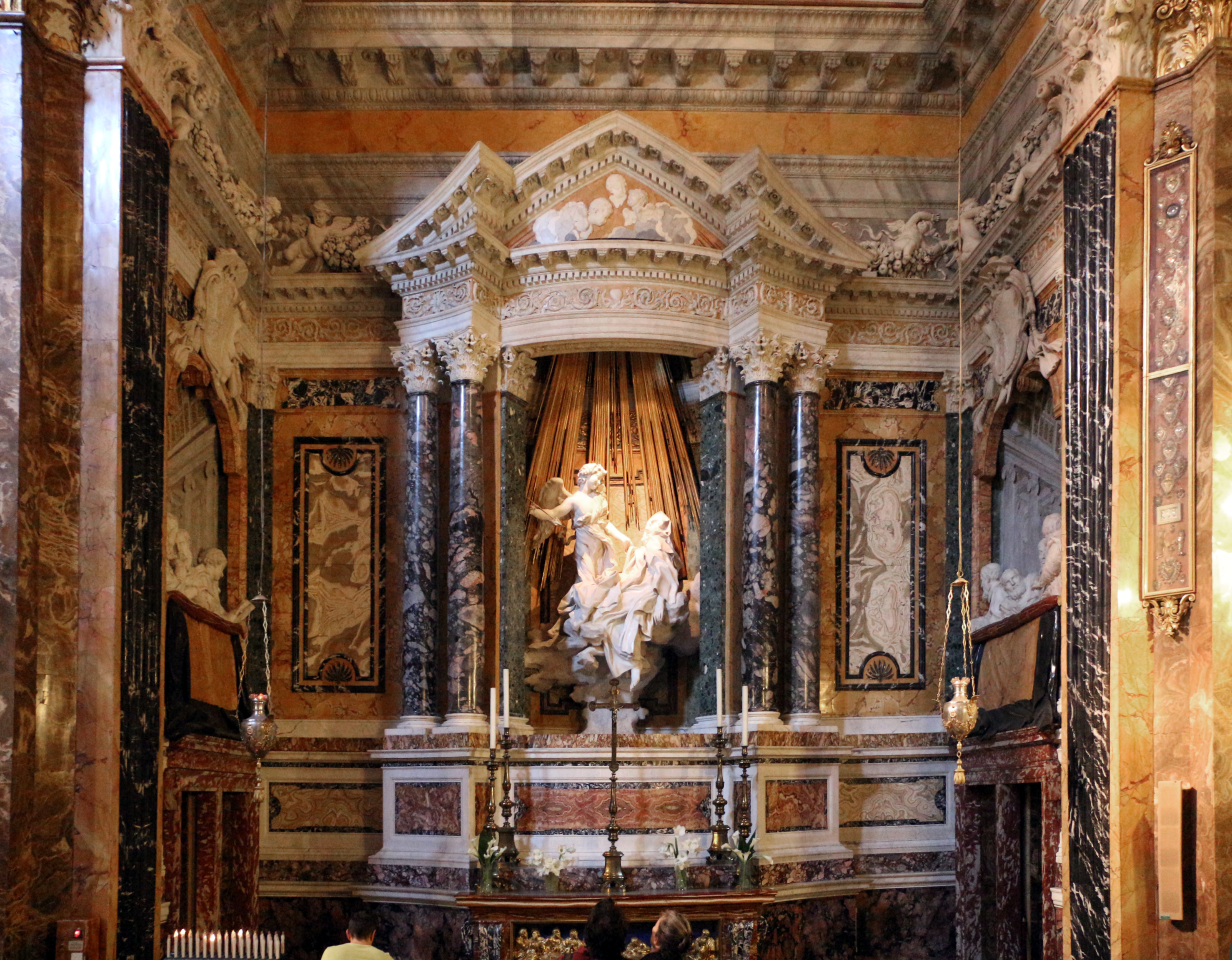
Chapelle Cornaro.

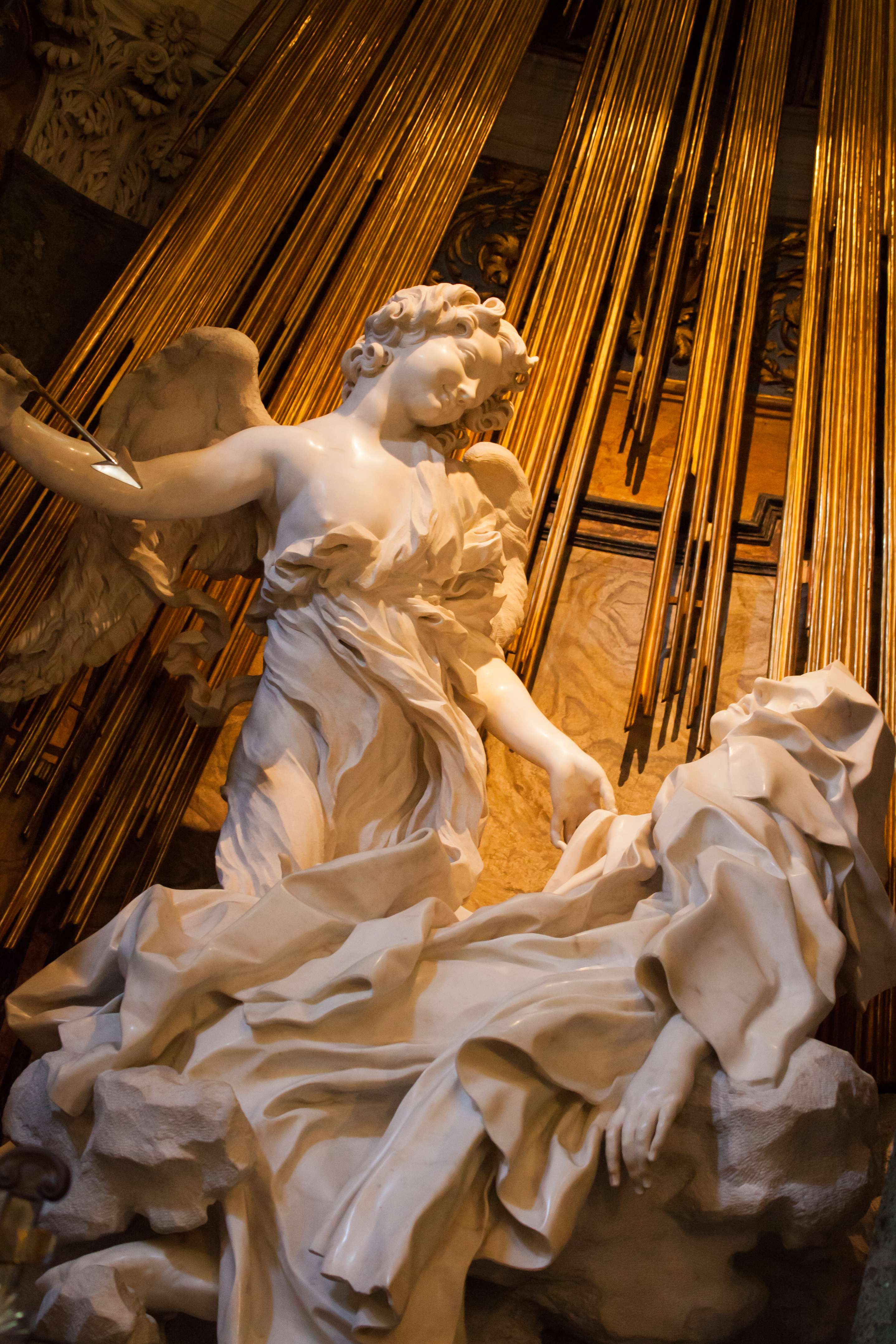
L'Extase de sainte Thérèse.

Entre 1647 et 1652, le Bernin travaille sur ce qui est l'une des œuvres les plus accomplies et les plus célèbres de sa main et un chef-d'œuvre de la sculpture baroque, L'Extase de sainte Thérèse dans la chapelle Cornaro de l'église Santa Maria della Vittoria de Rome, l'une des chapelles latérales de l'église. Il s'agit d'une commande du cardinal Federico Baldissera Bartolomeo Corner pour célébrer sainte Thérèse d'Avila récemment canonisée (1622) et première carmélite à l'avoir été.
La chapelle Cornaro, inaugurée en 1651, met en valeur la capacité du Bernin à intégrer la sculpture, l'architecture, la fresque, le stuc et l'éclairage dans « un tout merveilleux » (« bel composto », pour reprendre le terme de son premier biographe Philippe Baldinucci pour décrire son approche de l'architecture) et ainsi créer ce que l'historien Irving Lavin a appelé « l'œuvre d'art unifiée ». L'Extase de sainte Thérèse, représentant la soi-disant transverbération de la religieuse et sainte mystique espagnole, Thérèse d'Avila, constitue le point central de la chapelle Cornaro.
Le Bernin met ici tout son génie au service d'une œuvre profondément et parfaitement baroque. En convoquant tous les arts, l'architecture, la sculpture et même la peinture par l'utilisation subtile de la polychromie des marbres, il réalise une ambitieuse mise en scène de théâtre, au propre comme au figuré, où les membres de la famille du cardinal Federico Corner semblent assister à un spectacle. Il présente au spectateur un portrait théâtralement vivant, en marbre blanc étincelant, de Thérèse évanouie et de l'ange souriant tranquillement, qui saisit délicatement la flèche transperçant le cœur de la sainte. De chaque côté de la chapelle, l'artiste place (dans ce qui ne peut frapper le spectateur que comme des loges de théâtre) des portraits en relief de divers membres de la famille Corner, la famille vénitienne commémorée dans la chapelle, dont le cardinal Federico Corner qui a commandé la chapelle au Bernin, qui sont en conversation animée entre eux, vraisemblablement à propos de l'événement qui se déroule devant leurs yeux. Le résultat est un environnement architectural complexe mais subtilement orchestré fournissant le contexte spirituel (un cadre céleste avec une source de lumière cachée), qui suggère aux spectateurs la nature ultime de cet événement miraculeux.
Néanmoins, du vivant du Bernin et dans les siècles qui ont suivi jusqu'à aujourd'hui, sa Sainte Thérèse a été accusée d'avoir franchi une ligne de décence en sexualisant la représentation visuelle de la transverbération de la sainte, à un degré qu'aucun artiste, avant ou après le Bernin, n'a osé faire : en la représentant à un âge incroyablement jeune, comme une beauté délicate idéalisée, dans une position semi-prostrée avec la bouche ouverte et les jambes écartées, sa guimpe défaite, avec les pieds nus bien en évidence (les Carmélites, déchaussées par pudeur, portaient toujours des sandales avec des bas épais) et avec le séraphin la « déshabillant » en écartant (inutilement) son manteau pour pénétrer son cœur avec sa flèche.
Ce spectacle est la traduction en image de l'expérience mystique décrite par la sainte dans le Livre de la vie publié pour la première fois en espagnol en 1588. Il fallait la qualité inégalée du ciseau du Bernin pour parvenir à représenter, au centre de la chapelle, dans une niche, le corps abandonné, éclatant de blancheur, de la carmélite. L’ambiguïté de la scène et de la représentation de l'ange, Éros païen tout autant que créature angélique, suscitèrent des commentaires dont le plus célèbre reste celui, très interprétatif, de Jacques Lacan, qui dit : « La sculpture du Bernin est bien, à l’évidence, une représentation érotique, orgastique de l’union de l’être tout entier avec Dieu, partenaire invisible et "ravisseur" ». Comme le résume Hippolyte Taine, dans le long commentaire qu'il consacre à la chapelle Cornaro dans son Voyage en Italie en 1866 : Le Bernin « a trouvé ici la sculpture moderne, toute fondée sur l'expression, et pour achever il a disposé le jour de manière à verser sur ce délicat visage pâle une illumination qui semble celle de la flamme intérieure, en sorte qu'à travers le marbre transfiguré qui palpite, on voit luire comme une lampe l'âme inondé de félicité et de ravissement ».
La Sainte Thérèse du Bernin demeure un tour de force artistique qui intègre toutes les formes multiples d'art visuel et de technique que l'artiste a à sa disposition, y compris l'éclairage caché, les fines poutres dorées, l'espace architectural récessif, la lentille secrète et plus de vingt types différents de marbre coloré ; tout cela se combine pour créer l'œuvre d'art finale - « un ensemble parfait, hautement dramatique et profondément satisfaisant ».
La lumière zénithale accentue la position extatique de la sainte, comme terrassée par la flèche mystique de l'ange.
« Le Bernin, ah ! le délicieux Bernin [...]. Il est puissant et exquis, une verve toujours prête, une ingéniosité sans cesse en éveil, une fécondité pleine de grâce et de magnificence !... »
écrivait Émile Zola dans Les Trois Villes, publié en 1898. L'auteur poursuit en faisant dire à son Narcisse qu'il avait contemplé la Sainte Thérèse « des heures et des heures, sans jamais épuiser l'infini précieux et dévorant du symbole ».

### Pontificat d'Alexandre VII Chigi
Alexandre VII Chigi est un pape humaniste et urbaniste qui monte sur le trône de saint Pierre en 1655. Le climat culturel romain connait alors un nouveau tournant. Avec le nouveau pape, connaisseur de « peintures, sculptures, médailles anciennes, archives particulièrement » (comme il l’a dit lui-même) et ami d’intellectuels comme Kircher et Luca Olstenio, Le Bernin redevient l’artiste préféré de la cour papale. Il est le plus grand artisan des projets de Chigi et satisfait certainement l’ambition papale de réaménager l'urbanisme de la ville
Dès son accession à la chaire de Saint-Pierre, il commence à mettre en œuvre son plan extrêmement ambitieux visant à transformer Rome en une magnifique capitale mondiale au moyen d'une planification urbaine systématique, audacieuse et coûteuse. Ce faisant, il mène à bien la longue et lente recréation de la gloire urbaine de Rome – la campagne délibérée pour la « renovatio Romae » – qui avait commencé au xve siècle sous les papes de la Renaissance. Au cours de son pontificat, il commande de nombreux changements architecturaux à grande échelle dans la ville, certains des plus importants de l'histoire récente de la cité et des années à venir, choisissant Le Bernin comme principal collaborateur (bien que d'autres architectes, en particulier Pierre de Cortone, soient également impliqués).

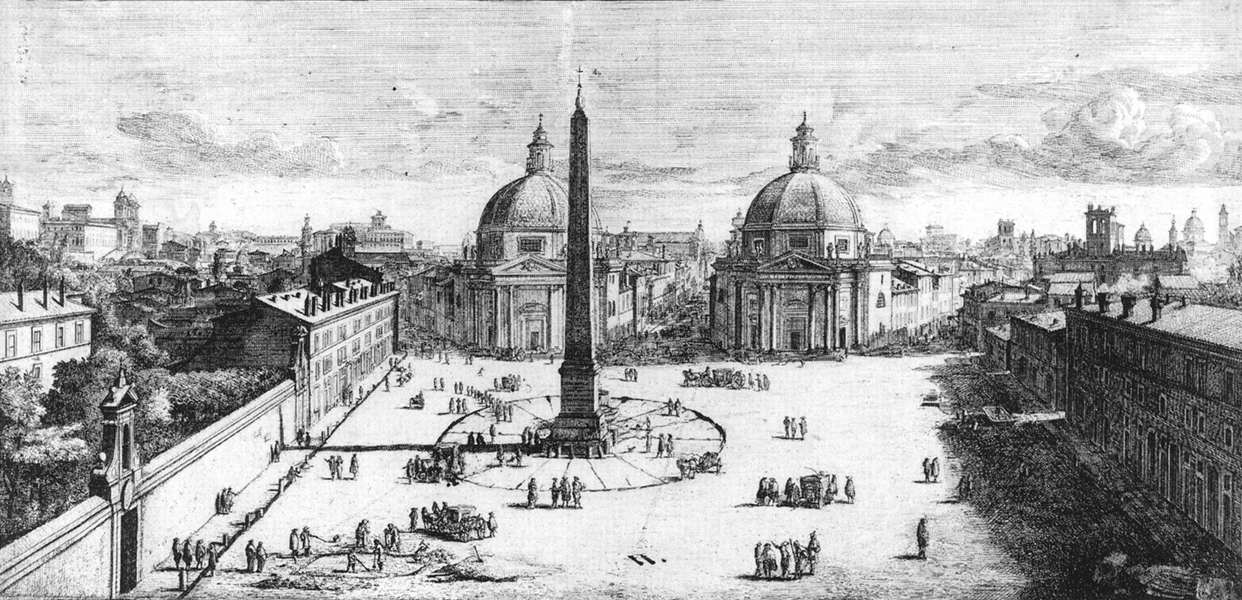
Caspar van Wittel, Vue de la Piazza del Popolo vers 1678, eau-forte.

Le patronage d'Alexandre VII prend les formes d’un véritable renouvellement urbain : le pape aspire de fait à conférer à Rome une perspective théâtrale avec l’adoption de surprises, de scènes, d'architectures éblouissantes, dans un entrelacement continu entre urbanisme et scénographie. L’occasion propice pour donner le coup d’envoi à ces réorganisations est donnée par la conversion spectaculaire de Christine de Suède au catholicisme. En son honneur, Le Bernin redessine l’accès à la place du Peuple, l’entrée nord de la ville, avec l’érection des deux «églises jumelles» scénographiques dans le côté tourné vers la via del Corso et l’exécution de la façade intérieure de la Porte, où il est écrit « FELICI FAVSTO[QVE] INGRESSVI ANNO DOM[INI] MDCLV » (pour une entrée heureuse et fastueuse, Année du Seigneur 1655), de manière à saluer la reine qui a abdiqué et - par la suite - tous les visiteurs de l’Urbs.

#### Colonnade de la place Saint-Pierre

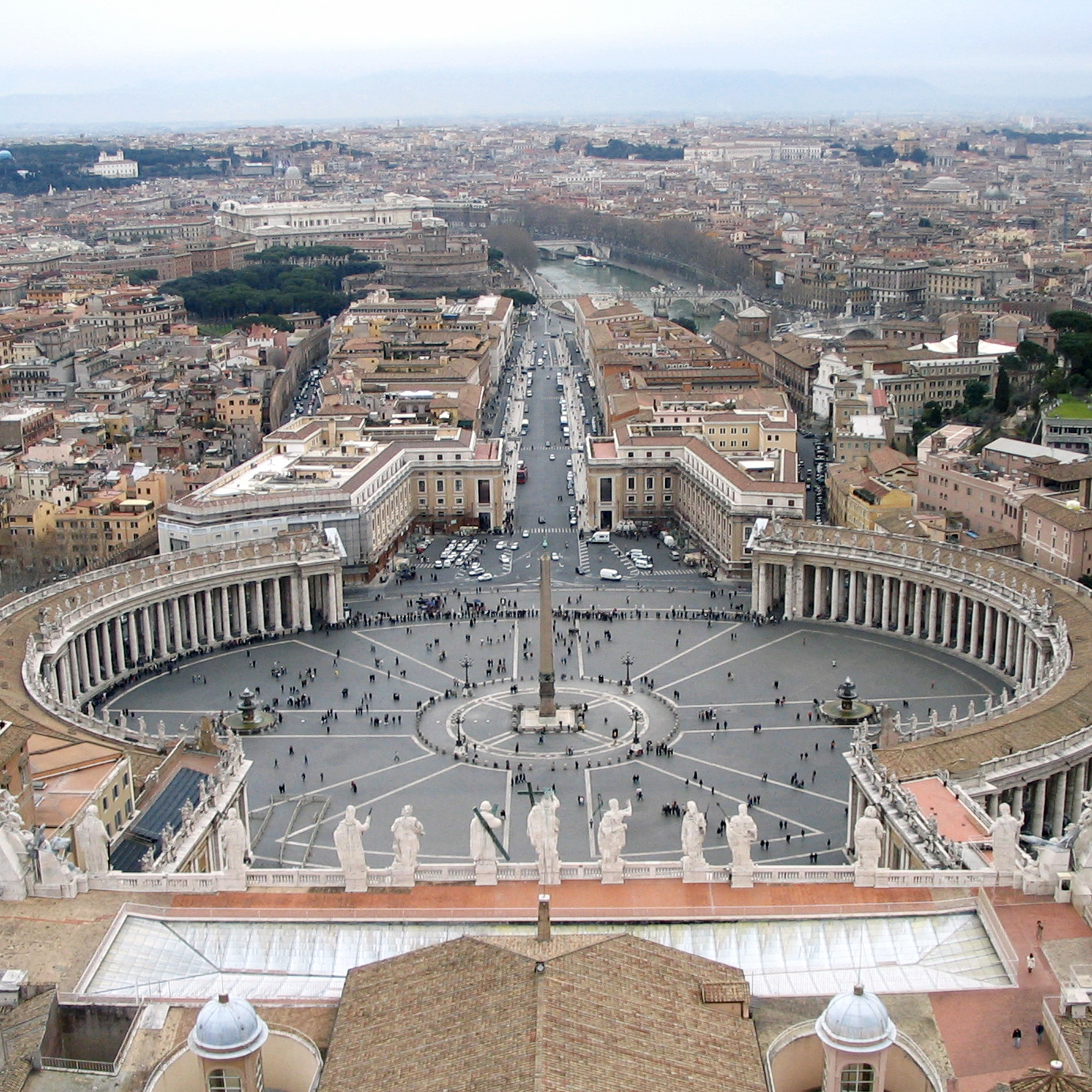
Colonnade de la place Saint-Pierre.

La place Saint-Pierre figure parmi les commandes majeures du Bernin durant cette période. Dans un espace auparavant large, irrégulier et complètement déstructuré, il crée deux colonnades semi-circulaires massives, dont chaque rangée est formée de quatre simples colonnes doriques blanches. Il en résulte une forme ovale qui forme une arène inclusive au sein de laquelle tout rassemblement de citoyens, de pèlerins et de visiteurs peut assister à l'apparition du pape, soit sur la loggia de la façade de Saint-Pierre, soit à la fenêtre traditionnelle du palais du Vatican voisin, à droite de la place. En plus d'être efficace sur le plan logistique pour les carrosses et les foules, la conception du Bernin est en parfaite harmonie avec les bâtiments préexistants et ajoute à la majesté de la basilique. Souvent comparée à deux bras tendus hors de l'église pour embrasser la foule en attente, sa création étend la grandeur symbolique de la zone du Vatican, qui est, sur le plan architectural, un « succès sans équivoque »,.
Dans son projet, l'architecte aurait souhaité fermer entièrement la place par une troisième aile à l'est de celle-ci, mais la mort d'Alexandre VII, interrompt définitivement les travaux. Le plan elliptique est typique de l'architecture baroque influencée par les découvertes contemporaines en astronomie, l'usage de l'ellipse se généralisera pour devenir un lieu commun de l'architecture baroque et rococo.

#### Chaire de saint Pierre

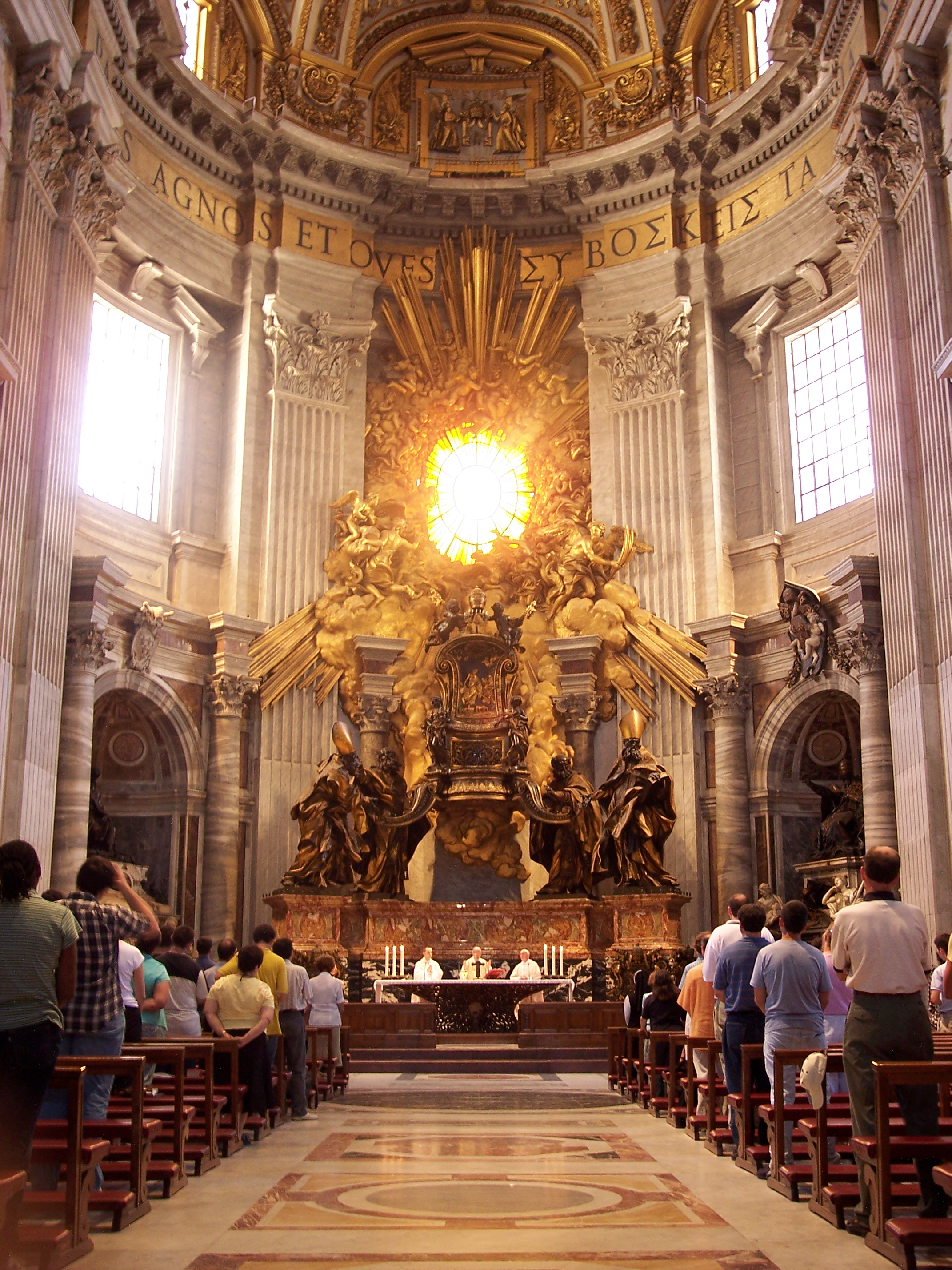
Chaire de saint Pierre, basilique Saint-Pierre de Rome.

Ailleurs au Vatican, Le Bernin créé des réaménagements systématiques et des embellissements majestueux d'espaces vides ou esthétiquement insignifiants, qui subsistent de nos jours tels qu'il les a conçus et qui sont devenus iconiques de la splendeur de l'enceinte papale. Dans l'abside de la basilique, jusqu'alors dénuée d'ornements, la chaire de saint Pierre (Cathedra Petri), le trône symbolique de saint Pierre, est réorganisé comme une extravagance monumentale en bronze doré, qui correspond au baldaquin créé plus tôt dans le siècle. L'œuvre est un reliquaire contenant la cathèdre paléochrétienne, portée par les statues monumentales des quatre pères de l'Église, symboles de la sagesse et de la connaissance, qui soutiennent l'autorité papale. Son originalité est constituée par le fait de situer le siège de l'évêque (le pape, successeur de saint Pierre n'est autre qu'un évêque parmi d'autres dans une longue lignée, en théorie appelé à s'asseoir sur la chaire du premier évêque de Rome) en hauteur, comme inaccessible, inatteignable, affirmant indirectement la suprématie de Rome sur les autres patriarcats.

#### Scala Regia
La reconstruction complète de la Scala Regia par Le Bernin, l'escalier papal entre la basilique Saint-Pierre et le palais du Vatican, est légèrement moins ostentatoire en apparence, mais a tout de même mis à l'épreuve les pouvoirs créatifs de l'artiste, en utilisant, par exemple, d'habiles astuces d'illusion d'optique pour créer un escalier apparemment uniforme, totalement fonctionnel, mais néanmoins impressionnant et majestueux pour relier deux bâtiments irréguliers dans un espace encore plus irrégulier.

#### Autres travaux
Les premières œuvres commandées sont les statues d'Habacuc et l'Ange et de Daniel et le Lion, exposées dans la chapelle familiale de la basilique Santa Maria del Popolo, où il décore également la nef et le transept. Par la suite, il réalise près du Panthéon l’obélisque de Minerve, où un petit éléphant de pierre tient sur son dos un obélisque, pour rappeler les vertus de force et de sagesse, et conçoit le bâtiment dit de la Manica Lunga, dans le palais pontifical de Montecavallo (l’actuel palais du Quirinal).
La commande que reçoit Le Bernin pour construire l'église Sant'Andrea al Quirinale pour la Compagnie de Jésus est relativement modeste en taille (bien que grande dans sa splendeur chromatique intérieure). Il l'exécute entièrement gratuitement de 1658 à 1678. L'église partage avec la place Saint-Pierre, contrairement aux géométries complexes de son rival Francesco Borromini, une concentration sur les formes géométriques de base, les cercles et les ovales, pour créer des espaces spirituellement intenses. Son plan elliptique servira de modèle pour nombre d'églises baroques par la suite. Le Bernin, qui a beaucoup contribué à l'embellissement ou la complétion de bâtiments existants et peu construit d'édifices dans leur totalité, considère cette église comme son chef-d'œuvre architectural.

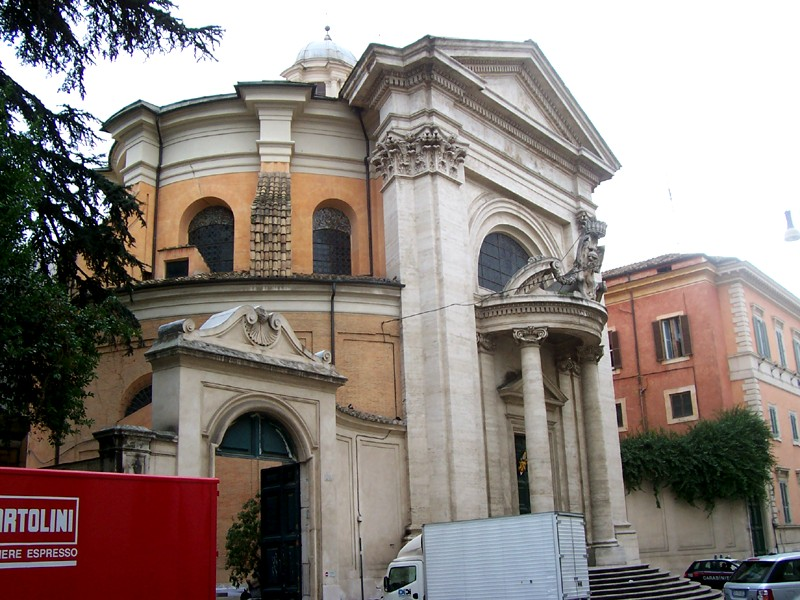
Façade et coupole de l'église Sant'Andrea al Quirinale.
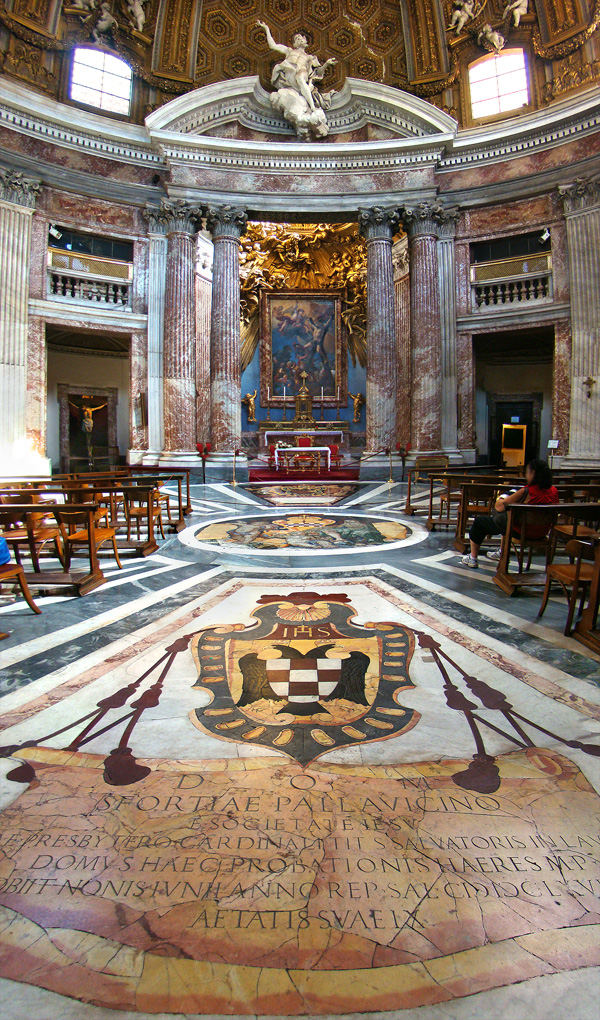
Intérieur de l'église Sant'Andrea al Quirinale.

Il conçoit également l'église de Santa Maria Assunta (1662-1665) dans la ville d'Ariccia, au contour circulaire, au dôme arrondi et au portique à trois arches, rappelant le Panthéon de Rome. À Santa Maria Assunta, comme dans la collégiale San Tommaso Da Villanova à Castel Gandolfo (1658-1661), Le Bernin renonce complètement à la riche décoration en marbre polychrome que l'on voit de façon spectaculaire à Sant'Andrea et dans la chapelle Cornaro de Santa Maria della Vittoria, en faveur d'un intérieur essentiellement blanc, quelque peu austère, bien que toujours richement orné de stucs et de retables peints.

### Visite en France au service au roi Louis XIV

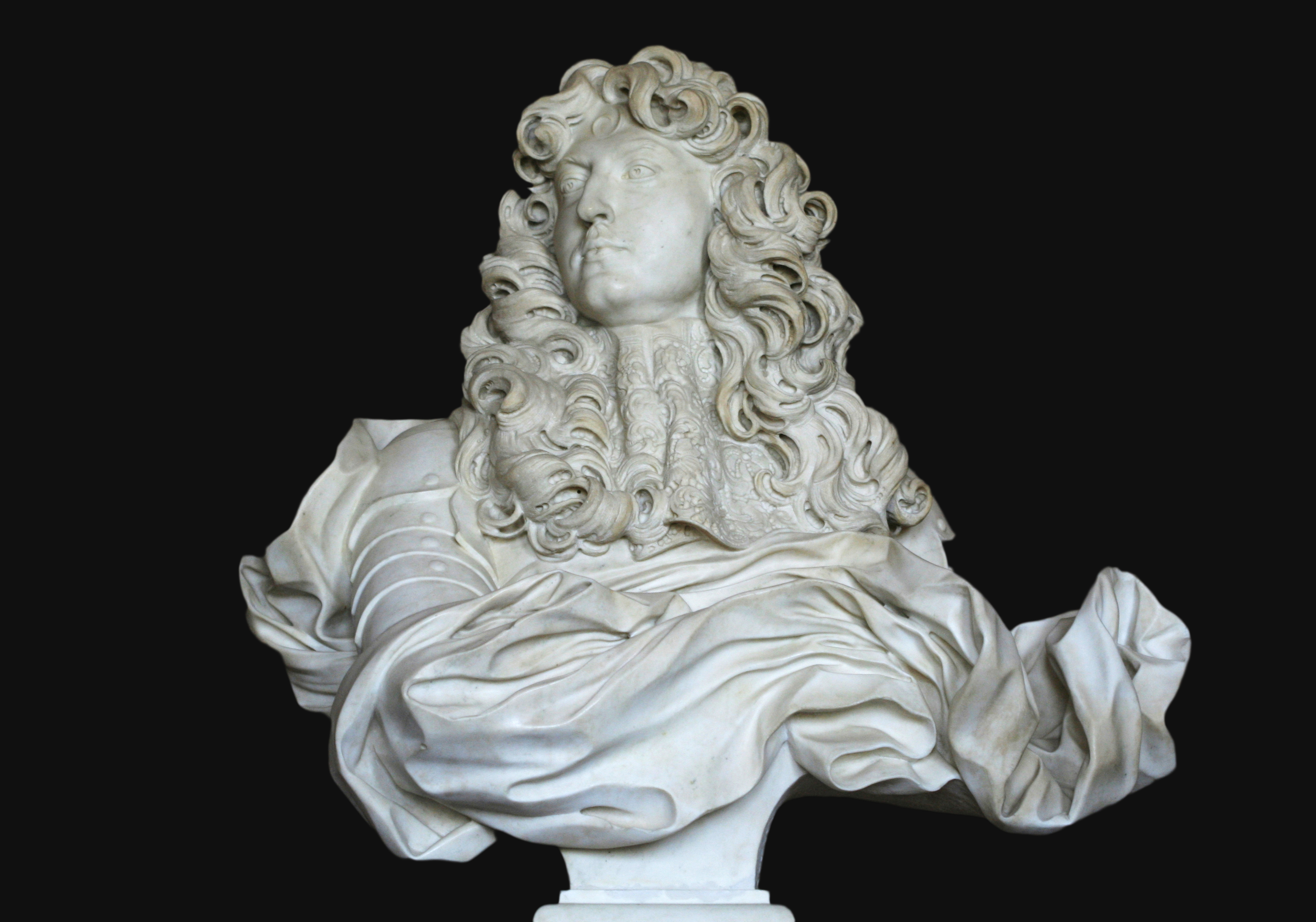
Buste de Louis XIV, 1665, château de Versailles, salon de Diane.

Fin avril 1665, et toujours considéré comme l'artiste le plus important de Rome, voire de toute l'Europe, Le Bernin est contraint par la pression politique de la cour de France et du pape Alexandre VII de se rendre à Paris pour travailler pour le roi Louis XIV, qui a besoin d'un architecte pour terminer les travaux de restructuration du palais du Louvre : Colbert l'invite en France pour le compte du roi qui doit faire pression sur le pape pour qu'il libère son architecte préféré, lequel part pour Paris en avril 1665. Il y restera jusqu'à la mi-octobre. Louis XIV a désigné un membre de sa cour pour lui servir de traducteur, de guide touristique et de compagnon, Paul Fréart de Chantelou, qui a tenu un journal de la visite du Bernin où il consigne une grande partie de son comportement et de ses déclarations à Paris. Le frère de l'écrivain Charles Perrault, Pierre Perrault, qui est à cette époque assistant du contrôleur général des finances Jean-Baptiste Colbert, a également fourni un récit de première main de la visite du Bernin.
Le Bernin est populaire auprès des foules qui se rassemblent partout où il s'arrête, ce qui l'amène à comparer son itinéraire à l'exposition itinérante d'un éléphant. Lors de ses promenades dans Paris, les rues sont également bordées de foules admiratives. Reçu comme un prince, il réalise alors un buste du roi, mais aucun de ses projets de façade pour le Louvre ne sera retenu, marquant le début du déclin de l'influence italienne sur l'art architectural français,. Le Bernin présente des plans achevés pour la façade est (c'est-à-dire la façade principale, et la plus importante, de tout le palais) du Louvre, qui sont finalement rejetés, bien qu'officiellement seulement en 1667, bien après son départ de Paris : les fondations déjà construites pour ses ajouts sont inaugurées en octobre 1665 lors d'une cérémonie, en présence du Bernin et du roi. Il est souvent mentionné dans les études sur Le Bernin que ses projets pour le Louvre ont été refusés parce que Louis XIV et Colbert les considéraient comme trop italianisants ou trop baroques. En fait, comme le souligne Franco Mormando, « l’esthétique n’est jamais mentionnée dans aucun des [ouvrages] ... des notes survivantes » de Colbert ou de l'un des conseillers artistiques de la cour de France. Les raisons explicites des rejets sont d'ordre utilitaire, à savoir liées à la sécurité physique et au confort (par exemple, l'emplacement des latrines) ou au fait que le plan du Bernin aurait nécessité la démolition des parties plus anciennes du Louvre contrairement aux souhaits royaux. Il est également indiscutable qu’il y a un conflit interpersonnel entre Le Bernin et le jeune roi de France, chacun se sentant insuffisamment respecté par l’autre. Bien que son projet pour le Louvre ne soit pas réalisé, il a largement circulé dans toute l'Europe au moyen de gravures et son influence directe peut être observée dans les résidences seigneuriales ultérieures telles que Chatsworth House, dans le Derbyshire, Angleterre, siège des ducs de Devonshire.
D'autres projets parisiens subissent un sort similaire, comme les plans du Bernin pour la chapelle funéraire des Bourbons dans la basilique Saint-Denis et le maître-autel de l'église Notre-Dame du Val-de-Grâce, réalisés à la demande de sa mécène, la reine mère, ainsi que son idée de fontaine pour le château de Saint-Cloud, le domaine du frère du roi Louis, Philippe d'Orléans (1640-1701).
À l’exception de Chantelou, Bernini n’a pas réussi à nouer d’amitiés significatives à la cour de France. Ses commentaires négatifs fréquents sur divers aspects de la culture française, en particulier son art et son architecture, ne sont pas bien accueillis, en particulier en comparaison avec ses éloges pour l'art et l'architecture de l'Italie (en particulier de Rome) ; il déclare qu'un tableau de Guido Reni, le retable de L'Annonciation (alors au couvent des Carmélites du faubourg Saint-Jacques, aujourd'hui au musée du Louvre), valait « à lui seul la moitié de Paris ».
La seule œuvre qui reste de son séjour à Paris est le Buste de Louis XIV, bien qu'il ait également beaucoup contribué à l'exécution du relief en marbre du L'Enfant Jésus jouant avec un clou (aujourd'hui au musée du Louvre) de son fils Paolo en cadeau à la reine Marie-Thérèse. De retour à Rome, Le Bernin crée une statue équestre monumentale de Louis XIV ; lorsqu'elle arrive enfin à Paris en 1685, cinq ans après la mort de l'artiste, le roi de France la trouve répugnante et veut la détruire : elle est « exilée » dans un coin peu prestigieux du parc de Versailles et à la place est sculptée une représentation de l'ancien héros romain Marcus Curtius,.
Il retourne à Rome dès octobre 1665. Comme pour Urbain VIII, il réalise le tombeau d'Alexandre VII avec les allégories de la Charité, de la Vérité devant la Prudence et la Justice, avec une porte qui symbolise le passage vers l'au-delà.

### Dernières années et mort

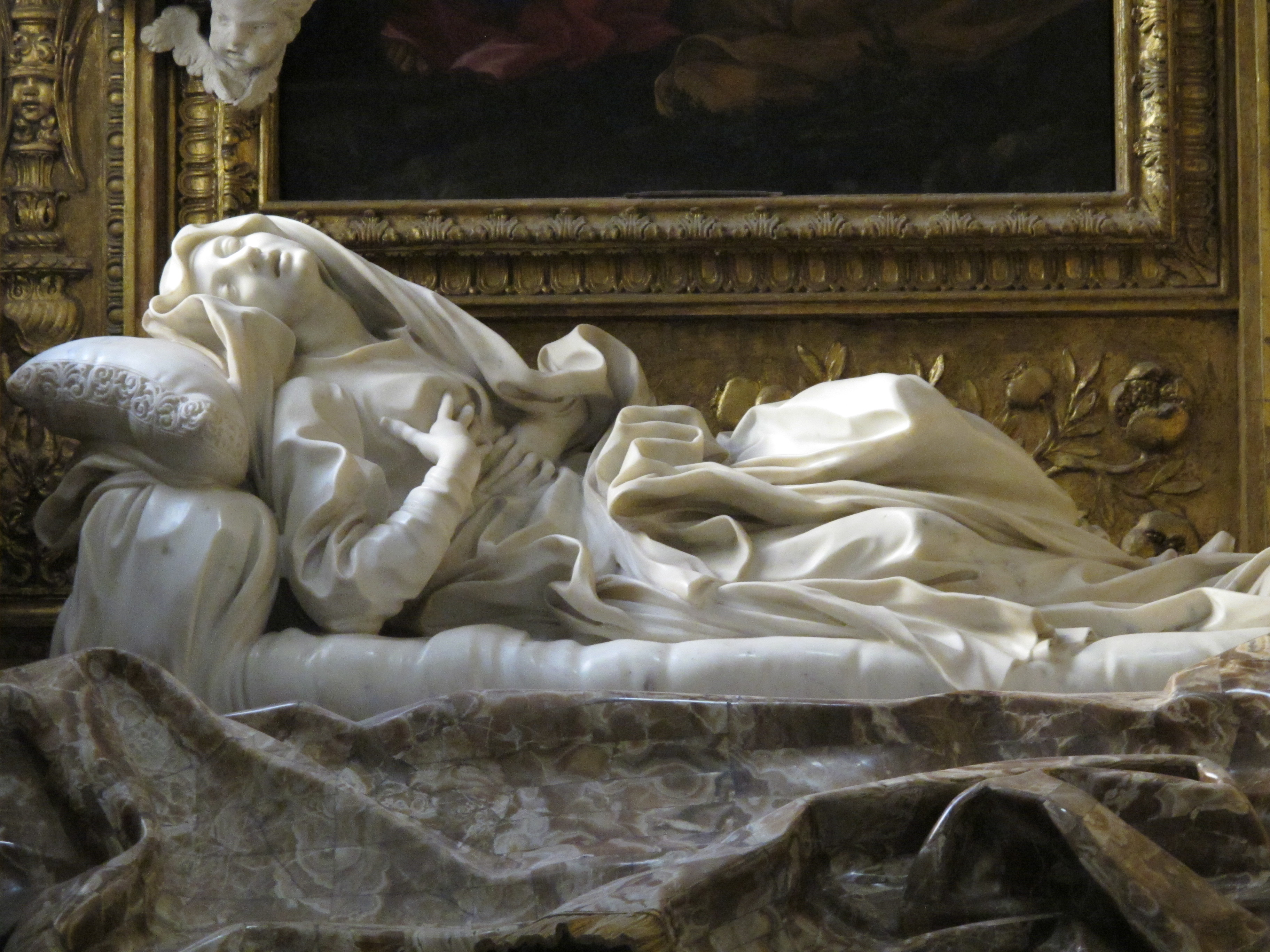
Extase de la bienheureuse Ludovica Albertoni, 1675, église San Francesco a Ripa, Rome.

Le Bernin reste physiquement et mentalement vigoureux et actif professionnellement jusqu'à seulement deux semaines avant sa mort, survenue à la suite d'un accident vasculaire cérébral. Le pontificat de son vieil ami Clément IX est trop court (à peine deux ans) pour accomplir plus que la rénovation spectaculaire du pont Saint-Ange, où il réalise une série d'anges dont seule une statue est de sa seule main, laquelle est aujourd'hui conservée en la basilique Sant'Andrea delle Fratte. Les dix statues des Anges avec les symboles de la Passion sont une commande du pape Clément IX, qui veut ainsi représenter la liturgie des stations du Carême du Chemin de croix, afin de transformer le pont en un parcours de contemplation.
Son plan élaboré sous Clément pour une nouvelle abside pour la basilique Sainte-Marie-Majeure se termine par un tollé public concernant son coût et la destruction des mosaïques antiques qu'il implique. Les deux derniers papes de son vivant, Clément X et Innocent XI, ne sont pas particulièrement proches ou bienveillants à son égard ; ils ne s'intéressent pas particulièrement au financement d'œuvres d'art et d'architecture, surtout compte tenu de l'état désastreux du trésor papal. L'Extase de la bienheureuse Ludovica Albertoni, une autre religieuse mystique, est la commande la plus importante du Bernin sous Clément X, exécutée entièrement par lui en seulement six mois en 1674. L'œuvre, qui rappelle l'Extase de sainte Thérèse, est située dans la chapelle dédiée à Ludovica Albertoni, remodelée sous sa supervision dans l'église San Francesco a Ripa dans le Trastevere, dont la façade a été conçue par son disciple Mattia de Rossi.

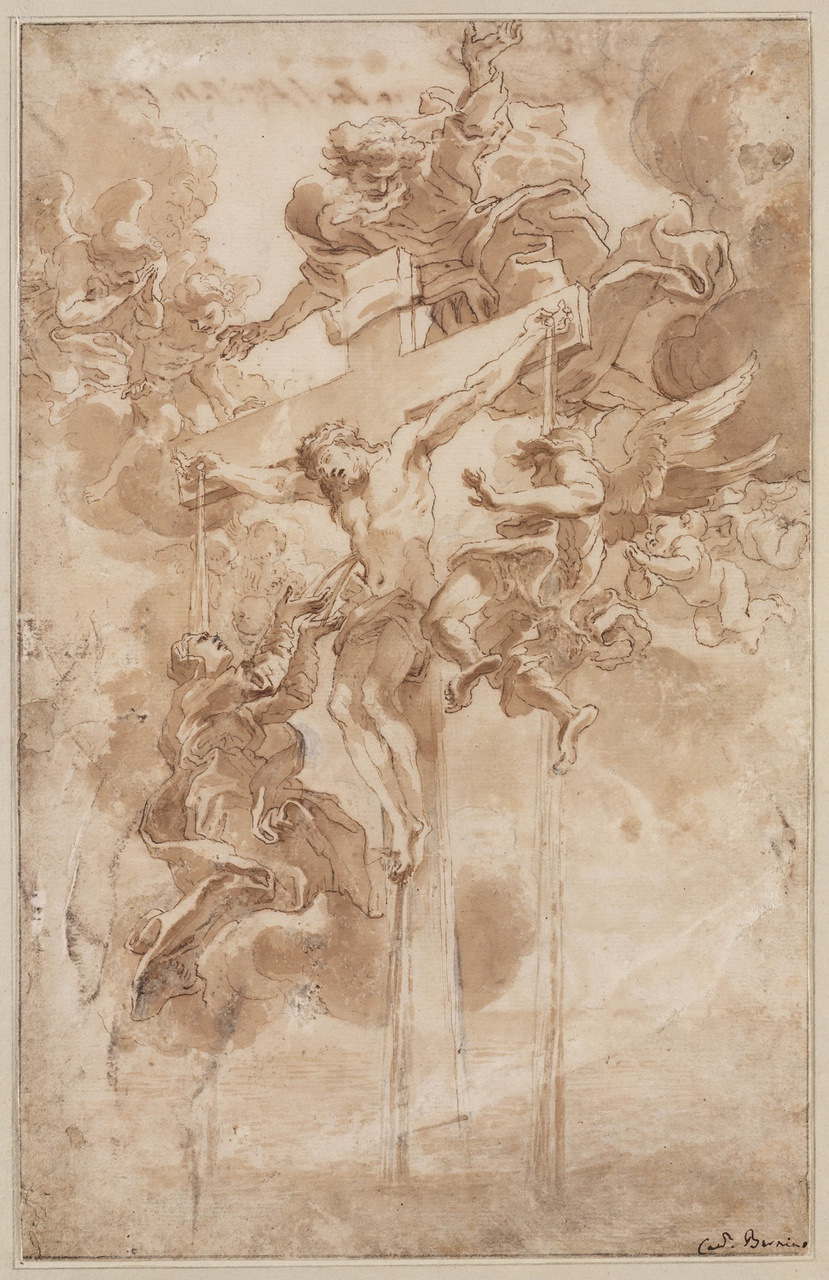
Sanguis Christi, 1670, musée Teyler.

Dans les dernières années de sa vie, Gian Lorenzo, qui est un fervent croyant, se consacre toujours plus aux exigences de l’esprit, avec un profond intérêt pour le problème du salut de l’âme après la mort terrestre. Il fréquente assidûment l’église du Gesù et les cercles qui gravitent autour, où la préparation à la bonne mort d’un catholique est objet de méditation et de prière. Certaines de ses dernières œuvres, comme le Sanguis Christi et le Salvator Mundi, qu'il a fait pour lui-même et qui l’ont accompagné au moment de sa mort, sont le fruit de ces réflexions sur l’aspect extrême de son existence.
Au cours de ses deux dernières années, Le Bernin sculpte également (supposément pour la reine de Suède Christine) le Buste du Sauveur (basilique Saint-Sébastien-hors-les-Murs, Rome) et supervise la restauration du palais de la Chancellerie, une commande directe du pape Innocent XI. Cette dernière commande est une confirmation de la réputation professionnelle continue du Bernin et de sa bonne santé mentale et physique, même dans un âge avancé, dans la mesure où le pape l'a choisi parmi un certain nombre de jeunes architectes talentueux, nombreux à Rome, pour cette mission prestigieuse et très difficile puisque, comme le souligne son fils Domenico, « la détérioration du palais avait progressé à un tel point que la menace de son effondrement imminent était tout à fait apparente. »
En 1680, la santé du Bernin, déjà déclinante, s’aggrave du fait d’une paralysie du bras droit ; il vit sa maladie de manière ironique et enjouée, reconnaissant qu’il est juste que sa main droite se repose après tant de travail. Peu de temps après l'achèvement de ce dernier projet, Le Bernin meurt dans sa maison le 28 novembre 1680, et est enterré, sans grands honneurs publiques, dans le caveau familial Bernini, avec ses parents, dans la basilique Sainte-Marie-Majeure. Sur la volonté de Gian Lorenzo lui-même, auteur de tant de tombes monumentales et scénographiées, sa sépulture est constituée d'une très modeste pierre tombale, simple et sans ornement, placée pour couvrir une marche du côté droit de l’autel principal. Bien qu'un monument funéraire élaboré ait été planifié (documenté par un seul croquis existant, vers 1670, par son disciple Ludovico Gimignani), il n'a jamais été construit. Le Bernin est demeuré sans reconnaissance publique de sa vie et de sa carrière à Rome jusqu'en 1898, date à laquelle, le jour anniversaire de sa naissance, une simple plaque et un petit buste sont apposés sur la façade de sa maison de la Via della Mercede, proclamant « Ici a vécu et est mort Gianlorenzo Bernini, un souverain de l'art, devant lequel se sont inclinés avec révérence les papes, les princes et une multitude de peuples. »

## Physique et caractère

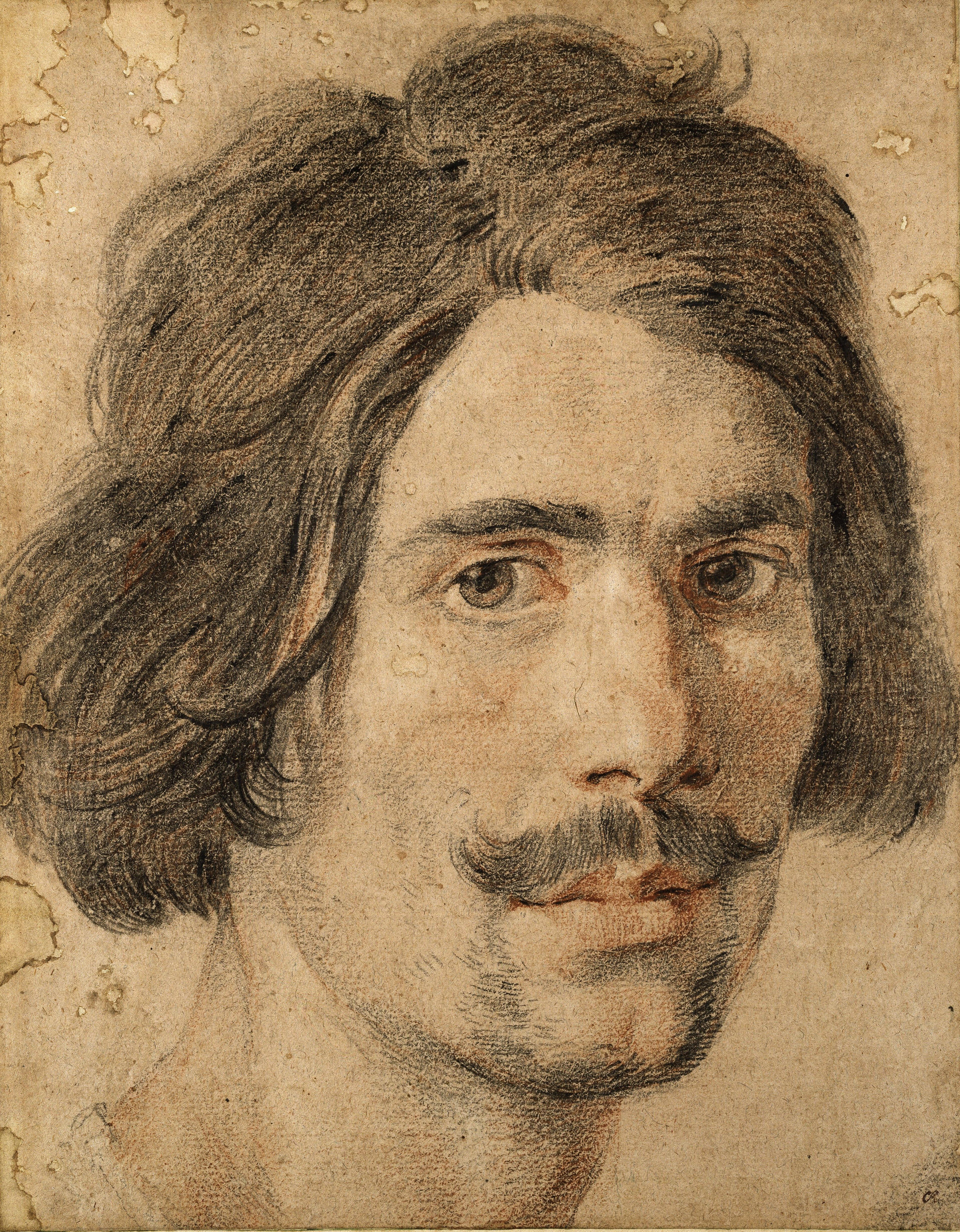
Autoportrait, vers 1625, Ashmolean Museum.

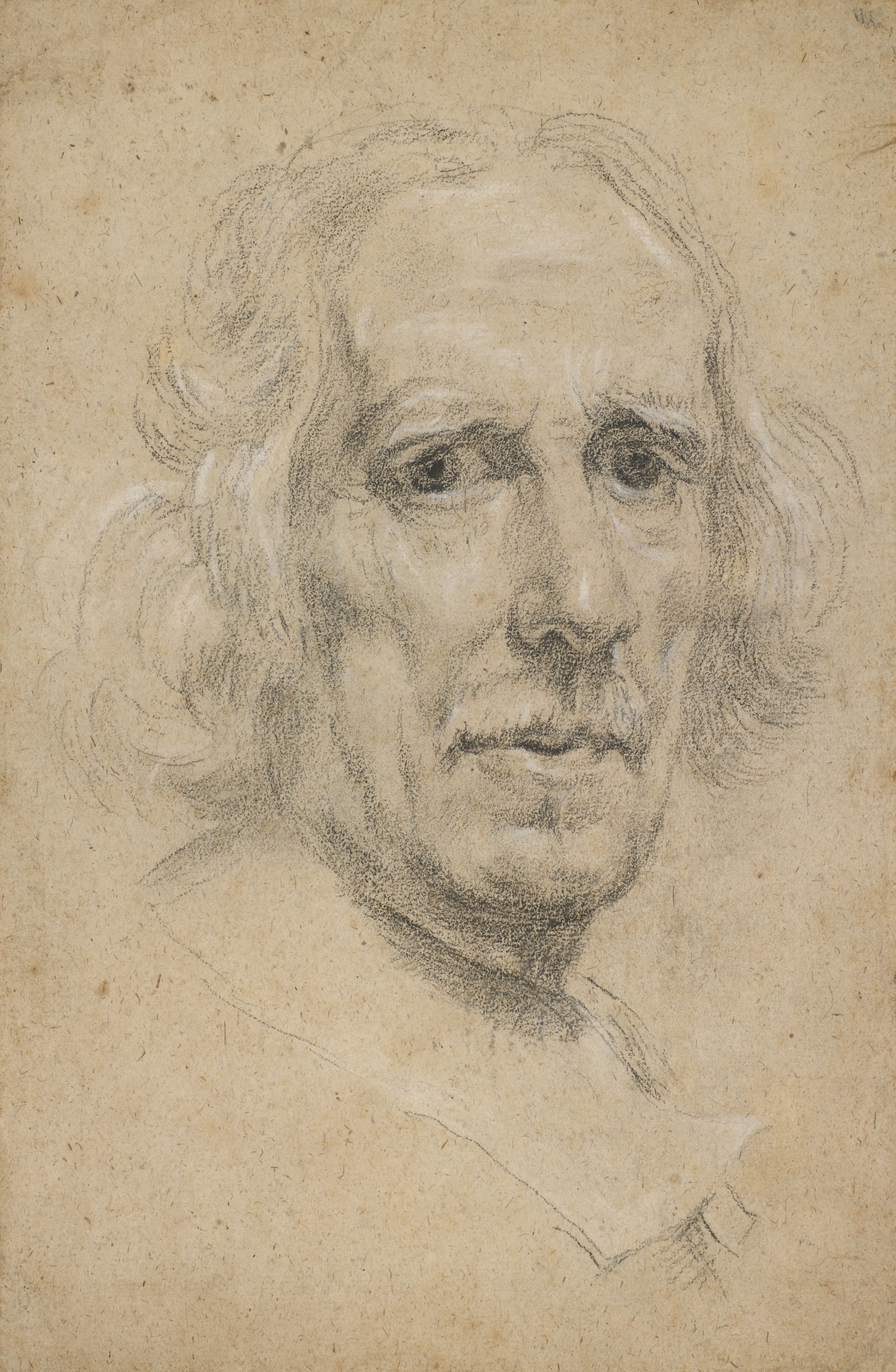
Autoportrait, vers 1675-1680, Royal Collection.

Paul Fréart de Chantelou fut le compagnon et l’interprète du Bernin pendant son séjour en France ; il vécut avec lui presque quotidiennement et enregistra les gestes, actions et pensées de l'artiste dans le Journal de voyage du Cavalier Bernin en France. Dans cette œuvre, Chantelou donne un portrait du Bernin très détaillé :

« Je vous dirai donc que le Chevalier Bernini est un homme de taille moyenne, mais bien proportionnée, plus mince que gros, avec un tempérament tout feu. Son visage ressemble à un aigle, surtout dans les yeux. Il a de très longs sourcils, le front large, un peu creux au centre et légèrement relevé au-dessus des yeux. Il est chauve et les cheveux qui lui restent sont crépus et complètement blancs. Comme il le dit, il a soixante-cinq ans. Cependant, pour cet âge, il est vigoureux et veut marcher à pied, comme s’il avait trente ou quarante ans. On peut dire que son tempérament est parmi les meilleurs que la nature ait jamais formé parce que, sans avoir étudié, il a presque tous les dons que le savoir peut donner à un homme ... en plus, il a une belle mémoire, une imagination rapide et vive [et] Un talent tout particulier pour exprimer les choses avec la parole, avec l’attitude du visage et avec le geste, et de les faire paraître aussi agréables que les plus grands peintres ont su le faire avec des pinceaux. »

— Bernardini, Fagiolo dell'Arco, 1999.
Du témoignage de Chantelou, mais aussi des multiples portraits, nous savons donc que Le Bernin était de taille moyenne, plutôt mince, brun et avec des cheveux noirs, devenus blancs et moins abondants avec la vieillesse ; ses sourcils étaient longs et épais, et son front large, « creux au centre et légèrement relevé au-dessus des yeux ».
Il avait un tempérament sanguin, avec une ardeur et un enthousiasme qui se transformaient souvent en coups de colère, comme l’a témoigné Domenico Bernini, qui décrivait son père comme « aigre de nature, ferme dans les opérations, ardent dans la colère». Selon l’historien de l’art du XVIIe siècle Francesco Milizia, Le Bernin était fougueux, irascible et au regard fier, mais aussi cordial, charitable et ennemi de la jalousie et de la médisance ; le poète Fulvio Testi exalte son intelligence brillante et vive, en le définissant comme un « homme à rendre les gens fous ».
Une inclination pour la plaisanterie est connue par un épisode public. Lors de la réalisation de la Fontaine des Quatre Fleuves, commence à se répandre la rumeur que l’œuvre ne supporterait pas le poids de l’obélisque et que sa chute peut intervenir à tout moment. Un jour, Le Bernin se rend sur place et avec un air très serein noue à l’obélisque de fins fils de laine qu’il a fixé avec un clou aux murs de certains bâtiments de la Piazza Navona, puis se réjouit d’avoir sécurisé la fontaine des critiques.[réf. nécessaire]

## Vie privée
En mai 1639, à l'âge de quarante et un ans, le Bernin épouse une Romaine de vingt-deux ans, Caterina Tezio, dans un mariage arrangé, sur ordre du pape Urbain. Ils ont onze enfants, dont leur plus jeune fils Domenico Bernini, qui sera plus tard le premier biographe de son père,.
Après son mariage, selon ses premiers biographes officiels, Le Bernin se tourne plus sincèrement vers la pratique de sa foi .
Son frère Luigi provoque une nouvelle fois un scandale dans sa famille en 1670 en violant une jeune assistante de l'atelier du Bernin sur le chantier de construction du Mémorial de Constantin dans la basilique Saint-Pierre.

### Résidences
Au cours de sa vie, Le Bernin a vécu dans différentes résidences à travers la ville. La principale d'entre elles est un palais juste en face de Santa Maria Maggiore, toujours existant, au 24 de la Via Liberiana, alors que son père est encore en vie ; après la mort de son père en 1629, il déménage le clan dans le quartier de Santa Marta, démoli depuis longtemps, derrière l'abside de la basilique Saint-Pierre, ce qui lui permet d'accéder plus facilement à la fonderie du Vatican et à son atelier, également sur le site du Vatican. En 1639, il achète une propriété à l'angle de la Via della Mercede et de la Via del Collegio di Propaganda Fide. Cela lui donne la distinction d'être l'un des deux seuls artistes (l'autre est Pierre de Cortone) à être propriétaire de sa propre grande résidence palatiale (mais pas somptueuse), dotée également de son propre approvisionnement en eau. Il rénove et agrandit le palais existant sur le site de la Via della Mercede, aux numéros actuels 11 et 12. Le bâtiment est parfois appelé « Palazzo Bernini », mais ce titre s'applique plus précisément à la maison ultérieure et plus grande de la famille Bernini sur la Via del Corso (Rome), dans laquelle ils ont déménagé au début du XIXe siècle, aujourd'hui connue sous le nom de Palazzo Manfroni-Bernini. Le Bernin vit au no 11 (largement remodelé au XIXe siècle), où se trouve son atelier, ainsi qu'une grande collection d'œuvres d'art, les siennes et celles d'autres artistes.

## Atelier
Au cours de sa carrière, Le Bernin développe des compétences considérables en matière d’organisation et de gestion, requises par le grand nombre de commandes qu’il reçoit et les caractéristiques particulières de ses travaux. Ses œuvres, en effet, intègrent sculpture, peinture et architecture, ce qui nécessite l’aide de collaborateurs et d'élèves, bien que très souvent les commandes exigent que l’œuvre soit autographe de l’artiste (« de sa propre main », concept assez aléatoire qui permet cependant aussi une simple supervision).
Le Bernin est assisté dans son travail par des aides et des élèves, dans un atelier qui n’a pas de personnel permanent : parmi les assistants, figurent certainement son père Pietro et son frère Luigi, à qui Gian Lorenzo délègue souvent l’exécution des parties les moins exigeantes de l’œuvre. Au-delà de ses parents, le cercle du Bernin compte aussi des sculpteurs comme Andrea Bolgi, Paolo Naldini, Giulio Cartari et Antonio Raggi, qui garantissent une coopération assez continue, ou des présences plus occasionnelles comme celle d'Ercole Ferrata.
Le rapport entre les différents collaborateurs de l’atelier du Bernin présente une particularité : il n’y a pas de subordination passive, comme dans plusieurs ateliers de l’époque ; au contraire les différents assistants, malgré la différence entre les personnalités, travaillent dans une telle harmonie et cohésion que souvent les mains individuelles ne sont reconnaissables qu’en analysant les données d’archives.

## Sculpture

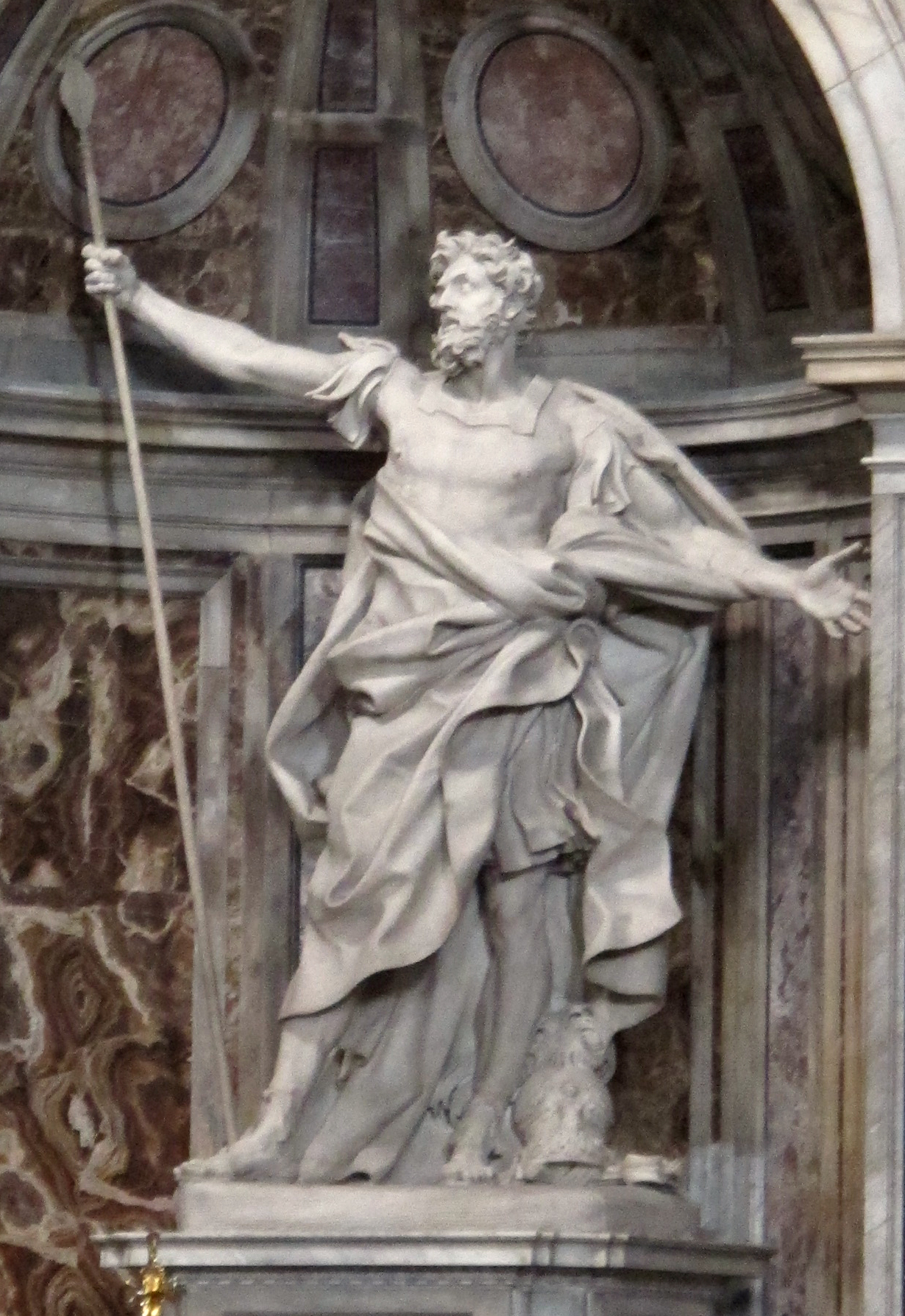
Saint Longinus, 1629-1638, basilique Saint-Pierre, Rome.

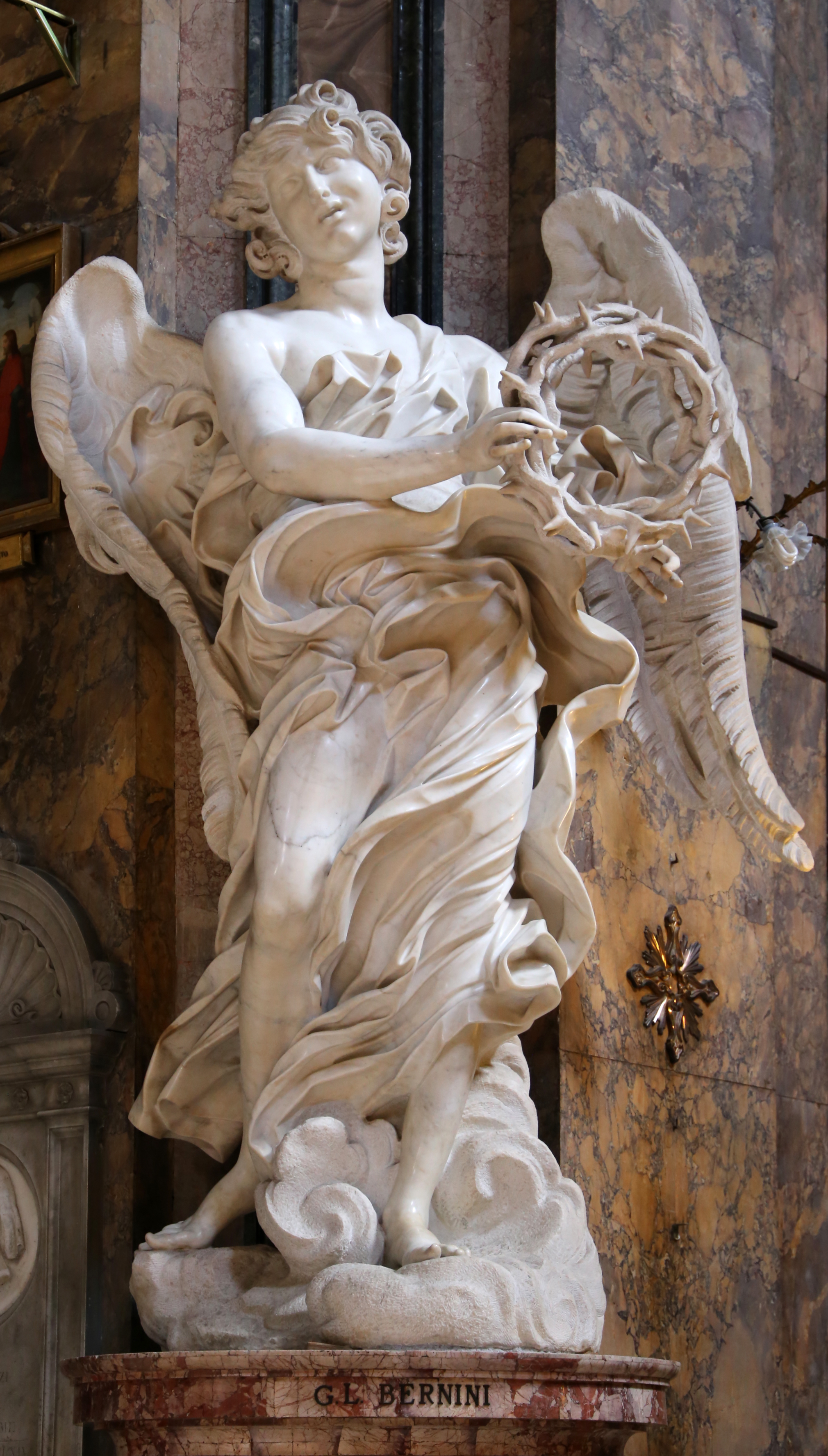
Ange à la couronne d'épines, 1668-1669, basilique Sant'Andrea delle Fratte.

Bien qu'il se soit révélé au cours de sa longue vie un uomo universale (un « homme universel ») véritablement accompli dans de nombreux domaines de la production artistique, à l'instar de Michel-Ange et de Léonard de Vinci avant lui, le Bernin est avant tout un sculpteur. Il a été formé dès sa plus tendre enfance à ce métier par son père lui-même sculpteur, Pietro. Le catalogue raisonné le plus récent et le plus complet de ses œuvres de sculpture, compilé par Maria Grazia Bernardini (Bernini : Catalogo delle sculture ; Turin : Allemandi, 2022, 2 vol.) comprend 143 entrées (sans compter celles dont l'attribution est controversée) : elles couvrent toute la vie productive du Bernin, la première œuvre attribuée avec certitude datant de 1610-1612, le buste en marbre de l'évêque Giovanni Battista Santoni, pour son monument funéraire dans la basilique Sainte-Praxède de Rome, et la dernière de 1679, le buste en marbre du Salvator Mundi, dans la basilique Saint-Sébastien-hors-les-Murs de Rome.
Ces nombreuses œuvres varient en taille, depuis de petites pièces de jardin de ses premières années (par exemple, le Garçon avec un dragon, 1617, J. Paul Getty Museum, Los Angeles) jusqu'à des œuvres colossales telles que le Saint Longinus (1629-1638, basilique Saint-Pierre, Rome). La majorité de ses œuvres sont en marbre, d'autres étant en bronze (notamment ses divers bustes de portraits papaux, et les statues monumentales ornant son baldaquin (1624-1633) et sa chaire de saint Pierre (1656-1666) dans la basilique Saint-Pierre). Dans presque tous les cas, Le Bernin a d'abord produit de nombreux modèles en argile en préparation du produit final ; ces modèles sont aujourd'hui considérés comme des œuvres d'art à part entière, même si, malheureusement, seul un pourcentage infime a survécu de ce qui devait être un grand nombre.
Le sous-groupe le plus important de sa production sculpturale est représenté par ses bustes (autonomes ou incorporés dans des monuments funéraires plus grands), principalement de ses mécènes papaux ou d'autres personnages ecclésiastiques, ainsi que de ces quelques potentats laïcs qui pouvaient se permettre la dépense extraordinaire de commander un portrait au Bernin (par exemple, le Buste de Louis XIV, 1665, château de Versailles). Ses œuvres religieuses – statues de personnages bibliques, d'anges, de saints de l'Église, du Christ crucifié, etc. – et ses figures mythologiques, soit autonomes (comme ses premiers chefs-d'œuvre à la Galerie Borghèse, à Rome), soit servant d'ornements dans ses conceptions complexes de fontaines (comme la Fontaine des Quatre Fleuves, 1647-51, Piazza Navona, Rome) constituent d'autres de ses grands groupes.
La vaste production sculpturale du Bernin peut également être classée en fonction du degré auquel Le Bernin lui-même a contribué à la fois à la conception et à l'exécution du produit final : à savoir, certaines œuvres sont entièrement de sa propre conception et de son exécution ; d'autres, de sa conception et d'une exécution partielle mais toujours substantielle ; tandis que d'autres sont de sa conception mais avec peu ou pas d'exécution réelle par Le Bernin (comme la Vierge à l'Enfant, église Saint-Joseph-des-Carmes, Paris). Une autre catégorie contient les œuvres commandées au Bernin et entièrement attribuées à son atelier, mais qui ne sont ni de sa conception ni de son exécution directes, seulement de son inspiration stylistique caractéristique (comme plusieurs des anges du pont Saint-Ange rénovés par l'artiste, et tous les saints au sommet des deux bras du portique de la place Saint-Pierre). En général, plus la commande est prestigieuse et plus elle intervient tôt dans sa carrière, plus le rôle du Bernin est important, tant dans la conception que dans l'exécution, bien qu'il existe des exceptions notables à ces deux règles générales.
Les sculptures de Gian Lorenzo Bernini sont caractérisées par une dynamique exaltée (au moment où il a surpris et fixé le mouvement des formes), par une virtuosité technique puissante, par une exubérance expressive plus forte que tout, par une représentation psychologique vigoureuse et une théâtralité scénographique.

### Technique
Avant d’exécuter une œuvre, Le Bernin formulait son projet en réalisant des croquis et des notes rapides ou en modelant de petites maquettes en argile, un moyen de conception certainement plus proche de son tempérament. L’argile était manipulée avec une attelle dentelée en os de 30 à 45 centimètres de haut ; ensuite, le modèle était mesuré avec une échelle calibrée située au dos en seize parties. Les dimensions du croquis étaient ensuite rapportées en proportion sur le bloc à sculpter par le tracé de grilles quadrillées sur les quatre côtés de ce dernier : selon une observation d’Orfeo Boselli, auteur de quelques Osservazioni sulla scoltura antica, « le modèle ainsi ajusté est comme un tableau à damier pour bien le copier, comme l’utilisent les peintres dans les originaux de valeur ». Cette méthode, observe Boselli, présente cependant un défaut, puisque les grandeurs très réduites du croquis créent une « certaine difficulté à les transporter du petit modèle dans le marbre quand, par accident, la pierre provenant de la carrière est trop juste, que chaque coup excessif est fatal ».
Une fois la modélisation terminée, Le Bernin grattait les surfaces à l’aide de râpes et de chaux, puis les ponçait avec des abrasifs de diverses natures (comme la pierre ponce) et enfin les polissait avec du tripoli, une poudre de roche siliceuse utilisée à cet effet, et de la paille brûlée. Généralement le marbre utilisé était celui de la carrière de marbre de Carrare de Polvaccio, considéré au XVIIe siècle comme le meilleur. Le Bernin attaquait le bloc de pierre dans toutes les directions, tout en conservant la vision d'ensemble du projet. Tous les éléments décoratifs étaient ainsi rendus magistralement, avec une attention particulière aux incarnations, polis à la perfection.
Parmi les outils utilisés par le Bernin, on peut citer l'ognette, un ciseau dont le tranchant est très étroit, utilisée pour mortaiser le bloc, la gradine, le burin, la cisaille, la râpe, l’ongle, le vilebrequin et les abrasifs, avec un procédé opérationnel qui n’admettait pas la possibilité de repenser l’œuvre en cours ou d'envisager des ajustements ultérieurs ; il est exclu que Le Bernin ait utilisé des enduits à la fin pour rendre les surfaces encore plus lisses, comme le confirment les analyses de ses sculptures.

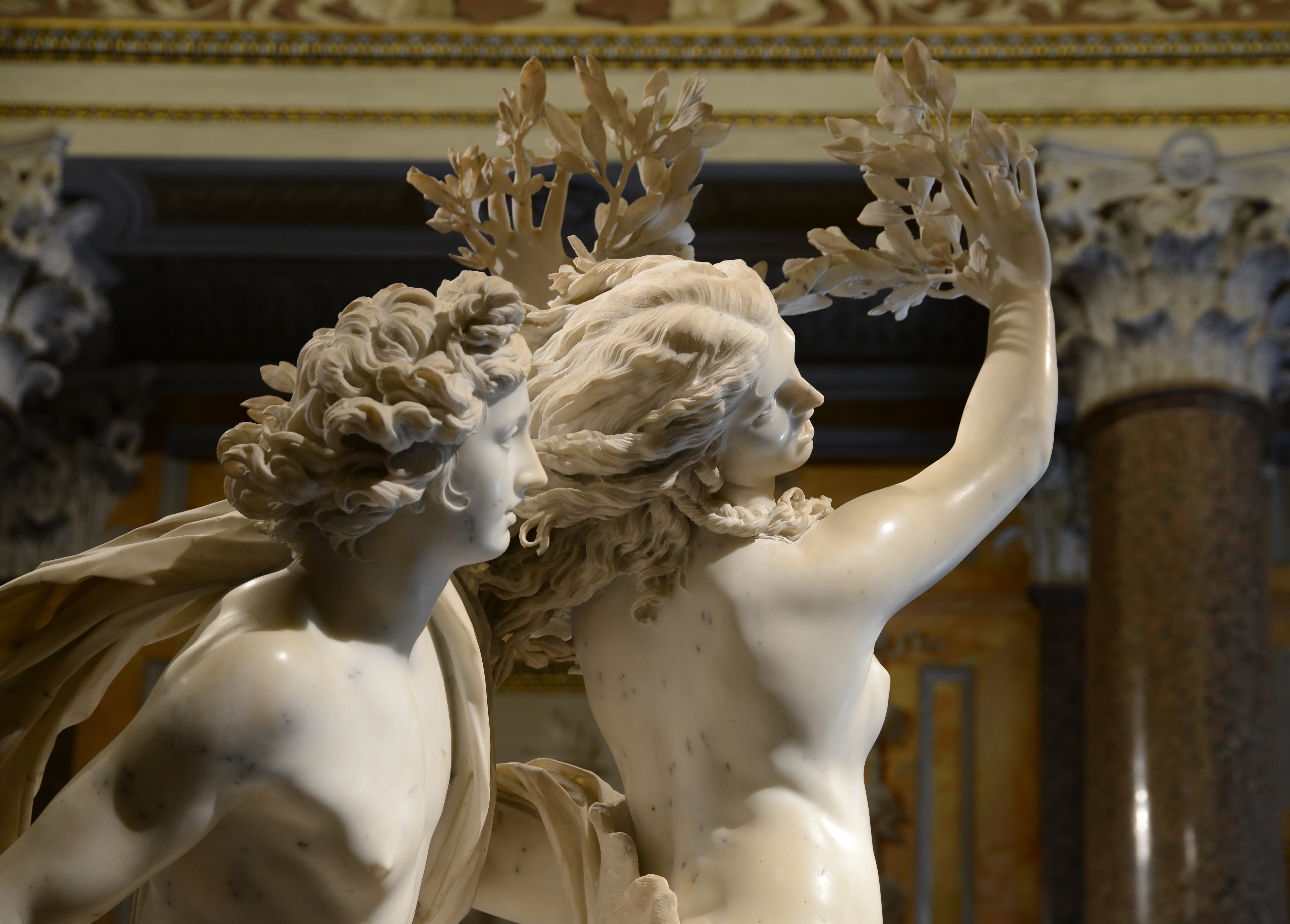
Détail d'Apollon et Daphné.
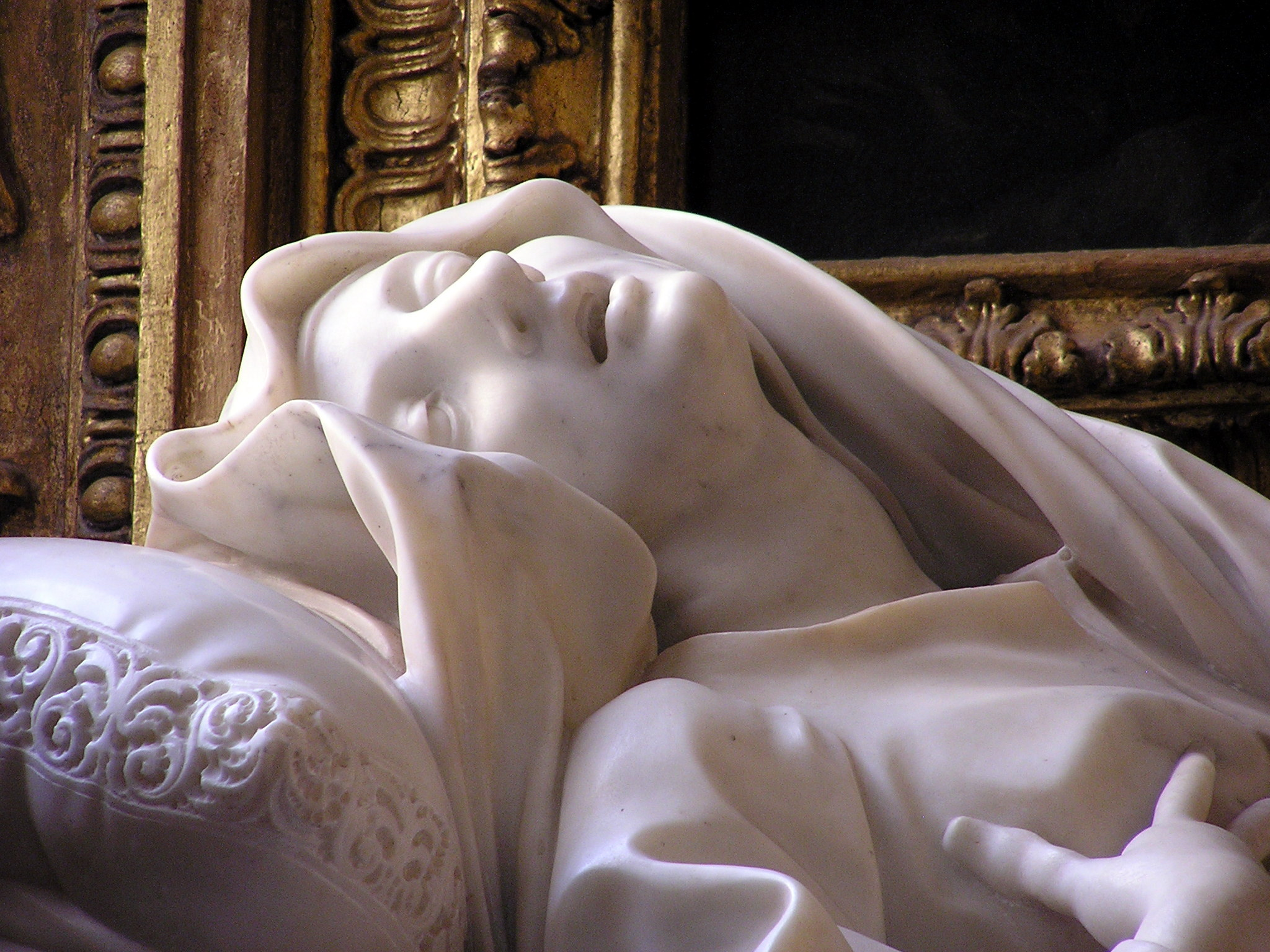
Détail de l'Extase de la bienheureuse Ludovica Albertoni.

## Architecture

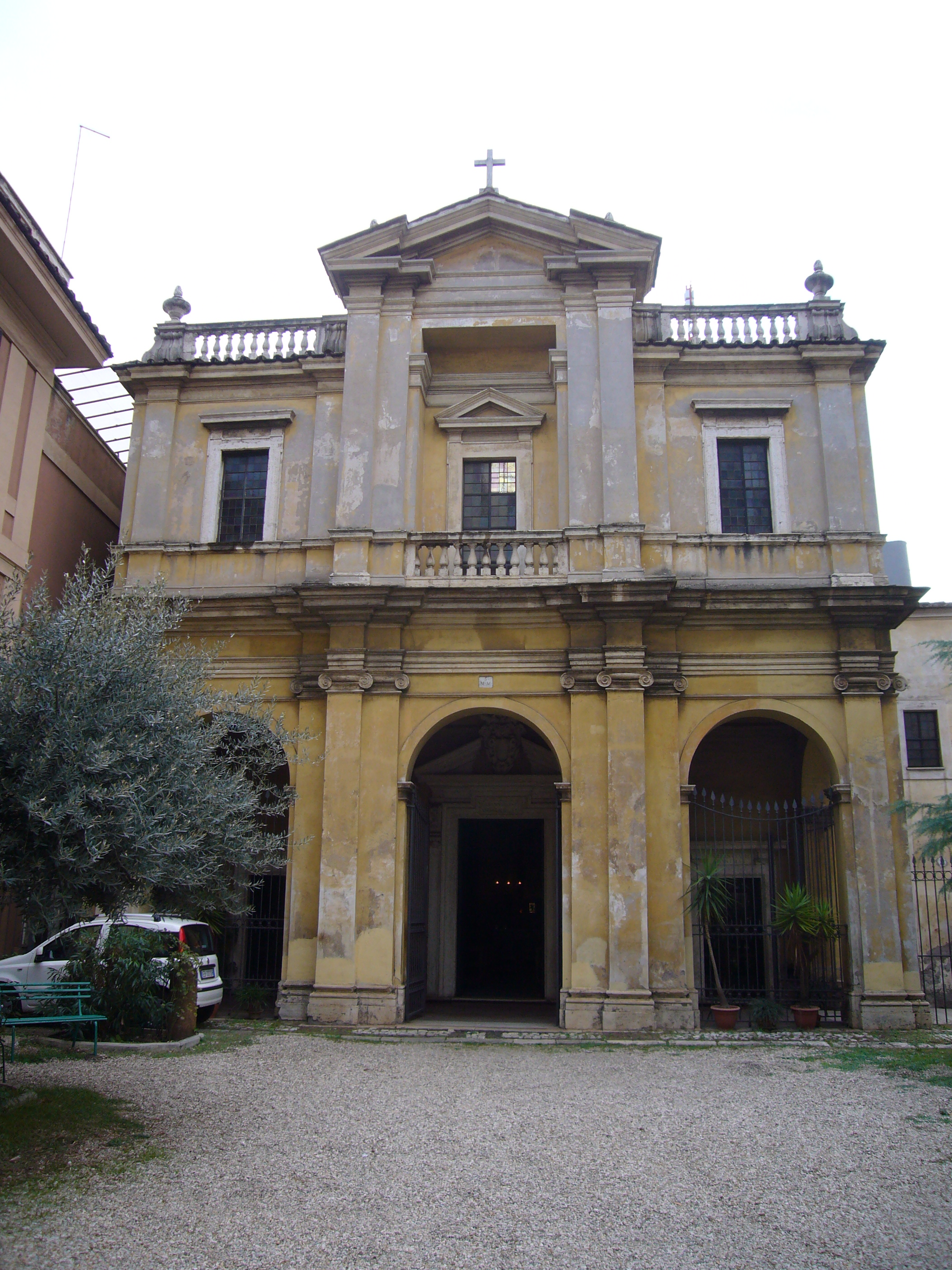
Façade de l'église Santa Bibiana.

Bien que sa formation professionnelle formelle soit celle de sculpteur et que son entrée dans le domaine de l'architecture ne soit pas de sa propre volonté mais de celle du pape Urbain VIII, Le Bernin atteint à la fin de sa vie ce qui s'est avéré être son statut durable comme l'un des architectes les plus influents de l'Europe du XVIIe siècle. Il est certainement l’un des plus prolifiques au cours des nombreuses décennies de sa longue et active vie. Malgré le fait qu'il quitte rarement la ville de Rome et que toutes ses œuvres d'architecture sont confinées aux limites de la capitale papale ou aux villes voisines, l'influence du Bernin est bel et bien européenne, cela grâce aux nombreuses gravures qui diffusent ses idées à travers le continent et aux nombreux étudiants en architecture non italiens, qui font de longs séjours à Rome, venant de tous les coins de l'Europe pour étudier et s'inspirer des maîtres anciens et modernes, parmi lesquels Le Bernin.
Ses œuvres architecturales comprennent des édifices sacrés et profanes et, parfois, leurs environnements urbains et leurs intérieurs. Il a apporté des modifications aux bâtiments existants et conçu de nouvelles constructions. Parmi ses œuvres les plus connues figurent la place Saint-Pierre (1656-1667), la place et les colonnades devant la basilique Saint-Pierre et la décoration intérieure de la basilique. Parmi ses œuvres profanes figurent un certain nombre de palais romains : après la mort de Carlo Maderno, il reprend la supervision des travaux de construction du palais Barberini à partir de 1630, sur lesquels il travaille avec Francesco Borromini, du Palazzo Ludovisi (aujourd'hui palais Montecitorio], commencé en 1650) et du Palazzo Chigi (aujourd'hui palais Chigi-Odescalchi, commencé en 1664).

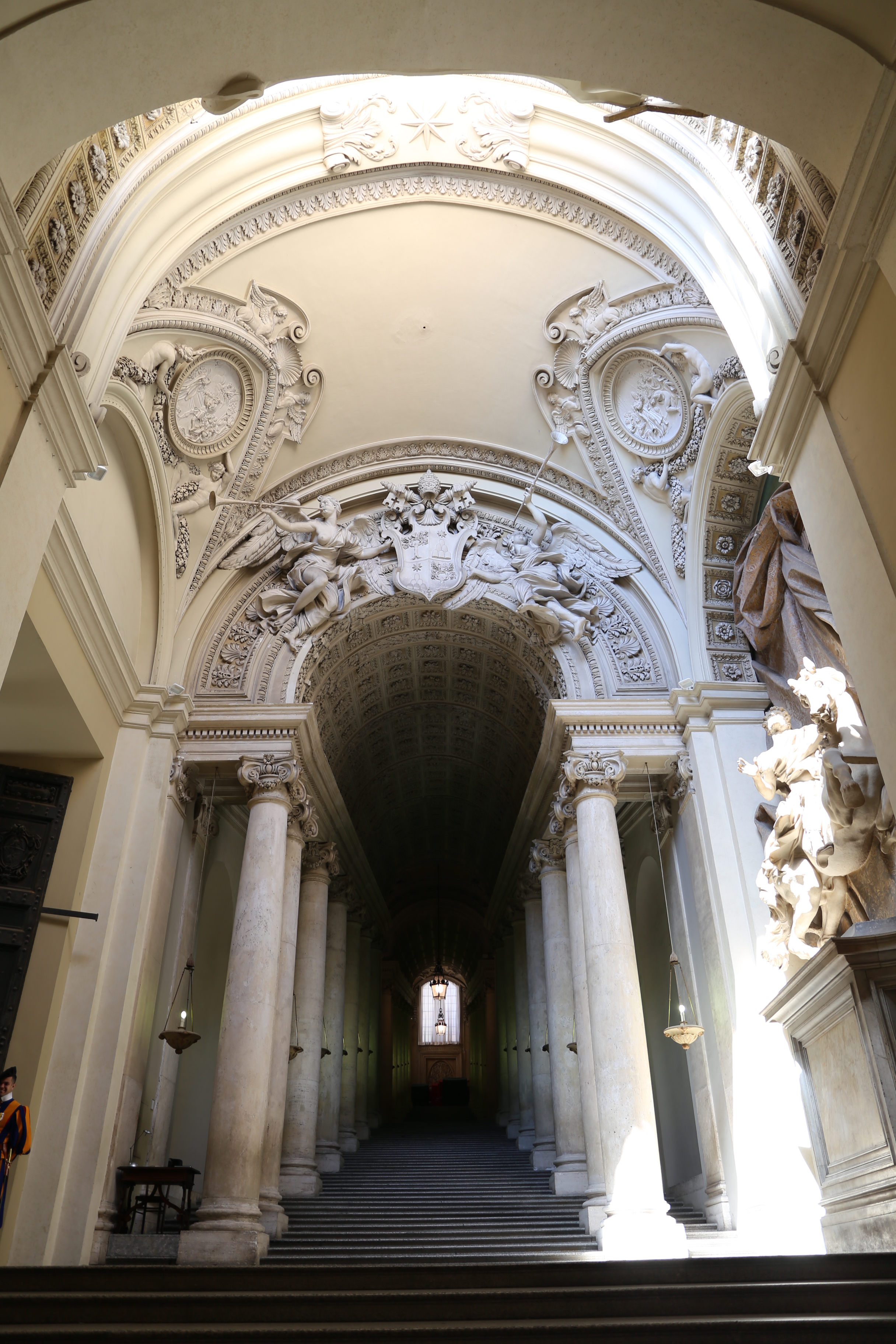
Scala regia, palais du Vatican.

La création de la nouvelle façade et la rénovation de l'intérieur de l'église Santa Bibiana (1624-1626) et du Baldaquin de Saint-Pierre (1624-1633), le baldaquin à colonnes de bronze au-dessus du maître-autel de la basilique Saint-Pierre constituent ses premiers projets architecturaux. En 1629, avant que le baldaquin ne soit terminé, Urbain VIII le charge de tous les travaux d'architecture en cours dans la basilique, lui conférant le titre officiel d'« architecte de Saint-Pierre ». Cependant, Le Bernin tombe en disgrâce sous le pontificat d'Innocent X Pamphili en raison de l'animosité déjà mentionnée de ce pape envers les Barberini (et donc envers leurs clients, dont Le Bernin) et de l'échec décrit ci-dessus des clochers conçus et construits par Le Bernin pour la basilique Saint-Pierre. Jamais complètement privé de mécénat durant les années Pamphili et ne perdant jamais son statut d'« architecte de Saint-Pierre », il retrouve après la mort d'Innocent en 1655, un rôle majeur dans la décoration de la basilique avec le pape Alexandre VII Chigi, ce qui l'amène à concevoir la place et la colonnade devant la basilique Saint-Pierre. Parmi les autres œuvres importantes du Bernin au Vatican, figurent la Scala Regia (1663-1666), le grand escalier monumental à l'entrée du palais, et la Chaire de Saint-Pierre, dans l'abside de la basilique, ainsi que la chapelle du Saint-Sacrement dans la nef.
Le Bernin construit peu d'églises ex novo ; ses efforts se concentrent plutôt sur des structures préexistantes, comme l'église restaurée de Santa Bibiana et, en particulier, la basilique Saint-Pierre. Il assure trois commandes pour de nouvelles églises à Rome et dans les petites villes voisines. La plus connue est la petite, mais richement ornée, église ovale de Sant'Andrea al Quirinale, réalisée (à partir de 1658) pour le noviciat des jésuites, représentant l'une des rares œuvres de sa main dont le fils du Bernin, Domenico, rapporte que son père était vraiment très satisfait. Le Bernin conçoit également les églises de Castel Gandolfo (San Tommaso da Villanova, 1658-1661) et d'Ariccia (collégiale Santa Maria Assunta, 1662-1664), et est responsable de la rénovation du sanctuaire de Santa Maria di Galloro à Ariccia, le dotant d'une nouvelle façade majestueuse.
Lorsque Le Bernin est invité à Paris en 1665 pour préparer des travaux pour Louis XIV, il présente des plans pour la façade est du palais du Louvre, mais ses projets sont finalement rejetés en faveur des propositions plus sobres et classiques d'un comité composé de trois Français : Louis Le Vau, Charles Le Brun et le médecin et architecte amateur Claude Perrault, signalant le déclin de l'influence de l'hégémonie artistique italienne en France. Les projets du Bernin s'inscrivent essentiellement dans la tradition urbanistique baroque italienne qui consiste à intégrer les bâtiments publics à leur environnement, conduisant souvent à une expression architecturale innovante dans des espaces urbains comme les places. Cependant, à cette époque, la monarchie absolutiste française préfère la sévérité monumentale et classique de la façade du Louvre, sans doute avec l'avantage politique supplémentaire qu'elle a été conçue par des Français. La version finale inclut cependant la caractéristique du Bernin : un toit plat derrière une balustrade palladienne.

### Style

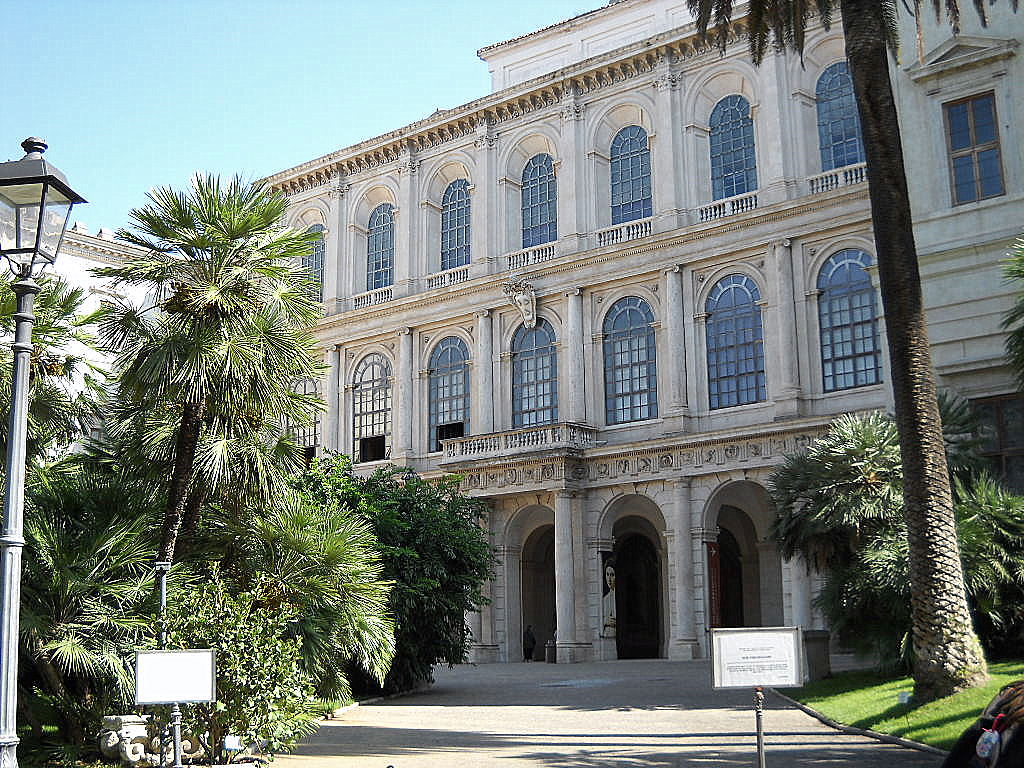
Façade du palais Barberini.

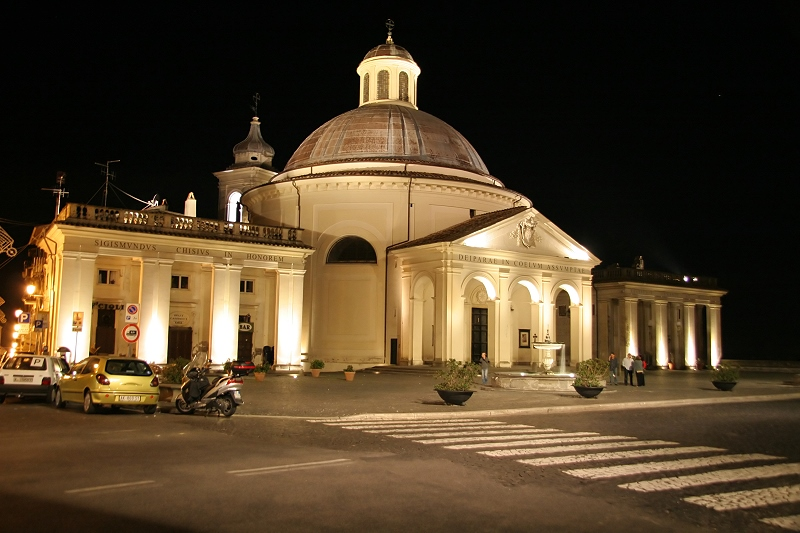
Collégiale de Santa Maria Assunta à Ariccia.

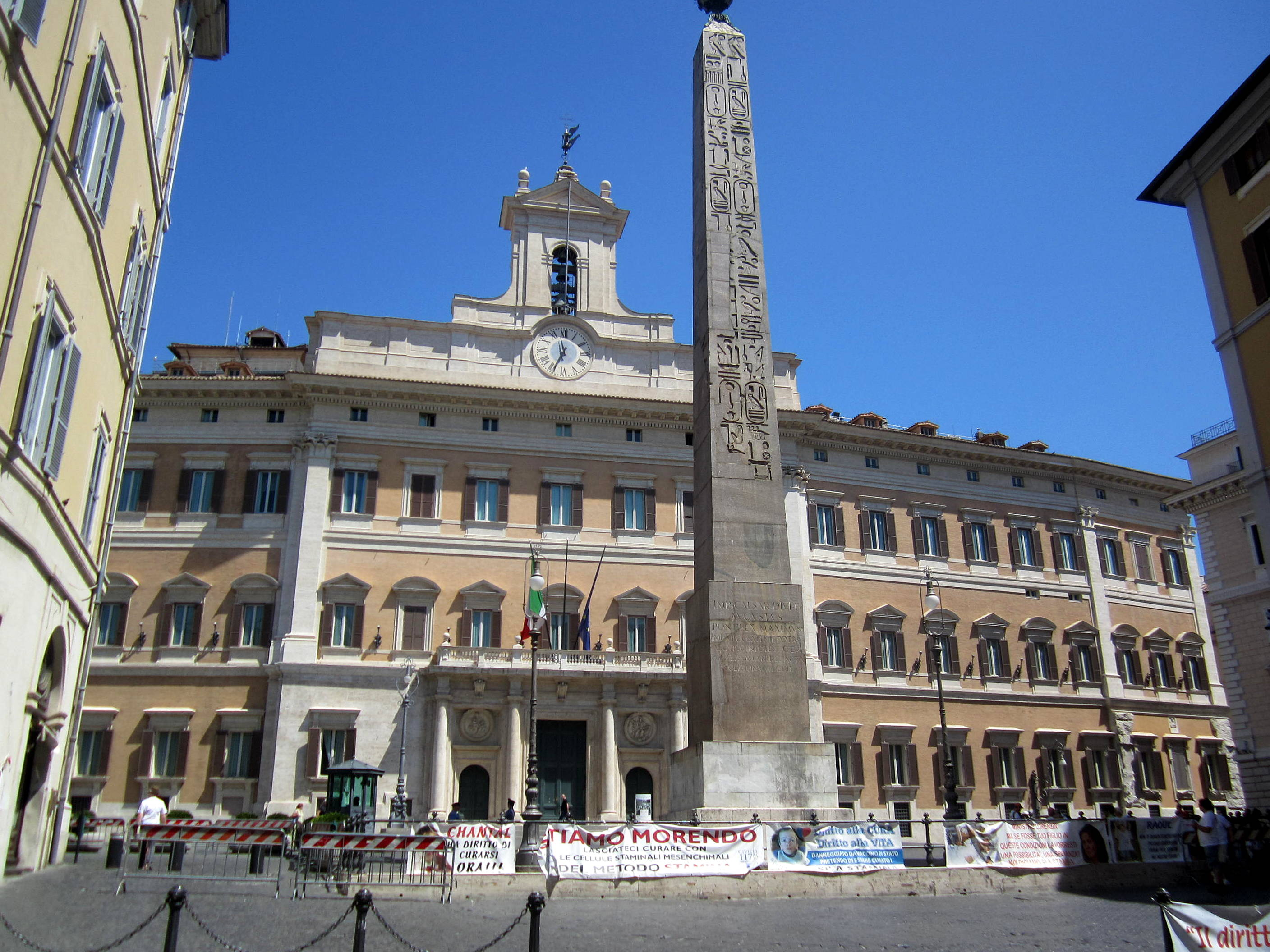
Palais Montecitorio.

Le Bernin a été marqué par l’influence de Michel-Ange, créateur d’une architecture plastique et clair-obscur, ainsi que par les bâtiments subsistant de la Rome impériale, qui ont permis de couvrir de grands espaces en utilisant des surfaces courbes (en contraste avec les lignes droites des vestiges grecs). Il mélange ensuite ces deux influences avec sa veine inventive inépuisable, donnant à ses architectures un sens nouveau et original par leur décoration.
Dans ses réalisations, Le Bernin souligne les masses, en les étudiant de manière à ce qu’elles aient une harmonie visuelle et structurelle, jouant avec la perspective et la couleur, employant la force plastique du clair-obscur et fondant harmonieusement les structures et les éléments architecturaux de ses créations. Il ne manque pas, en outre, de donner un effet théâtral et scénographique à l’ensemble, en fusionnant dans une seule spatialité la rigueur physique de l’architecture avec la préciosité picturale, la virtuosité des sculptures et la fantaisie débridée du décorateur qu'il est.
Le Bernin applique sa conception de l’architecture dans nombre de ses créations. En excluant le baldaquin de Saint-Pierre, œuvre plus sculpturale qu’architecturale, déjà dans le Palais Propaganda Fide, il fait preuve de son goût pour une architecture conçue plastiquement pour les masses et fortement clair-obscur. Le palais Barberini, en revanche, dénote une orientation plus marquée vers la classicité, au point qu'il y reprend la superposition des trois ordres des arcades du Colisée et du théâtre de Marcellus, ajoutant les artifices de la perspective dans les fenêtres de l'étage supérieur. Quand il conçoit les deux clochers de Saint-Pierre, il se préoccupe d’accroitre par la dynamique la sensation d’élévation verticale, affligé par l’horizontalité et la compacité de la façade. Au contraire, dans la chapelle Cornaro de l'église Santa Maria della Vittoria de Rome, il donne à l’ensemble une caractère précieux dans la décoration et la scénographie en utilisant des surfaces curvilignes, en cassant les tympans et en créant un clair-obscur accentué significativement par la couleur des marbres.
Arrivé après les cinquante ans à une pleine maturité architecturale, il s’en tient de plus en plus volontiers aux schémas classiques purs, tout en les interprétant avec une certaine liberté. Dans le palais Montecitorio, par exemple, il brise l’horizontalité monotone et la compacité de la façade en le divisant en cinq travées, avec des réminiscences classiques qui se ressentent aussi dans le soubassement élevé. Il revient à la conception classique dans la colonnade de la place Saint-Pierre, qui fait écho aux portiques courbes des forums impériaux, mais revisités avec l’ajout tout berninien des statues et de l’effet des perspectives illusoires. Ces dernières, en particulier, sont reprises dans la Scala Regia au Vatican, de manière à amplifier aux yeux de l’observateur la longueur du parcours.
En ce qui concerne les églises, Le Bernin emprunte aux Romains une disposition concentrique afin d’augmenter l’effet visuel des environnements liturgiques, créant un sentiment de plus grand souffle. Il expérimente également le plan ovale dans l'[église Sant'Andrea al Quirinale, la rotonde dans la collégiale de Santa Maria Assunta à Ariccia et le plan en croix grecque à Castel Gandolfo. Le Panthéon, en particulier, lieu qu’il eut l’occasion de connaître et d’apprécier en travaillant au service d’Urbain VIIIUrbain VIII, exerce sur lui une influence forte et durable. L’esprit du Panthéon, en effet, revit dans la partition intérieure et le chœur de Sant’Andrea, dans le dôme, les arches et le pronaos à Ariccia, et dans le dôme de Castel Gandolfo. Au souvenir du Panthéon, il associe la théâtralité des décorations baroques et transforme le plan circulaire en ovale, tout en conservant les schémas classiques.

## Fontaines
Bernin est fidèle au décoratif du baroque qui aime le plaisir esthétique et le ravissement émotionnel procuré par la vue et le son de l'eau en mouvement ; ses fontaines romaines figurent parmi ses créations les plus remarquables et les plus saluées, qui sont à la fois des œuvres publiques utilitaires et des monuments personnels à leurs mécènes, papaux ou autres. Sa première fontaine, la fontaine Barcaccia, commandée en 1627 et terminée en 1629, au pied de l'escalier de la Piazza di Spagna, lui permet de surmonter astucieusement un défi auquel il doit faire face dans plusieurs autres commandes de fontaines, la faible pression de l'eau dans de nombreuses parties de Rome (les fontaines romaines étaient toutes actionnées par la seule gravité), créant un bateau plat et bas, lui permettant de tirer le meilleur parti de la petite quantité d'eau disponible. Un autre exemple est la fontaine de la « Femme se séchant les cheveux », démontée depuis longtemps, qu'il a créée pour la villa Barberini ai Bastioni, aujourd'hui disparue, au bord de la colline du Janicule, surplombant la basilique Saint-Pierre.
Parmi ses autres fontaines figurent la fontaine du Triton (Rome) sur la Piazza Barberini (célébrée dans Fontane di Roma d'Ottorino Respighi) et la fontaine des Abeilles, située à proximité. La fontaine des Quatre Fleuves sur la Piazza Navona est un chef-d'œuvre et une allégorie politique dans laquelle il a de nouveau surmonté avec brio le problème de la faible pression de l'eau de la place, créant l'illusion d'une abondance d'eau qui en réalité n'existe pas. Une anecdote souvent répétée, mais fausse, raconte qu'un des dieux fluviaux du Bernin détourne son regard en désapprobation de la façade de l'église Sant'Agnese in Agone, conçue par son talentueux rival Francesco Borromini, ce qui est impossible car la fontaine a été construite plusieurs années avant l'achèvement de la façade de l'église. Le Bernin a également conçu la statue du Maure de la fontaine du Maure sur la Piazza Navona (1653).

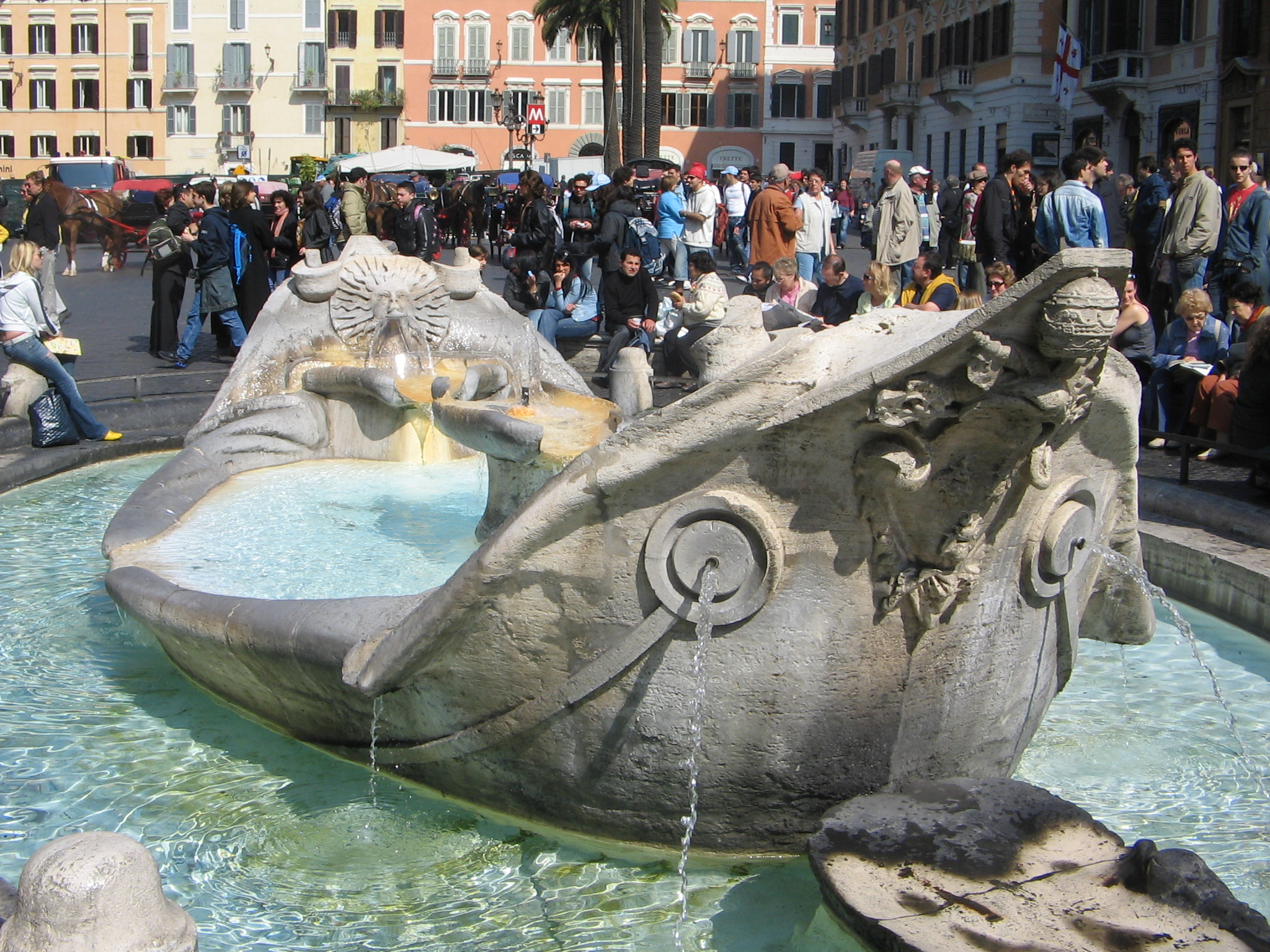
Fontaine de la Barcaccia.
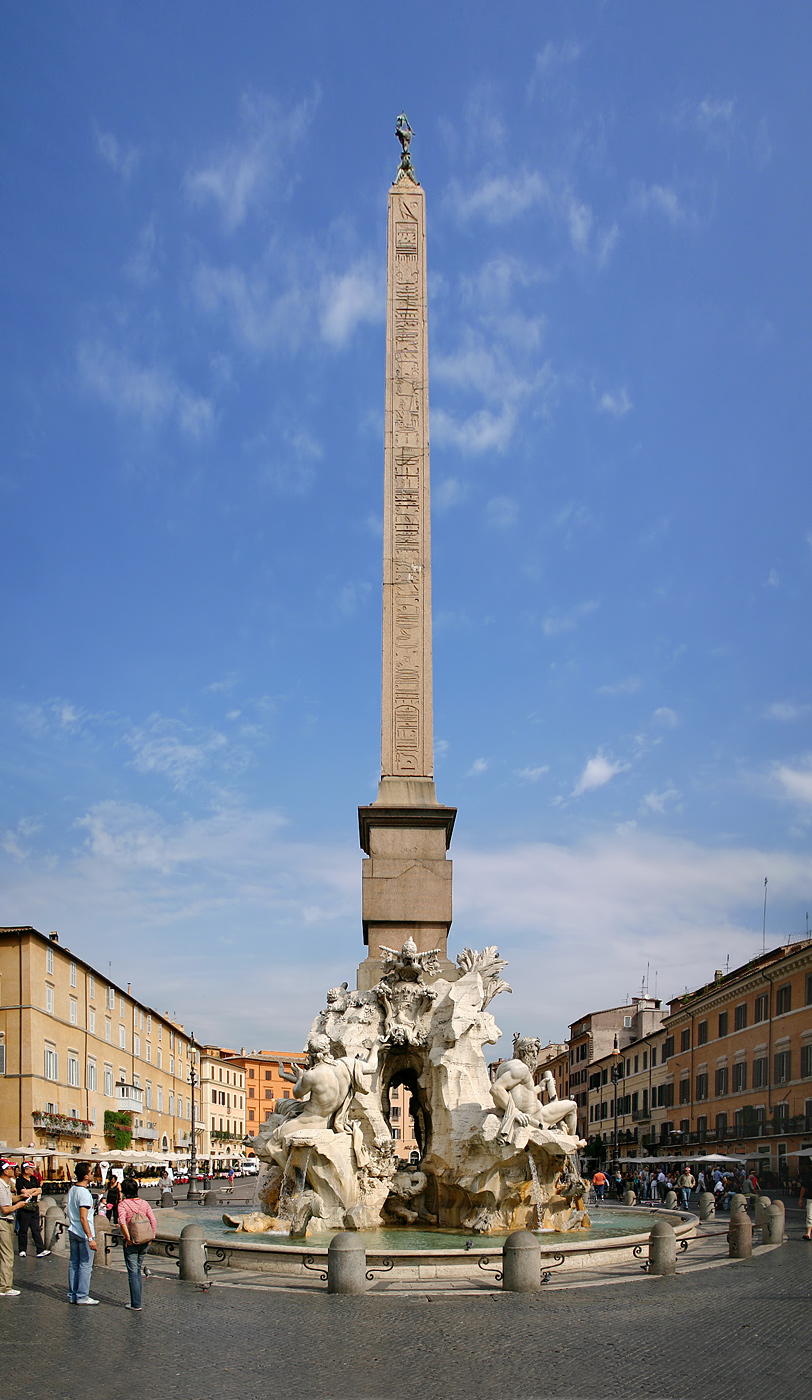
Fontaine des Quatre-Fleuves.

## Monuments funéraires
La réalisation de monuments funéraires constitue une autre catégorie majeure de l'activité du Bernin, un genre sur lequel son nouveau style distinctif exerça une influence décisive et durable. Dans cette catégorie figurent ses tombeaux pour les papes Urbain VIII et Alexandre VII (tous deux dans la basilique Saint-Pierre), le cardinal Domenico Pimentel (basilique de la Minerve, Rome, projet uniquement) et Mathilde de Canossa (basilique Saint-Pierre). Le mémorial funéraire, dont il a exécuté plusieurs exemplaires (dont celui, notamment, de Maria Raggi (basilique de la Minerve, Rome), est également d'un style très novateur et d'une influence durable,.

## Commandes mineures

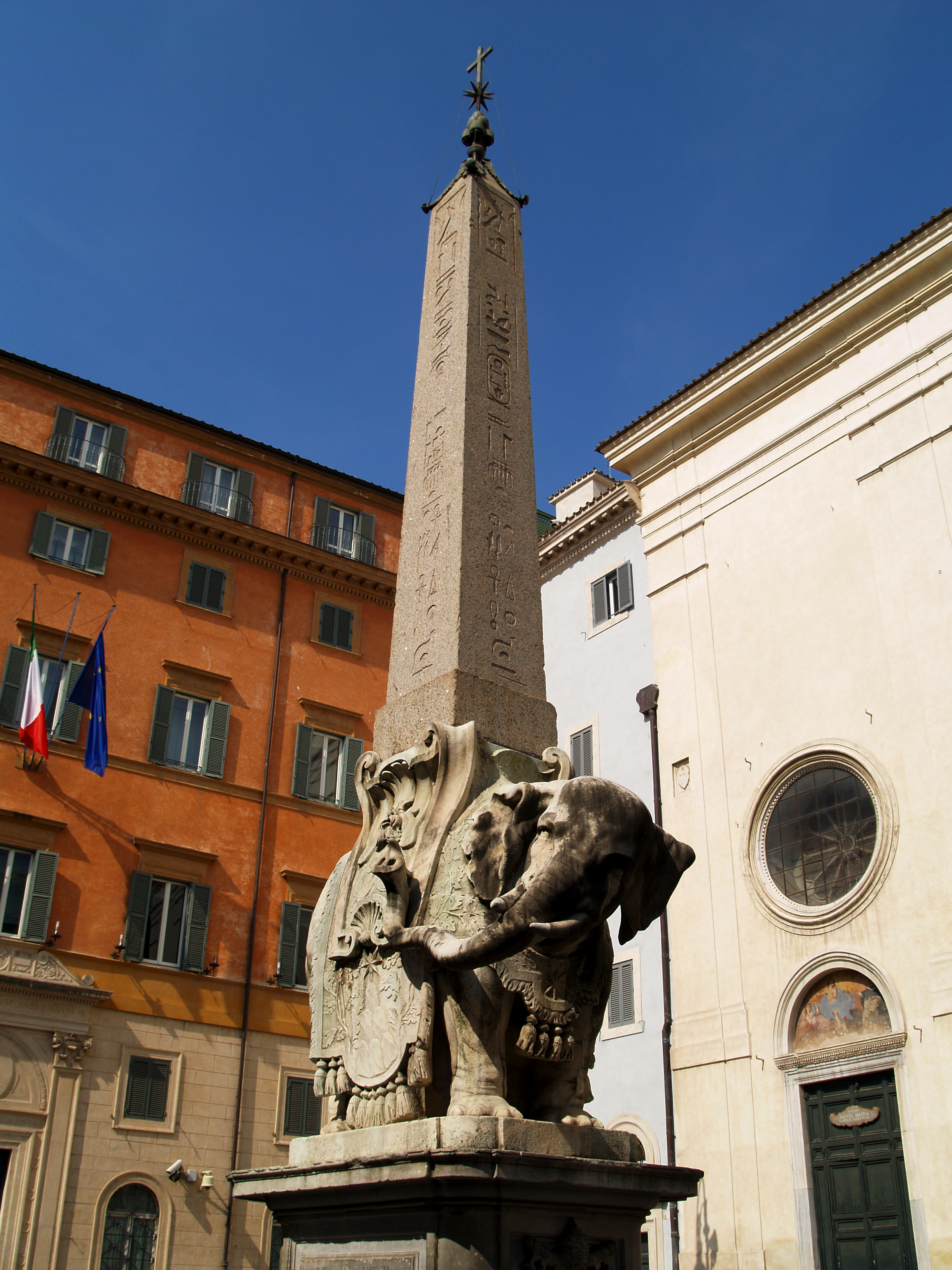
Obélisque et éléphant de la place de la Minerve.

Parmi ses commandes mineures, bien que non mentionnées par aucun de ses premiers biographes, Baldinucci ou Domenico Bernini, l' Éléphant et l'Obélisque est une sculpture située près du Panthéon, sur la Piazza della Minerva, en face de l'église dominicaine de Santa Maria sopra Minerva. Le pape Alexandre VII décide qu'il voulait qu'un petit obélisque égyptien antique (découvert sous la place) soit érigé sur le même site ; en 1665, il charge Le Bernin de créer une sculpture pour soutenir l'obélisque. La sculpture d'un éléphant portant l'obélisque sur son dos est exécutée par l'un de ses élèves, Ercole Ferrata, d'après un projet de son maître, et est achevée en 1667. Une inscription sur la base relie la déesse égyptienne Isis et la déesse romaine Minerve à la Vierge Marie, qui aurait supplanté ces déesses païennes et à qui l'église est dédiée. Les éléphants du Bernin sont très réalistes car l'artiste a eu deux fois l'occasion de voir un éléphant vivant : Don Diego en 1630 et Hansken en 1655. Une anecdote populaire concerne le sourire de l’éléphant. Pour découvrir pourquoi il sourit, selon la légende, le spectateur doit examiner l'arrière-train de l'animal et remarquer que ses muscles sont tendus et sa queue est décalée vers la gauche comme s'il déféquait. L'arrière de l'animal est pointé directement vers l'un des sièges de l' Ordre dominicain, abritant les bureaux de ses inquisiteurs ainsi que le bureau du père Giuseppe Paglia, un frère dominicain qui est l'un des principaux antagonistes du Bernin, en guise de salut final et de dernier mot.
Parmi ses commandes mineures pour des clients ou des lieux non romains, en 1677, Le Bernin travaille avec Ercole Ferrata pour créer une fontaine pour le palais de Lisbonne du noble portugais, Luís de Meneses, 3e comte d'Ericeira : copiant ses fontaines antérieures, il fournit la conception de la fontaine sculptée par Ferrata, représentant Neptune avec quatre tritons autour d'un bassin. La fontaine a survécu et se trouve depuis 1945 à l'extérieur de l'enceinte des jardins du palais de Queluz, à quelques kilomètres de Lisbonne.

## Peintures, dessins

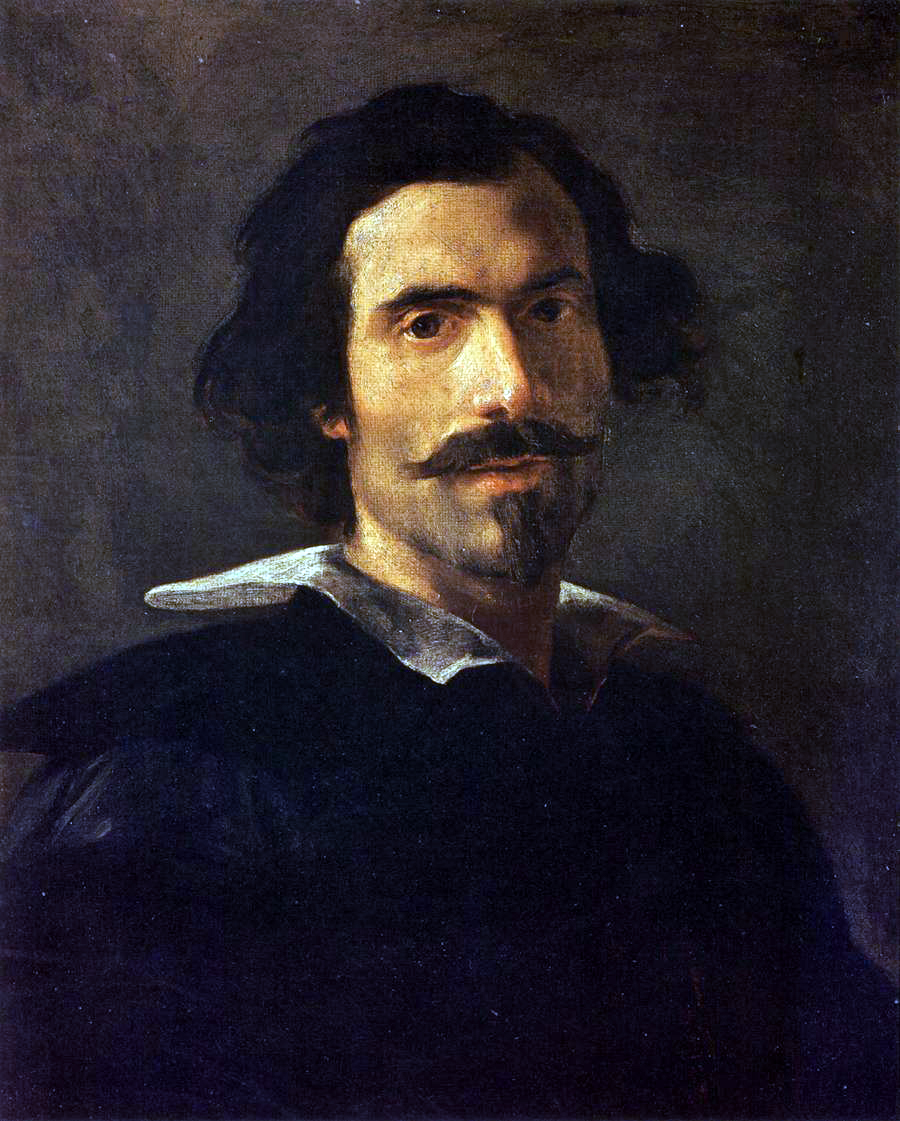
Autoportrait, 1635, musée des Offices, Florence.

Le Bernin aurait étudié la peinture dans le cadre normal de sa formation artistique commencée au début de l'adolescence sous la direction de son père, Pietro, en plus d'une formation complémentaire dans l'atelier du peintre florentin Lodovico Cigoli. La peinture n'est probablement pour lui d'abord qu'un divertissement sporadique, pratiqué principalement dans sa jeunesse, jusqu'au milieu des années 1620, c'est-à-dire au début du pontificat du pape Urbain VIII, qui lui ordonne d'étudier la peinture plus sérieusement car il souhaite qu'il décore la loggia de bénédiction de Saint-Pierre. Cette commande n'a jamais été exécutée, probablement parce que les compositions narratives à grande échelle requises dépassaient tout simplement les capacités du Bernin en tant que peintre,. Le rêve néo-renaissance avec lequel le pape Urbain VIII veut marquer son pontificat exige qu’à ses côtés se trouve un nouveau Michel-Ange, paradigme de l’artiste universel capable d’exceller dans les trois arts majeurs.
Selon ses premiers biographes, Baldinucci et Domenico Bernini, il a réalisé au moins 150 toiles, principalement dans les années 1620 et 1630, mais il ne reste actuellement que 35 à 40 peintures qui peuvent être attribuées avec certitude à sa main,. Jamais dans toute sa longue carrière il ne réalise des œuvres picturales destinées à l’exposition publique, généralement réservées au genre de la peinture d'histoire, principalement de grandes toiles sur le thème religieux, ou, si elles ne sont pas destinées à des bâtiments ecclésiastiques, sur un sujet historico-propagandiste ou allégorique. Il peint essentiellement pour son plaisir personnel, en concentrant sa production dans des peintures de petit format, par l’exécution rapide et naturaliste qui en grande partie - au moins en ce qui concerne les quelques tableaux aujourd’hui raisonnablement liés à son pinceau - sont constitués de portraits et d’autoportraits.

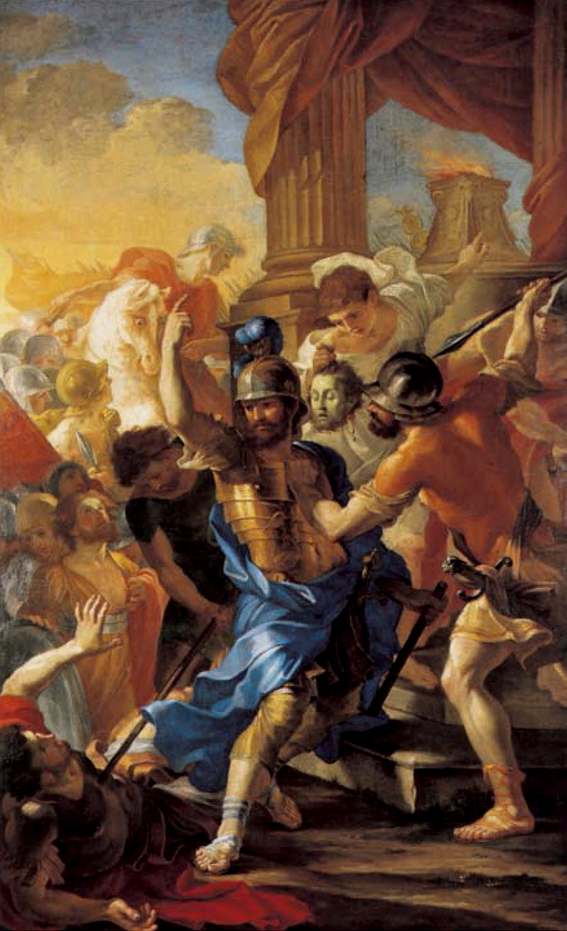
Carlo Pellegrini et Gian Lorenzo Bernini, Martyre de saint Maurice, 1636-1640, Pinacothèque vaticane.

Il est possible de déduire du catalogue pictural actuel du Bernin, que si Gian Lorenzo ne faisait pas de la peinture un métier, il était toutefois très intéressé par cet art, ayant réfléchi sur les œuvres des maîtres de ses contemporains ou des générations précédentes. Dans ses peintures, en effet, on décèle des influences du Caravage et d’Annibale Carracci, jusqu’à l’art du grand Diego Vélasquez qui, en 1629-1630, était à Rome.
Les œuvres existantes, attribuées avec certitude, sont pour la plupart des portraits, vus de près et placés sur un fond vide, employant un coup de pinceau confiant, voire brillant, pictural, semblable à celui de son contemporain espagnol Diego Vélasquez, exempt de toute trace de pédantisme, avec une palette très limitée de couleurs, principalement chaudes et tamisées, avec un clair-obscur profond. Ses œuvres sont immédiatement recherchées par les grands collectionneurs. Parmi ces œuvres existantes, les plus remarquables sont plusieurs autoportraits d'une grande profondeur, datant tous du milieu des années 1620-début des années 1630, en particulier celui du musée des Offices à Florence, acheté du vivant du Bernin par le cardinal Léopold de Médicis. Les Apôtres André et Thomas, conservée à la National Gallery de Londres, est la seule toile de l'artiste dont l'attribution, la date approximative d'exécution (vers 1625) et la provenance (collection Barberini, Rome) sont connues avec certitude.

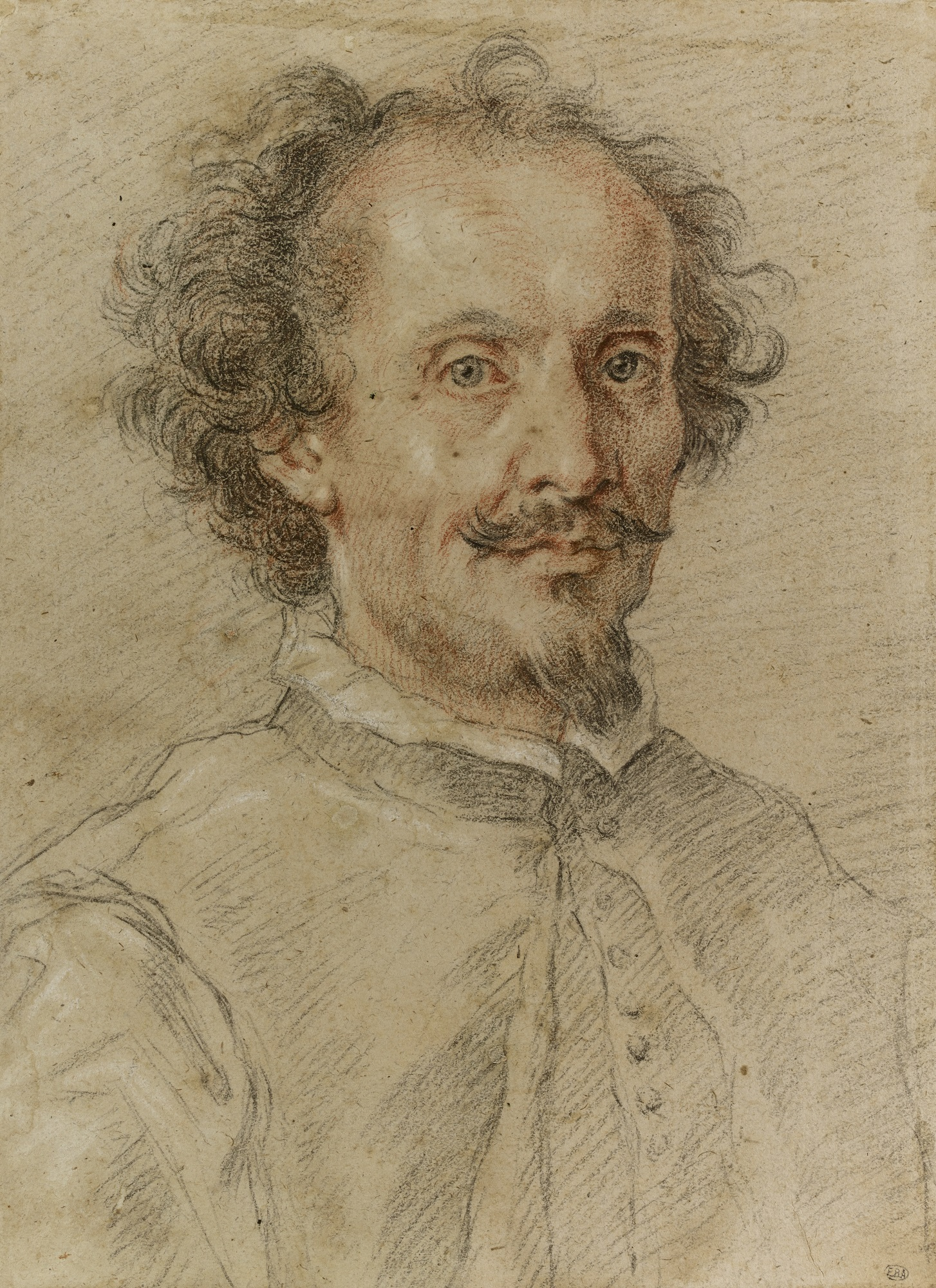
Portrait d'Agostino Mascardi, École nationale supérieure des beaux-arts, Paris.

Il a quand même joué un rôle important dans certaines grandes commandes publiques : Gian Lorenzo, en effet, attirait dans son cercle d’aides et de collaborateurs de nombreux sculpteurs mais également plusieurs peintres qu’il utilisait pour la réalisation d’œuvres publiques qu’il avait conçues, mais qui n’a pas exécutées personnellement (artistes qui se sont également occupés de l’achèvement pictural de ses travaux dans le domaine sculptural et architectural, comme dans le cas des fresques de la chapelle Cornaro). Le cas de Carlo Pellegrini est en ce sens remarquable, un peintre originaire de la région de Carrare, dont nous ne savons rien d’autre que sa présence dans l’atelier du Bernin, à qui celui-ci a confié plusieurs tâches picturales parmi lesquelles la plus importante est le Martyre de saint Maurice, conçu (et retouché) par le maître mais peint sur la toile par l’aide. La grande peinture faisait partie de la série de retables, dû à certains des meilleurs peintres alors actifs à Rome, avec lesquels les autels de la basilique Saint-Pierre ont été initialement décorés (puis remplacées par des copies plus grandes, monumentales, en mosaïque, mieux adaptées à l’immensité de la basilique).
Baciccio est sans doute le plus talentueux parmi les peintres qui travaillent aux côtés du Bernin, mettant leur pinceau à disposition pour la réalisation de ses projets : il est fort probable qu’il bénéficie des idées, conseils et astuces du maître, y compris pour son chef-d’œuvre absolu, les fresques de l’église du Gesù (dont le monumental Triomphe du Nom de Jésus).
Il existe encore environ 350 dessins de sa main, mais cela représente un pourcentage minuscule des dessins qu'il aurait créés au cours de sa vie. Il s'agit notamment d'esquisses rapides relatives à des commandes sculpturales ou architecturales majeures, de dessins de présentation offerts en cadeau à ses mécènes et amis aristocratiques, et de portraits exquis et entièrement finis, tels que ceux d'Agostino Mascardi (Beaux-Arts de Paris), de Scipione Caffarelli-Borghese et Sisinio Poli (tous deux conservés au Morgan Library and Museum de New York),,,,.

## Œuvres pour le théâtre et scénographie
Le théâtre constitue un autre domaine d'activité artistique auquel Bernini consacre une grande partie de son temps libre entre deux commandes importantes et qui lui vaut une renommée populaire encore plus grande. Pendant de nombreuses années (en particulier sous le règne du pape Urbain VIII), il crée une longue série de productions théâtrales dans lesquelles il est simultanément scénariste, metteur en scène, acteur, scénographe et concepteur des effets spéciaux,. Les comédies du Bernin sont destinées à un public restreint et puisent entièrement dans la tradition de la Commedia dell'arte, mais elles ont beaucoup d’affinités avec le genre contemporain de la comédie dite ridicule, phénomène théâtral très en vogue dans la Rome du XVIIe siècle.
La première attestation de l’activité théâtrale du Bernin remonte à 1633, lorsque le représentant du duc de Modène à Rome écrit: 

« Le Chevalier Bernini, qui est le plus célèbre sculpteur de notre temps, a représenté lundi soir en compagnie de ses élèves une comédie pleine de mots pétillants et de piques aiguës contre beaucoup de cette cour, et contre les coutumes corrompues de notre siècle. »

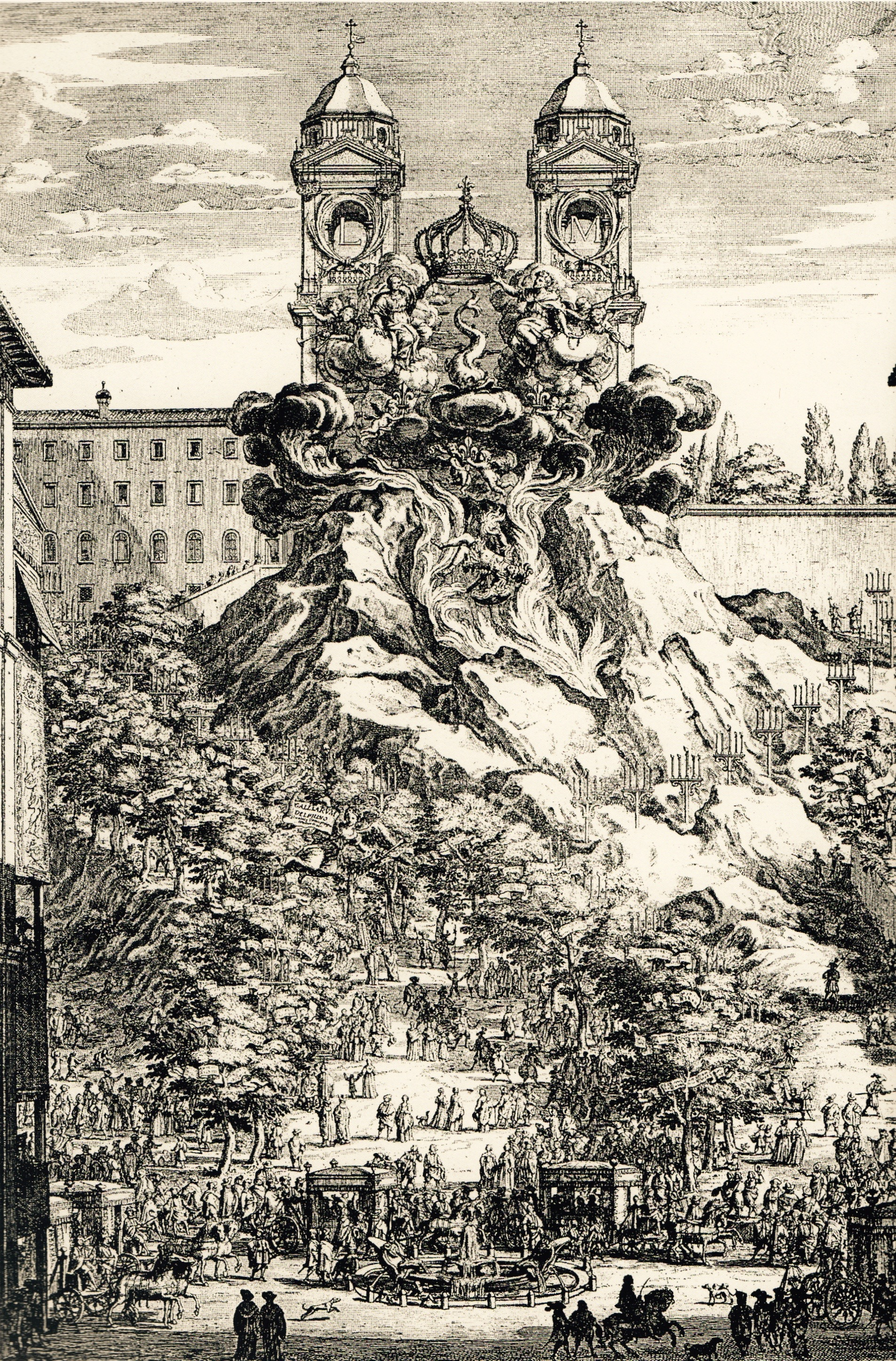
Dominique Barrière, Reproduction des appareillages de fête mis en place par Le Bernin et Giovan Paolo Schor à la Trinité-des-Monts pour la naissance du dauphin de France, 1661.

Ces pièces sont pour la plupart des comédies de carnaval, souvent jouées dans sa propre maison, qui attirent un large public, dans lesquelles l'artiste satirise la vie romaine contemporaine (en particulier la vie de cour) avec ses bons mots piquants. En même temps, elles éblouissent les spectateurs avec des démonstrations audacieuses d'effets spéciaux tels que la crue du Tibre ou un incendie contrôlé mais bien réel, comme le rapporte la biographie de son fils Domenico,. Malgré leur caractère amateur, les pièces de théâtre du Bernin sont préparées avec grand soin et minutie, et ne manquent pas d’impressionner par l’audace des réalisations scéniques - dont le concepteur et artisan est bien sûr le même artiste -, qui souvent font des spectateurs en même temps des acteurs. Dans De' due teatri, par exemple, le public a l’impression qu’il existe un second public imaginaire en plus du réel : les acteurs portent des masques qui reproduisent les traits des spectateurs ; cette illusion est accentuéelors du prologue, joué par deux acteurs qui se tournent l’un vers le public inexistant, et l’autre vers le public réel. Un autre prodige scénique du Bernin très apprécié est celui de la comédie L'incendio, où au passage d’un char de carnaval des flammes effrayantes s'échappent, qui semblent tout dévorer. Un effet « merveilleux » similaire figure dans la comédie L'inondazione del Tevere, inspirée de la crue du Tibre de 1637, dans laquelle on simule la rupture des berges du fleuve romain.
Cependant, bien qu'il existe une documentation disparate et dispersée montrant que tout ce travail théâtral n'est pas simplement un divertissement limité ou passager pour l'artiste, les seuls vestiges existants de ces efforts sont le script partiel d'une pièce et un dessin d'un coucher de soleil (ou d'un lever de soleil) relatif à la création d'un effet spécial sur scène,. Le Bernin s’est inspiré pour plusieurs de ses œuvres du monde du théâtre, conçues précisément comme des décors somptueux.
En tant que scénographe, Le Bernin est également très actif dans la production d’appareils éphémères pour des fêtes et commémorations laïques et religieuses, dont certaines deviennent rapidement fameuses pour l’effet stupéfiant qu’elles ont sur la population de Rome de l’époque. Parmi celles-ci, figurent les jeux pyrotechniques qu'il prépare à l’occasion des festivités organisées à Rome en 1661, à la Trinité-des-Mont pour la naissance du dauphin de France.

## Influence et réputation post-mortem

### Disciples, collaborateurs et rivaux
Luigi Bernini, Stefano Speranza, Giuliano Finelli, Andrea Bolgi, Giacomo Antonio Fancelli, Lazzaro Morelli, Francesco Baratta, Ercole Ferrata, le Français Nicolas Salé, Giovanni Antonio Mari, Antonio Raggi et François Duquesnoy figurent parmi les nombreux sculpteurs qui travaillèrent sous la direction du Bernin (même si la plupart étaient des maîtres accomplis). Giulio Cartari est son bras droit le plus fidèle en sculpture et Mattia de Rossi en architecture ; tous deux l'accompagnèrent à Paris pour l'aider dans son travail pour le roi Louis XIV. Giovanni Battista Contini et Carlo Fontana figurent parmi ses autres disciples ; l'architecte suédois Nicodème Tessin le Jeune, qui visita Rome deux fois après la mort du Bernin, fut également fortement influencé par lui.
Francesco Borromini et Pierre de Cortone figurent parmi ses principaux rivaux en architecture. Au début de leur carrière, ils ont travaillé en même temps au palais Barberini, d'abord sous la direction de Carlo Maderno et, après sa mort, sous celle du Bernin. Plus tard, cependant, ils furent en compétition pour les commandes ; de féroces rivalités se développèrent, notamment entre Le Bernin et Borromini,.
En sculpture, Le Bernin rivalisait avec Alessandro Algardi et François Duquesnoy, mais tous deux moururent des décennies plus tôt que lui(respectivement en 1654 et 1643), le laissant sans aucun sculpteur de même statut élevé à Rome. Francesco Mochi peut également être inclus parmi ses rivaux importants, bien qu'il ne soit pas aussi accompli dans son art que celui-ci, Algardi ou Duquesnoy.
Une succession de peintres (les soi-disant « peintres berniniens ») qui, travaillant sous la direction étroite du maître et parfois selon ses plans, produisirent des toiles et des fresques, qui faisaient partie intégrante des plus grandes œuvres du Bernin, telles que des églises et des chapelles : Carlo Pellegrini, Guido Ubaldo Abbatini, le Français Guillaume Courtois (dit « Il Borgognone »), Ludovico Gimignani et Baciccio.
Le Bernin joue un rôle déterminant dans la carrière du peintre Baciccio à Rome. Grâce à son intermédiaire, ce dernier reçoit plusieurs commandes qui feront bientôt de lui un des peintres les plus recherchés de Rome, comme la fresque la voûte de l'église du Gesù de Rome pour l'ami du Bernin, le supérieur général des jésuites, Giovanni Paolo Oliva. De plus, sa participation répétée à des entreprises dirigées par le Bernin, en firent le transcripteur en peinture de la vision du sculpteur, tant dans le domaine du mouvement qui anime les étoffes, que dans celui de l'expression des sentiments. Il avait appris du Bernin que « la représentation de personnes ne voulait pas qu'elles restassent fermes et calmes, mais qu'elles parlassent et se mussent » (Lione Pascoli dans sa biographie de 1730).
Dans toutes les volumineuses sources du Bernin, le nom de Caravage n'apparaît qu'une seule fois, dans le Journal de Chantelou dans lequel le diariste français affirme que Le Bernin était d'accord avec sa remarque désobligeante sur Caravage (en particulier sa Diseuse de bonne aventure qui venait d'arriver d'Italie comme cadeau de Pamphilj au roi Louis XIV). Cependant, savoir si Le Bernin méprisait réellement l'art de Caravage est sujet à débat, alors que des arguments ont été avancés en faveur d'une forte influence de Caravage sur lui. Le Bernin avait bien sûr beaucoup entendu parler de Caravage et vu nombre de ses œuvres, non seulement parce qu'à Rome à l'époque, de tels contacts étaient impossibles à éviter, mais aussi parce que de son vivant, Caravage avait attiré l'attention favorable des premiers mécènes du Bernin, à la fois les Borghèse et les Barberini. En effet, tout comme Caravage, Le Bernin a souvent conçu des compositions étonnamment audacieuses, semblables à des tableaux théâtraux, qui fixent la scène à son moment clé dramatique (comme dans son Extase de sainte Thérèse à Santa Maria della Vittoria). Tout comme Caravage, il a fait un usage complet et habile de l'éclairage théâtral, comme un dispositif esthétique et métaphorique important dans ses décors religieux, employant souvent des sources de lumière cachées qui pouvaient intensifier l'accent mis sur le culte religieux ou rehausser le moment dramatique d'un récit sculptural,,.

### Premières biographies
La source primaire la plus importante sur la vie du Bernin est la biographie écrite par son plus jeune fils, Domenico, intitulée Vita del Cavalier Gio. Lorenzo Bernino, publiée en 1713, mais compilée pour la première fois dans les dernières années de la vie de son père (vers 1675-1680). La Vie du Bernin de Filippo Baldinucci a été publiée en 1682, et un journal privé méticuleux, le Journal de la visite du chevalier Bernin en France, a été tenu par le Français Paul Fréart de Chantelou pendant le séjour de quatre mois de l'artiste, de juin à octobre 1665, à la cour du roi Louis XIV. Il existe également un court récit biographique, La Vita Brevis de Gian Lorenzo Bernini, écrit par son fils aîné, Monseigneur Pietro Filippo Bernini, au milieu des années 1670.
Jusqu'à la fin du XXe siècle, on pensait généralement que deux ans après la mort du Bernin, la reine Christine de Suède, alors installée à Rome, avait chargé Filippo Baldinucci d'écrire sa biographie, qui fut publiée à Florence en 1682. Cependant, des recherches récentes suggèrent désormais fortement que ce sont en fait les fils du Bernin, et plus particulièrement le fils aîné, Pietro Filippo, qui ont commandé la biographie à Baldinucci à la fin des années 1670, avec l'intention de la publier alors que leur père était encore en vie. Cela signifierait que la commande ne provenait pas du tout de la reine Christine, qui aurait simplement prêté son nom en tant que mécène (afin de cacher le fait que la biographie provenait directement de la famille) et que le récit de Baldinucci était en grande partie dérivé d'une version pré-publication de la biographie beaucoup plus longue de son père par Domenico Bernini comme en témoigne la très grande quantité de texte répété mot pour mot (il n'y a pas d'autre explication sinon à la quantité massive de répétitions mot pour mot et on sait que Baldinucci copiait régulièrement le contenu mot pour mot pour les biographies de ses artistes, fourni par la famille et les amis de ses sujets). Étant le récit le plus détaillé et le seul provenant directement d'un membre de la famille immédiate de l'artiste, la biographie de Domenico, bien qu'ayant été publiée plus tard que celle de Baldinucci, est donc la source biographique complète la plus ancienne et la plus importante de la vie du Bernin, même si elle idéalise son sujet et blanchit un certain nombre de faits peu flatteurs sur sa vie et sa personnalité.

### Postérité et hommages

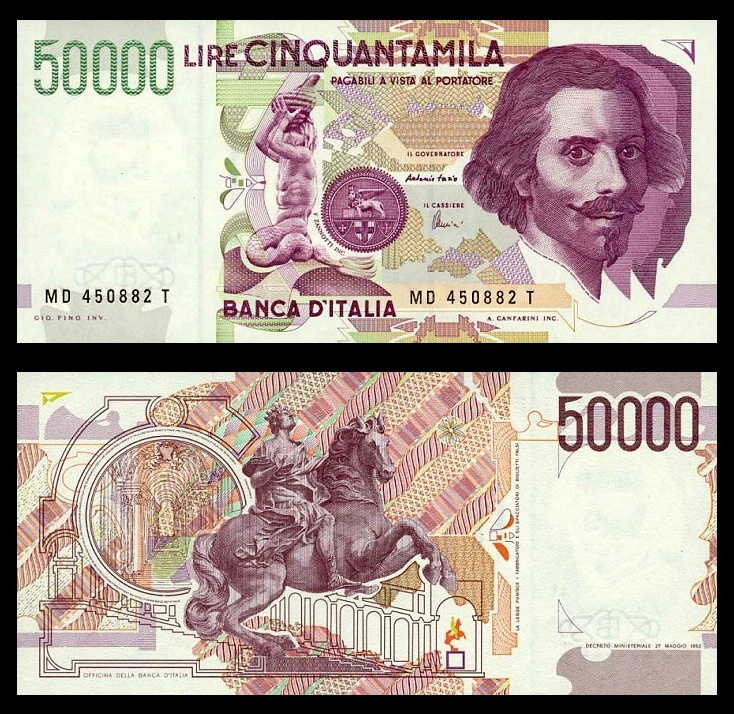
Billet de 50000 lires à l'effigie du Bernin.

Comme l'a résumé un spécialiste du Bernin : « Peut-être le résultat le plus important de toutes les études et recherches [du Bernin] de ces dernières décennies a été de restituer au Bernin son statut de grand et principal protagoniste de l'art baroque, celui qui a été capable de créer des chefs-d'œuvre incontestés, d'interpréter de manière originale et géniale les nouvelles sensibilités spirituelles de l'époque, de donner à la ville de Rome un visage entièrement nouveau et d'unifier le langage [artistique] de l'époque. » Peu d'artistes ont eu une influence aussi décisive sur l'apparence physique et la teneur émotionnelle d'une ville que Le Bernin sur Rome. En maintenant une influence déterminante sur tous les aspects de ses nombreuses et grandes commandes et sur ceux qui l'ont aidé à les exécuter, il a pu réaliser sa vision, unique et harmonieusement uniforme, au cours de décennies de travail au cours de sa longue et productive vie. Bien qu'à la fin de sa vie, il y ait eu une réaction déterminée contre son style baroque flamboyant, les sculpteurs et les architectes ont continué à étudier ses œuvres et à être influencés par elles pendant plusieurs décennies encore (la fontaine de Trevi de Nicola Salvi [inaugurée en 1735] est un excellent exemple de l'influence post-mortem durable du Bernin sur le paysage de la ville).
Au XVIIIe siècle, Le Bernin et pratiquement tous les artistes baroques tombèrent en disgrâce dans la critique néoclassique du baroque, critique qui visait avant tout les écarts supposés extravagants (et donc illégitimes) de ce dernier par rapport aux modèles immaculés et sobres de l'antiquité grecque et romaine. Ce n'est qu'à partir de la fin du XIXe siècle que les spécialistes de l'histoire de l'art, en cherchant une compréhension plus objective de la production artistique dans le contexte culturel spécifique dans lequel elle a été produite, sans les préjugés a priori du néoclassicisme, ont commencé à reconnaître les réalisations du Bernin et ont lentement commencé à restaurer sa réputation artistique. Cependant, la réaction contre Le Bernin et le baroque trop sensuel (et donc « décadent »), trop chargé d'émotion dans la culture au sens large, en particulier dans les pays non catholiques d'Europe du Nord, et particulièrement dans l'Angleterre victorienne, est restée présente jusqu'au XXe siècle ; les plus notables sont le dénigrement public du Bernin par Francesco Milizia, Joshua Reynolds et Jacob Burckhardt.
Johann Joachim Winckelmann (1717–1768), considéré par beaucoup comme le père de la discipline moderne de l'histoire de l'art, figure en tête des personnalités influentes des XVIIIe et XIXe siècles qui méprisaient l'art du Bernin. Pour le néoclassique Winkelmann, le seul « haut style » artistique véritable et louable était caractérisé par une noble simplicité alliée à une grandeur tranquille qui évitait toute exubérance d'émotion, qu'elle soit positive ou négative, comme l'illustre la sculpture grecque antique. Le Bernin baroque, au contraire, représentait l'opposé de cet idéal et, de plus, selon Winkelmann, avait été « complètement corrompu... par une vulgaire flatterie des gens grossiers et incultes, en essayant de leur rendre tout plus intelligible »,.
Colen Campbell (1676-1729) est une autre voix condamnatrice majeure, qui, dès la première page de son monumental et influent Vitruvius Britannicus (Londres, 1715, Introduction, vol. 1, p. 1) cite Le Bernin et Borromini comme exemples de la dégradation totale de l'architecture post-palladienne en Italie : « Avec (le grand Palladio) la grande manière et le goût exquis de construire sont perdus ; car les Italiens ne peuvent plus savourer la simplicité antique, mais sont entièrement employés à des ornements capricieux, qui doivent finalement aboutir au gothique . Pour preuve de cette affirmation, je fais appel aux productions du siècle dernier : combien affectées et licencieuses sont les œuvres de Bernini et de Fontana ? Combien extravagantes sont les conceptions de Boromini, qui s'est efforcé de débaucher l'humanité avec ses beautés étranges et chimériques... ? » En conséquence, la plupart des guides touristiques populaires des XVIIIe et XIXe siècles sur Rome ignorent tout simplement Le Bernin et son œuvre, ou le traitent avec dédain, comme dans le cas du best-seller Walks in Rome (22 éditions entre 1871 et 1925) d'Augustus JC Hare, qui décrit les anges du Pont Saint-Ange comme les « maniaques enjoués du Bernin ».

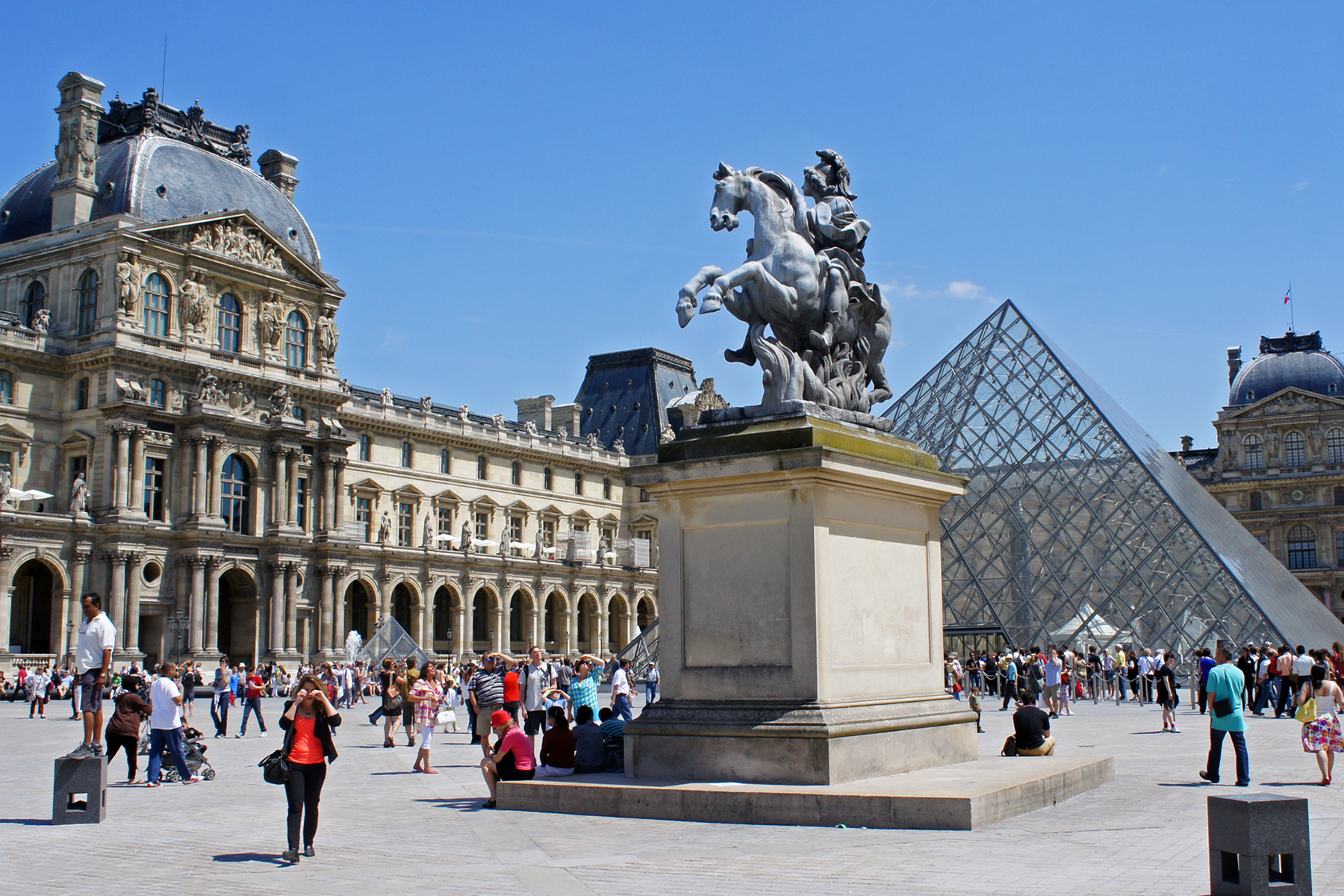
Cour Napoléon (Louvre) avec la copie de la statue équestre du roi Louis XIV devant la pyramide de Pei.

Au XXIe siècle, Le Bernin et son baroque ont pleinement recouvré la faveur, tant de la critique que du public. Depuis l'année anniversaire de sa naissance en 1998, de nombreuses expositions du Bernin ont eu lieu à travers le monde, notamment en Europe et en Amérique du Nord, sur tous les aspects de son œuvre, élargissant ainsi la connaissance de son travail et de son influence. Il a été commémoré sur le recto du billet de 50 000 lires de la Banque d'Italie dans les années 1980 et 1990 (avant que l'Italie ne passe à l'euro) avec son autoportrait, le verso montrant sa statue équestre de Constantin. La décision de l'architecte Ieoh Ming Pei d'installer une copie fidèle en plomb de sa statue équestre du roi Louis XIV comme seul élément ornemental dans son immense réaménagement moderniste de la place d'entrée du musée du Louvre, achevé avec grand succès en 1989, et comprenant la pyramide du Louvre en verre, est un autre signe marquant de la réputation durable du Bernin. En 2000, le romancier à succès Dan Brown a fait du Bernin et de plusieurs de ses œuvres romaines la pièce maîtresse de son thriller politique, Anges et Démons, certaines de ses sculptures devant servir de fil conducteur sur la Voie de l'Illumination des Illuminati. Le romancier britannique Iain Pears a fait d'un buste disparu du Bernin la pièce maîtresse de son roman policier à succès, L'Affaire Bernini (The Bernini Bust) (2003).
Le Bernin est évoqué dans trois chapitres du recueil Un rêve fait à Mantoue d’Yves Bonnefoy : La Seconde Simplicité (1961) et, surtout, L’Architecture baroque et la pensée du destin (1965) et Sept feux (1967). Ce dernier chapitre est d’ailleurs « dédié au souvenir du Bernin, sculpteur de La Vérité du tombeau d’Alexandre VII ».
Il existe même un astéroïde de la ceinture principale. qui porte le nom du Bernin (depuis 1976) : le (14498) Bernini.

## Liste des œuvres (non exhaustive)

### Sculpture

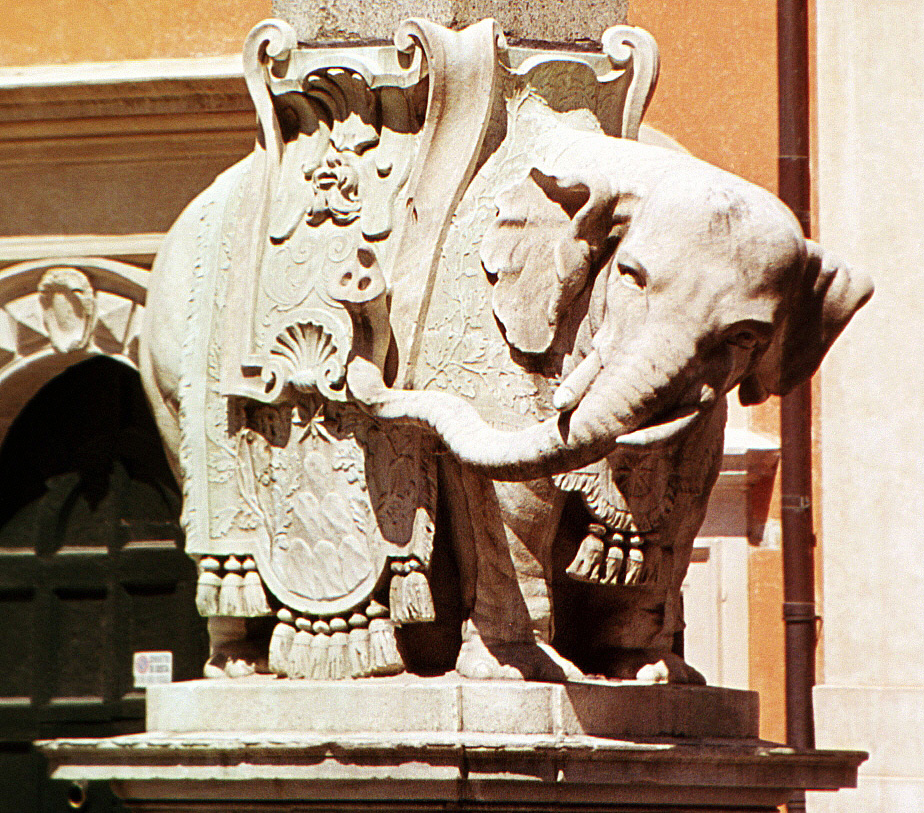
Éléphant de l'obélisque de la piazza della Minerva, Rome.

- Buste de Giovanni Battista Santoni (c. 1612) - Marbre, Basilique Santa Prassede, Rome.
- Saint Laurent sur le gril (1614-1615) - Marbre, 66 × 108 cm, Collection Contini Bonacossi, Florence.
- La Chèvre Amalthée avec Jupiter enfant et un faune (1615) - Marbre, Galerie Borghèse, Rome.
- Priape (1615-1616) Metropolitan Museum of Art, New York.
- Flore (1615-1616) Metropolitan Museum of Art, New York.
- Putto au dragon (vers 1616-17), J. Paul Getty Museum, Los Angeles)
- Saint Sébastien (c. 1617) - Marbre, Musée Thyssen-Bornemisza, Madrid.
- Faune émoustillé par des Amours (1616-1617) - Marbre, 132 cm, Metropolitan Museum of Art, New York.
- Buste de Giovanni Vigevano (1618) - marbre, Basilique de la Minerve, Rome.
- Énée, Anchise et Ascagne (1618-1619) - Marbre, 220 cm, Galerie Borghèse, Rome.
- Âme damnée (1619) - Palazzo di Spagna, Rome.
- Âme sauvée (1619) - Palazzo di Spagna, Rome.
- Buste du Cardinal Escoubleau de Sourdis (1620) - Musée d'Aquitaine, Bordeaux.
- Annonciation (?) - (groupe sculpté par Bernini le père pour l'Archange Gabriel et la Vierge par Gian Lorenzo Bernini), Église Saint-Bruno, Bordeaux.
- David (1623-1624) - marbre, 170 cm, Galerie Borghèse, Rome.
- Santa Bibiana (1624-1626)-marbre Église Santa Bibiana, Rome.
- Apollon et Daphné (1622-1625) - marbre, 243 cm, Galerie Borghèse, Rome.
- La Charité avec quatre enfants (1627-1628) - terre cuite, 39 cm, Musées du Vatican, Vatican.
- Fontana della Barcaccia (1627-1628) - marbre, Piazza di Spagna, Rome.
- Buste de Monsignor Pedro de Foix Montoya (c. 1621) - marbre, Église Santa Maria in Monserrato degli Spagnoli, Rome.
- Neptune et Triton (1620) - marbre, 182 cm, Victoria and Albert Museum, Londres.
- Le Rapt de Perséphone (1621-1622) - marbre, 295 cm, galerie Borghèse, Rome.
- Buste de Francesco Barberini (1623) - marbre, National Gallery of Art, Washington, DC.
- Fontaine du Triton (Fontana del Tritone) (1624-1643) - travertin, Piazza Barberini, Rome.
- Tombe d'Urbain VIII (1627-1647) - bronze doré et marbre, basilique Saint-Pierre, Vatican.
- Buste de Thomas Baker (1638) - marbre, 81,6 cm, Victoria and Albert Museum, Londres.
- Buste de Costanza Bonarelli (c. 1635) - marbre, 70 cm, Bargello, Florence.
- Charité avec deux enfants (1634) - terre-cuite, 42 cm, musées du Vatican, Vatican.
- Saint Longinus (1631-1638) - marbre, 450 cm, basilique Saint-Pierre, Vatican.
- Buste de Scipione Borghèse (1632) - marbre, 78 cm, galerie Borghèse, Rome
- Buste de Scipione Borghèse (1632) - marbre, basilique Saint-Pierre, Vatican.
- Buste d'Urbain VIII (1632-1633) - bronze, 100 cm, musées du Vatican, Vatican.
- Statue honoraire du pape Urbain VIII (1635-1640) - marbre, Musées du Capitole, Rome.
- Buste du Cardinal Armand de Richelieu (1640-1641) - marbre, Musée du Louvre, Paris.
- Buste de Méduse (vers 1640) - marbre, Musées du Capitole, Rome.
- Mémorial à Maria Raggi (1643) - bronze doré et marbres polychromes, Santa Maria sopra Minerva, Rome.
- Buste d'Innocent X (circa 1650) - marbre, Galerie Doria-Pamphilj, Rome.
- La Vérité (1645-1652) - marbre, 280 cm, Galerie Borghèse, Rome.
- L'Extase de sainte Thérèse (1647-1652) - marbre, Chapelle Cornaro, Santa Maria della Vittoria, Rome.
- Loggia des fondateurs (1647-1652) - marbre, Chapelle Cornaro, Santa Maria della Vittoria, Rome.
- Buste d'Urbain - marbre, basilique Saint-Pierre, Vatican.
- Noli me tangere (1649) marbre, Église Santi Domenico e Sisto, Rome.
- Fontaine des Quatre-Fleuves (1648-1651) - travertin et marbre, Piazza Navona, Rome.
- Daniel et le Lion (1650) - marbre, Santa Maria del Popolo, Rome.
- François Ier d'Este (1650-1651) - marbre, 107 cm, Galleria Estense, Modène
- Fontaine du Maure (1653-1654) - marbre, Piazza Navona, Rome
- Constantin (1654-1670) - marbre, Palais du Vatican, Vatican.
- Daniel et le Lion (1655) - terre-cuite, 42 cm, Musées du Vatican, Vatican.
- Habacuc et l'Ange (1655) - terre-cuite, 52 cm, Musées du Vatican, Vatican.
- Buste de Louis XIV (1655) - terre-cuite, 52 cm, Musées du Vatican, Vatican.
- Buste de Louis XIV (1682) - copie en bronze moderne, Place Royale, Québec, Canada.
- Croix d'autel (1657-1661) - bronze doré, 185 cm, basilique Saint-Pierre, Vatican.
- Chaire de saint Pierre (1657-1666) - marbre, bronze, stuc, basilique Saint-Pierre, Vatican.
- Saint Augustin (1657-1666) - bronze, basilique Saint-Pierre, Vatican.
- Constantin, Scala Regia (1663-1670) - marbre et stucs polychromes, Palais du Vatican, Vatican.
- Ange debout avec un parchemin (1667-1668) - terre-cuite, 29 cm, Fogg Art Museum, Cambridge.
- Ange avec la couronne d'épines (1667-1669) - marbre, Basilique Sant'Andrea delle Fratte, Rome.
- Ange avec les Écritures (1667-1669) - marbre, over life-size, Sant'Andrea delle Fratte, Rome
- Éléphant de la Minerve (1667-1669) - marbre, Piazza di Santa Maria sopra Minerva, Rome (attribué par certains à Giuseppe Paglia).
- Buste de Gabriele Fonseca (1668-1675) - marbre, San Lorenzo in Lucina, Rome.
- Statue équestre de Louis XIV (1669-1670) - terre-cuite, 76 cm, Galerie Borghèse, Rome.
- Statue équestre de Louis XIV (1671-1677), transformée en Statue équestre de Louis XIV sous les traits de Marcus Curtius par Girardon - marbre, château de Versailles.
- Buste de Louis XIV (1665) - marbre, 105 × 99 × 46 cm, salon de Diane, Château de Versailles, Versailles.
- Herm de saint Étienne de Hongrie - bronze, Cathédrale de Zagreb, Zagreb.
- Saints Jérôme et Marie Madeleine (1661-1663) - marbres, 180 cm, toutes deux en la Chapelle Chigi, Duomo di Siena, Sienne.
- Tombe d'Alexandre VII (1671-1678) - marbre et bronze doré, basilique Saint-Pierre, Vatican. Au sommet, le pape est en prière ; au-dessous de lui, un précieux suaire ; au centre, un squelette surgit de la porte de la mort tenant une clepsydre pour avertir le pape de sa fin proche.
- Extase de la bienheureuse Ludovica Albertoni (1671-1674) - marbre, Chapelle Altieri-Albertoni, de l'Église San Francesco a Ripa, Rome.
- Buste Salvator mundi (1680) - marbre Disparu à la fin du XVIIe siècle, il a été redécouvert à Rome au couvent Saint-Sébastien-hors-les-murs. Ce buste avait été offert par La Bernin à Christine de Suède, grande amie du sculpteur.
- Souvenir funèbre d'Ippolito Merenda (date inconnue) - église San Giacomo in Settimiana, via della Lungara, Rome. Monument représentant un squelette ailé qui plane en soutenant, de ses doigts crochus et de ses dents, le cartouche commémoratif du défunt, un juriste.

### Architecture
- Façade de l'église Santa Bibiana (c. 1623), Rome.
- Baldaquin de la basilique Saint-Pierre (1624 – 1633), Rome.
- Baldaquin de la basilique San Crisogono, Rome.
- Chapelle Cornaro en l'église Santa Maria Della Vittoria de Rome, contenant la célèbre Extase de Sainte Thérèse (1647 – 1652), Rome.
- Palais Montecitorio (c. 1650), Rome.
- Fontaine des Quatre-Fleuves (1651), Rome.
- Colonnade de la place Saint-Pierre (c. 1660), Rome.
- Restauration de l'église Sainte-Marie-du-Peuple (1655 - 1661), Rome - avec en particulier la décoration de la nef et du transept et réalisation de la chapelle Chigi.
- Église Saint-André du Quirinal (1658 - 1678), Rome.
- Palais Chigi (c. 1660), Rome.
- Scala Regia au Vatican (1662 - 1668), Rome - avec en particulier une statue équestre de Constantin.
- Projets pour le palais du Louvre (1665), Paris.
- Palazzo Barberini, Rome
- Palazzo del Quirinale, Rome

Toutefois, les clochetons ajoutés à la façade du Panthéon, très critiqués (les « oreilles d'âne du Bernin »), ont été démontés en 1883.

### Peintures

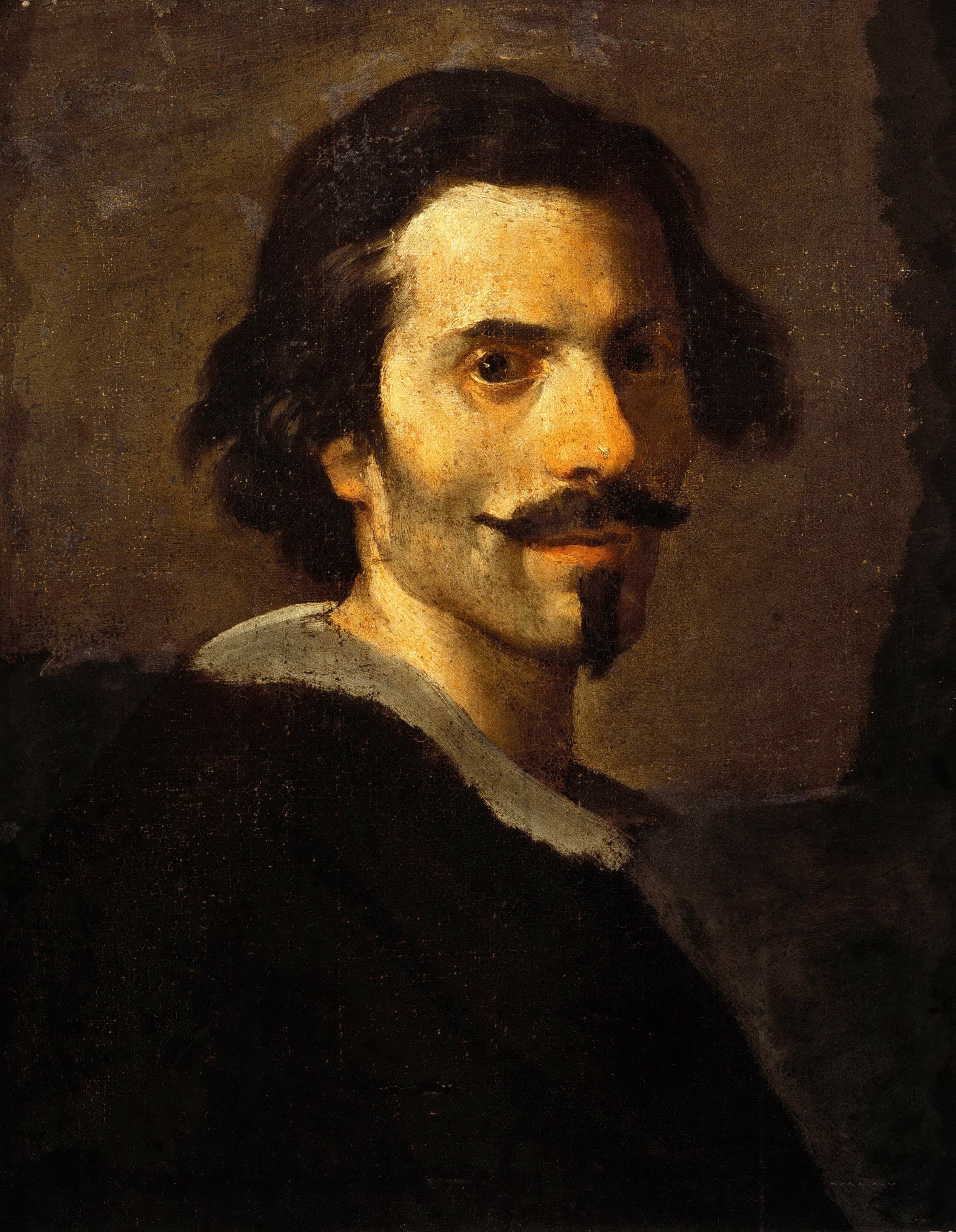
Autoportrait à l'âge mûr, vers 1635-1640 – Galerie Borghèse, Rome.

Pour le Bernin, la peinture est une activité annexe. Ses toiles révèlent néanmoins une touche sûre dénuée de pédanterie.
- Tête d'enfant (1625-1630), - huile sur toile, 63 × 62 cm, Musée des Offices, Florence. fragment d'une toile plus grande découpée au XVIIIe siècle[129].
- Saint André et Saint Thomas (1627 c.) - huile sur toile, 59 × 76 cm, National Gallery, Londres
- Portrait de garçon (1638 c.) - huile sur toile, Galerie Borghèse, Rome
- Autoportrait en jeune homme (1623 c.) - huile sur toile, Galerie Borghèse, Rome
- Autoportrait, (1635 c.) - peinture à l'huile sur toile, 62 × 46 cm, Florence, Musée des Offices[130].
- Autoportrait à l'âge mûr (1630-1635) - huile sur toile, Galerie Borghèse, Rome
- Portrait d'Urbain VIII

### Dessins
- Portrait d'Agostino Mascardi, pierre noire, sanguine et rehauts de craie blanche, H. 0,261 ; L. 0,192 m[131]. Paris, Beaux-Arts de Paris[132]. Dans les années 1630, le Bernin réalisa un dessin et une peinture représentant Mascardi ; si la toile a disparu, la feuille des Beaux-Arts de Paris correspond vraisemblablement à l’œuvre dessinée. La forte personnalité de l'écrivain dans la force de l'âge, se révèle à travers son regard clair et intelligent et son œil vif et dilaté. Cette recherche d'harmonie entre le visage et l'âme rejoint celle de son contemporain Diego Vélasquez.
- Projet pour le campanile de Saint-Pierre de Rome, pierre noire, plume, encre brune et lavis brun, H. 0,362 x L. 0,210 m, Paris, Beaux-Arts de Paris[133],[134]. Projet pour le campanile de Saint-Pierre de Rome, pierre noire, plume, encre brune et lavis brun', H. 0,362 x L. 0,210 m, Paris, Beaux-Arts de Paris. Deux tours devaient couronnées la façade de Carlo Maderno pour lui apporter équilibre et plus de monumentalité, l’une d’elles fut construite puis détruite en raison de sa fragilité. Le dessin des Beaux-Arts de Paris est une œuvre de présentation destinée à séduire le commanditaire. Le projet présente un campanile sur trois niveaux ornés de symboles renvoyant à la famille Barberini et de dauphins symboles de la vie éternelle.

#### Bases de données et dictionnaires
- Ressources relatives aux beaux-arts :   - AGORHA
  - Art Institute of Chicago
  - Art UK
  - Artists of the World Online
  - Bénézit
  - Bridgeman Art Library
  - British Museum
  - Collection de peintures de l'État de Bavière
  - J. Paul Getty Museum
  - Kunstindeks Danmark
  - Musée d'art Nelson-Atkins
  - Musée des beaux-arts du Canada
  - Musée du Prado
  - Musée national du Victoria
  - Museum of Modern Art
  - National Gallery of Art
  - Nationalmuseum
  - RKDartists
  - Royal Academy of Arts
  - Sandrart.net
  - Union List of Artist Names
- Ressource relative à la musique :   - MusicBrainz
- Ressource relative à la recherche :   - Persée
- Notices dans des dictionnaires ou encyclopédies généralistes :   - Britannica
  - Brockhaus
  - Den Store Danske Encyklopædi
  - Deutsche Biographie
  - Dizionario biografico degli italiani
  - Enciclopedia italiana
  - Enciclopedia De Agostini
  - Gran Enciclopèdia Catalana
  - Hrvatska Enciklopedija
  - Internetowa encyklopedia PWN
  - Nationalencyklopedin
  - Proleksis enciklopedija
  - Store norske leksikon
  - Treccani
  - Universalis
  - Visuotinė lietuvių enciklopedija
- Notices d'autorité :   - VIAF
  - ISNI
  - BnF (données)
  - IdRef
  - LCCN
  - GND
  - Italie
  - Japon
  - CiNii
  - Espagne
  - Belgique
  - Pays-Bas
  - Pologne
  - Israël
  - NUKAT
  - Catalogne
  - Suède
  - Vatican
  - WorldCat